# Église Notre-Dame de Dives-sur-Mer
Vous lisez un « bon article » labellisé en 2020.
Pour les articles homonymes, voir Église Notre-Dame.
L'église Notre-Dame est un édifice catholique qui se dresse sur le territoire de la commune française de Dives-sur-Mer, dans le du département du Calvados, en région Normandie. Elle a été le lieu d'un pèlerinage important qui a duré essentiellement jusqu'aux guerres de Religion et la destruction d'un objet soumis à la dévotion des fidèles, un Christ Saint-Sauveur trouvé selon la tradition au XIe siècle par des pêcheurs ; le pèlerinage a repris ensuite jusqu'à la Révolution française.
Si l'édifice actuel conserve des éléments datés du XIe siècle et a subi au fil des siècles de sévères déprédations, il est en relatif bon état du fait de campagnes de restaurations successives dont la dernière en cours date du début du XXIe siècle. C'est « le monument le plus remarquable de Dives » selon Arcisse de Caumont. Elle fait l'objet d'un classement au titre des monuments historiques depuis 1888. Un certain nombre d'éléments mobiliers font l'objet d'une inscription.
L'église a conservé peu de vitraux anciens, même si, à la fin du XXe siècle, un panneau de vitrail du XIVe siècle en provenant a été retrouvé et acheté par la commune avec le concours de l’État. L'édifice conserve en outre de remarquables graffitis marins sur ses murs, datés du XVe au début du XXe siècle : le corpus de graffitis, exceptionnel car le nombre de ceux-ci est supérieur à 400, permet d'étudier les navires à la fois marins et fluviaux et également de nombreux aspects, dont religieux, de la vie de la communauté présente dans la commune sur plus de cinq siècles.

## Localisation
L'église est située sur la commune de Dives-sur-Mer, rue Hélène Boucher, au cœur du bourg ancien et dans la partie orientale de la ville, dans le département français du Calvados. Elle est décalée par rapport aux trois axes routiers passant par là. L'église était entourée encore aux XIXe – XXe siècles du cimetière.

## Historique

### De l'origine auXIIIesiècle, une église paroissiale dont le développement est lié à un pèlerinage

Plan chronologique de l'église.
XIe siècle (style roman)
XIVe siècle (style gothique rayonnant)
XVe siècle (style gothique flamboyant)

Le site possède un lieu de culte depuis au moins l'époque carolingienne, voire dès le VIe ou le VIIe siècle. Au IXe siècle, Dives dépend de l'abbaye de Jumièges.

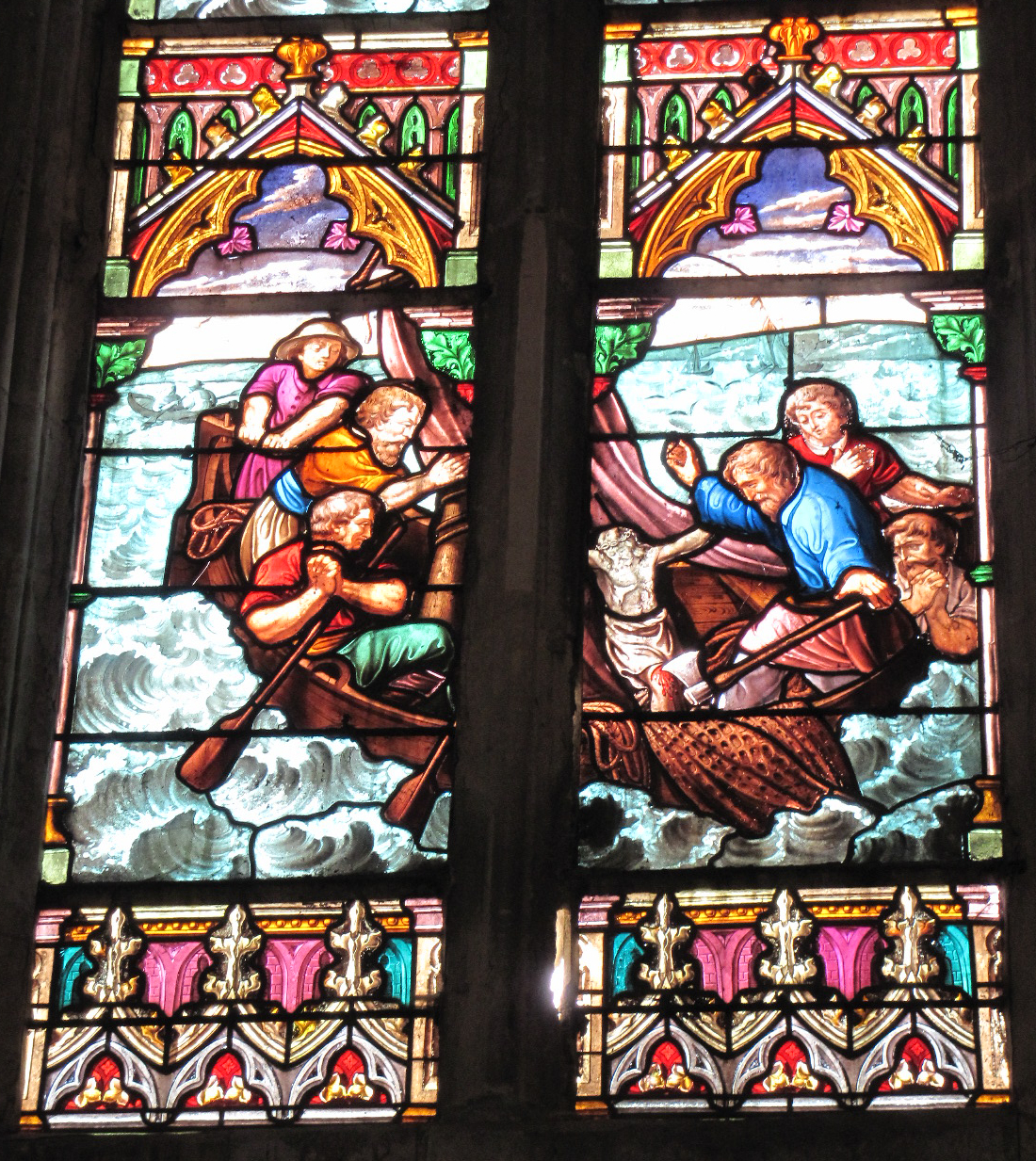
Récupération de la statue dans l'estuaire, selon le vitrail du XIXe siècle de l'église dit du Christ Saint Sauveur.

Les pêcheurs découvrent la statue du Christ Saint-Sauveur le 6 avril 1001 selon la date traditionnelle. Le culte est cependant plus récent. Après la pêche, un des hommes présents effleure à la hache la statue, qui se met alors à saigner . La croix est découverte trois ans après dans la mer. La statue aurait été l'objet d'un litige entre les marins de Dives et ceux de Cabourg, ayant été trouvée dans les eaux de cette dernière paroisse ; la statue, après un jet dans l’estuaire sur préconisation des autorités ecclésiastiques, échoue alors sur le rivage de Dives. Cette statue aurait été rattachée à Nicomède, qui aurait sculpté plusieurs effigies, ou à un édifice cultuel détruit par l’érosion marine ou issue d’un navire ayant coulé. Saint-Sauveur est le nom du bourg jusqu’à l’époque moderne. L'édifice est cité dans un texte du duc Richard II daté de 1025.
L'église abrite la relique et le village est lieu de pèlerinage qui génère des revenus. Ce pèlerinage a lieu deux fois l'an, de la Pentecôte à la Trinité et au mois d'août et basé sur la légende du Christ Saint-Sauveur. Les pèlerins pénétrant par un portail lisaient la légende du Christ Saint-Sauveur dans les clefs de voûte historiées. Le pèlerinage a comme objet le secours en mer, mais également la lutte contre les épidémies ou le salut de l'âme des pèlerins. L'accès se faisait par le portail sud.
Les parties les plus anciennes de l'édifice actuel datent du XIe siècle sans qu'on sache quand fut posée la première pierre, sans doute avant. La tradition attribue la construction à Guillaume le Conquérant, dès 1067, au lendemain de la conquête de l'Angleterre à la suite de la bataille d'Hastings. Mieux attestée, une charte de Guillaume de Breteuil datant de la fin du XIe siècle précise que le donateur accorde à l'abbaye de Troarn un terrain pour étendre l'église. L'agrandissement de l'édifice daterait de la fin du XIe siècle et du début du XIIe siècle. Guillaume de Breteuil meurt en 1103.

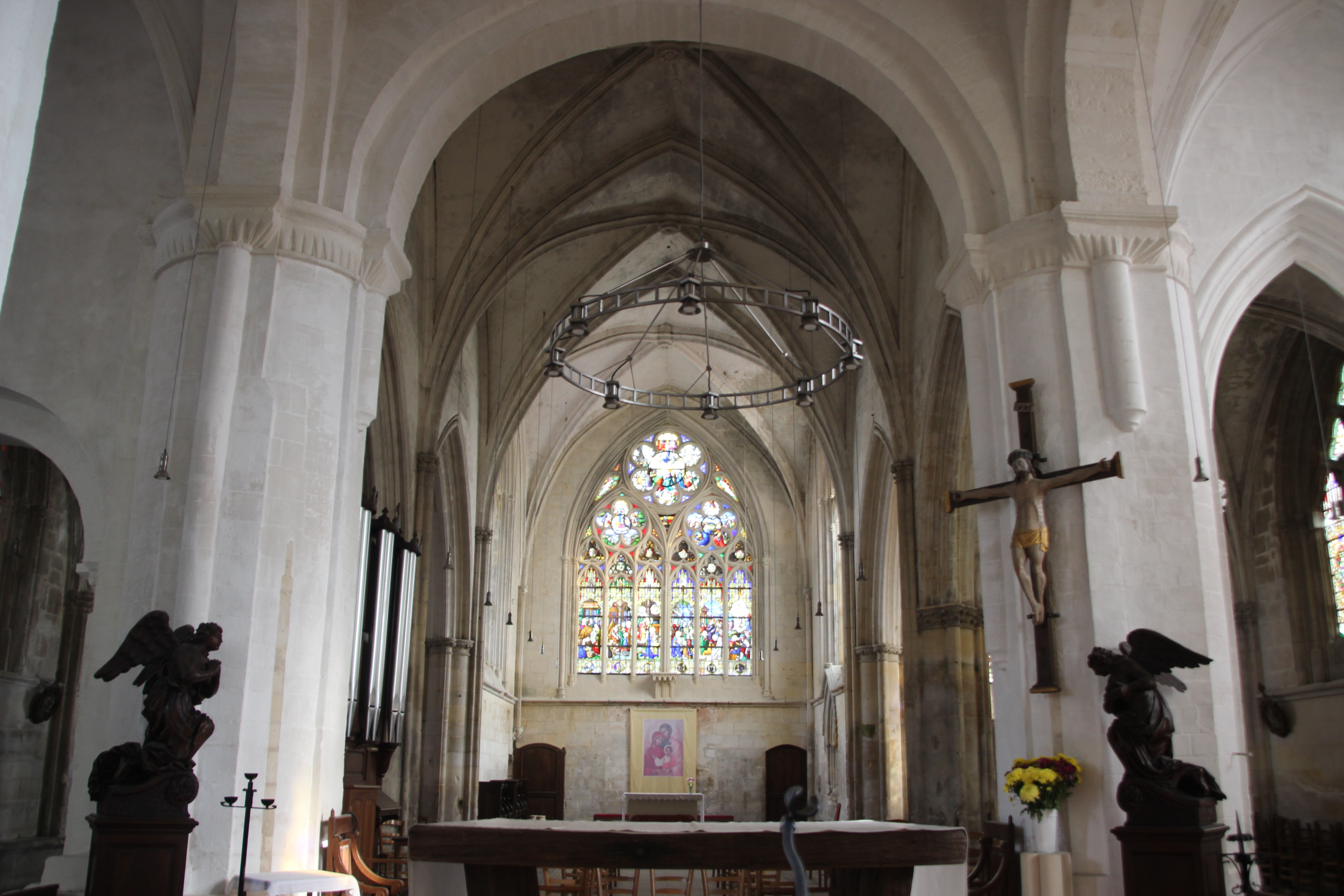
Piliers du chœur roman et autel.

Après la conquête de l'Angleterre, le fief de Dives fait partie de l'abbaye aux Hommes de Caen dont les droits sont partagés à partir de 1066 avec l'abbaye Saint-Martin de Troarn. Les droits de l'abbaye caennaise sont confirmés entre 1066 et 1077. Le partage entre les deux abbayes est confirmé par Odon entre 1079 et 1083, comme haut dignitaire du duché et non comme évêque. La charte d'Odon qualifie l'édifice de « vieille chapelle ». L'abbaye aux Dames possède la dîme de Dives. L'abbé de Caen, y perçoit la dîme, les droits de péage des baleines capturées et les droits sur le sel produit. L'abbaye Saint-Martin de Troarn possède les droits relevant de l'église de Dives, le droit de nommer à la cure et le cimetière.

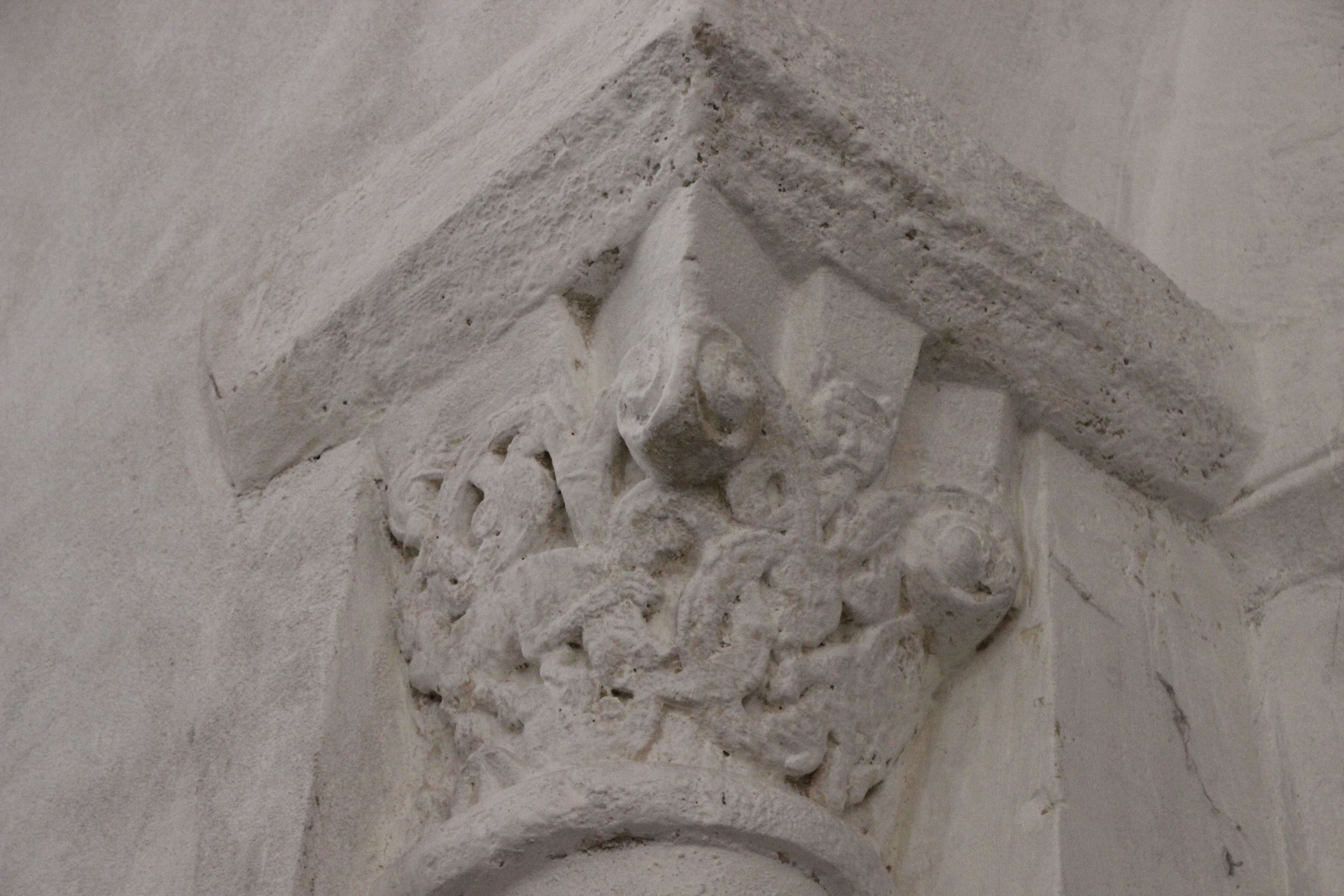
Chapiteau roman de l'église de Dives.

Dives profite des relations avec l’Angleterre. Au XIIe siècle, et à une date précise inconnue est fondé un prieuré, peut-être du fait du succès du pèlerinage, et dont on ignore l'emplacement. En 1908, l'abbé Bourdier évoque une période entre 1179 et 1203 pour la naissance de ce prieuré. Certains considèrent que les vestiges de l’ancien prieuré fortifié au début du XVe siècle sont situés face à l’église ; l’édifice est vendu au début du XVIIIe siècle. Cette localisation relève d'une tradition locale selon Carpentier, il est peut-être plus simplement localisé dans l'église,.
L'agrandissement de style roman de l'église pourrait dater de cette période. Une pièce du chartrier de Saint-Martin de Troarn indique que le nom du donateur, Durand, peut s'appliquer à un abbé en poste de 1059 à 1088 ou à un autre en poste de 1179 à 1203. Carpentier penche pour une datation au dernier quart du XIIe siècle.
Après la conquête de la Normandie par Philippe Auguste, Dives intègre le domaine royal, et est géré sur le mode de la fiefferme ; les seigneurs de l'estuaire choisissent le parti anglais, les domaines sont donc confiés à des fidèles du nouveau pouvoir. Vers 1280, la fiefferme est attribuée à l'abbé de Saint-Étienne.

### DuXIVeauXVIIIesiècle, entre rénovations et malheurs

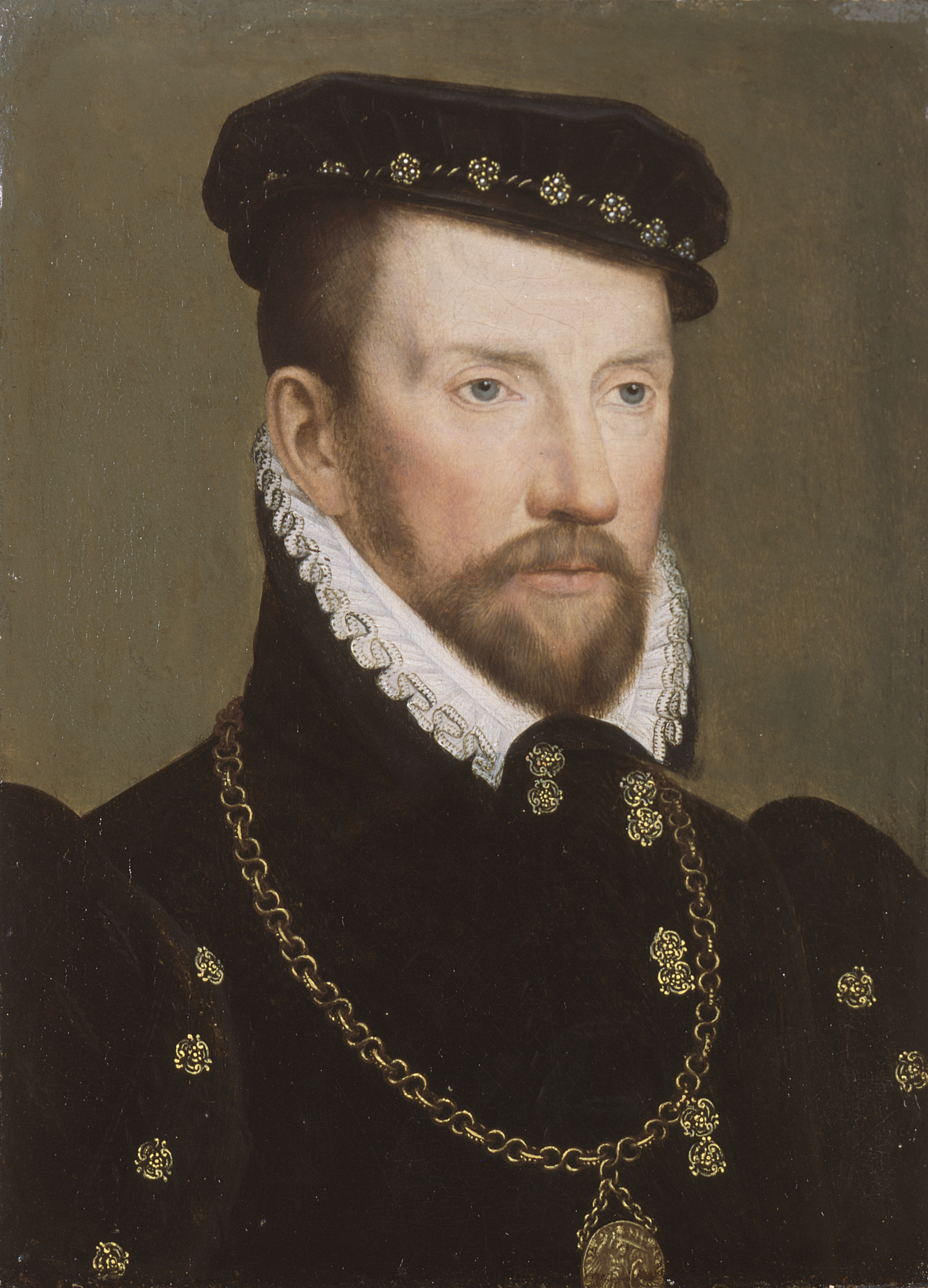
Tableau représentant Gaspard II de Coligny en 1565 par François Clouet, œuvre conservée au Musée d'Art de Saint-Louis. L'amiral est le chef de guerre qui fait dévaster l'église pendant les guerres de Religion.

L'agrandissement se poursuit aux XIVe et XVe siècles en style gothique rayonnant, en particulier dans la nef. La reconstruction de l'édifice commence par le chœur et remonte jusqu'aux deux premières travées de la nef. Le transept et la partie supérieure de la tour sont refaits à cette occasion. La statue du Saint-Sauveur est déposée dans une chapelle haute et surveillée par trois moines disposant de chambres,. 
La guerre de Cent Ans entraîne de graves déprédations dans l'église qui est « dévastée ». Les renseignements sur la guerre de Cent Ans sont peu nombreux. Les troupes anglaises dévastent la ville en 1362 et 1410, une bataille a même lieu en 1443 qui aboutit à un incendie. Le chantier de l’église en est retardé, surtout que la peste noire touche la région. Le petit âge glaciaire est à son zénith en 1380. Caen est occupée en 1417 à la suite du siège de la ville.

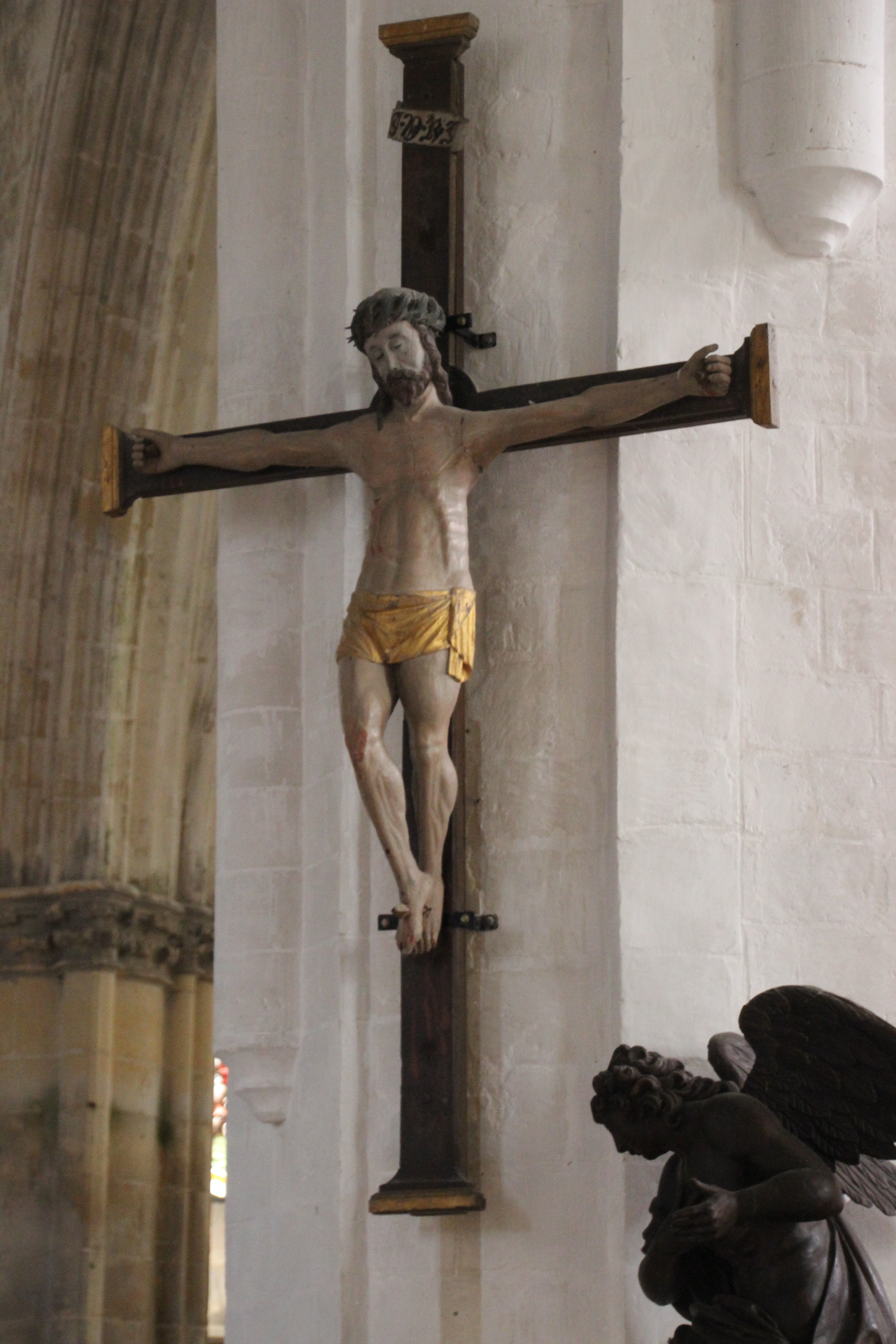
Statue du Christ Saint-Sauveur du XVIIe siècle.

Les zones côtières sont ravagées ponctuellement par les troupes anglaises et françaises après 1417, malgré la mise en place d’un gardiennage appelé « guet de mer ». La surveillance est sans doute réalisée à partir de la tour de l’église. La guerre contrarie le commerce et le chantier de l’église est arrêté. Peut-être y a-t-il eu des destructions dans l’église, ce qui explique les phases de construction de l’édifice.
Des travaux ont lieu également au XVIe siècle, en style gothique flamboyant. La destruction de la statue du Christ Saint-Sauveur, « grand crucifix vermoulu » selon Théodore de Bèze est attribuée aux huguenots de l'amiral de Coligny en 1562, stationnés dans le bourg dans l’attente d’une aide anglaise après avoir saccagé l'abbaye de Troarn. Cet épisode se déroule au début des guerres de Religion. Un incendie aurait laissé des traces sur le clocher.
Une copie de la statue du Christ Saint-Sauveur est réalisée au XVIIe siècle et placée dans le transept nord après avoir été déposée dans la chapelle absidiale de la Vierge. Le pèlerinage n’attire plus les foules. Selon Carpentier, la désaffection pour le pèlerinage est davantage liée à l'évolution des mentalités, à la Réforme catholique et aux changements économiques à partir du XVIIe siècle. La cité décline sur le plan économique et démographique jusqu’au XIXe siècle. La chapelle haute est encore signalée au début du XVIIIe siècle.

### De la Révolution française auXXIesiècle

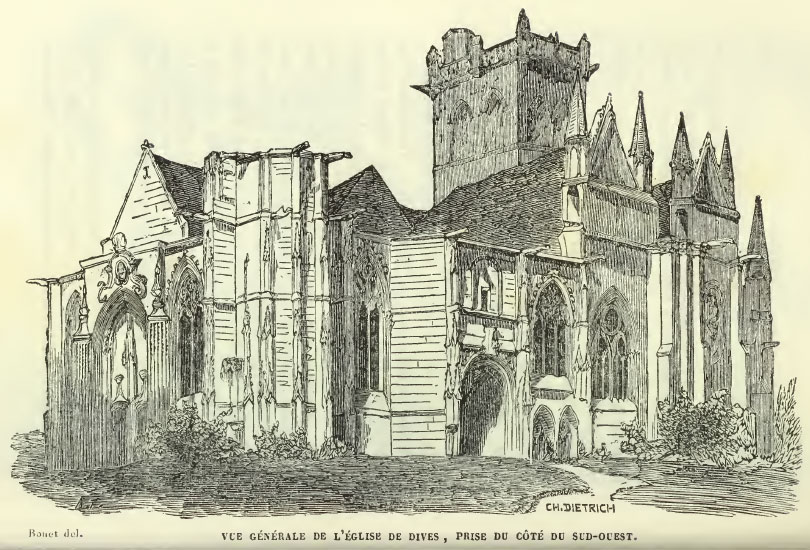
Gravure de l'église au temps d'Arcisse de Caumont, par Georges Bouet.

Le curé Perrin prête serment à la Constituante, puis émigre en 1792. Il est remplacé par un curé jureur. L’église est pillée en 1793 : les cloches échappent de peu à la fonte, le trésor en argent (représentant 5,6 kg) n’ayant pas cette chance. La statue du Saint-Sauveur est cachée par un habitant pendant toute la durée de la Révolution française . L’église devient un temple de la Raison en août 1793. 

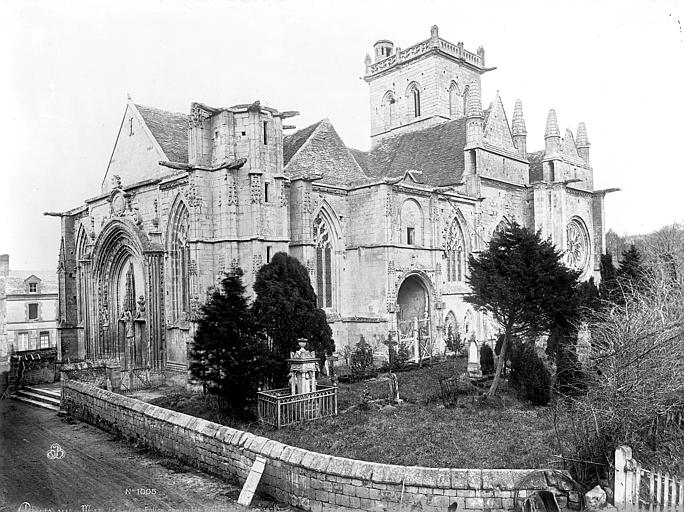
L'église vue du sud-ouest en 1879 ; l'espace est désormais occupé en majeure partie par un parking.

L’église est rendue au culte en 1802 après le Concordat et la paroisse doit, pour loger le desservant du culte, louer le presbytère qui avait été vendu. Le pèlerinage s'arrête mais reprend en 1812 avec un nouveau vitrail, et la remise en place de la statue du Christ. Un curé unique officie à Dives et Cabourg en 1825 ; une maison doit être acquise à la fin des années 1820 pour servir de presbytère, cependant l’opération ne se réalise pas avant 1834. La question de travaux au presbytère se pose une quarantaine d’années plus tard.
Des travaux de restauration sont recensés depuis 1842 et se poursuivent jusqu'à l'époque contemporaine. Cependant, la chapelle haute est détruite dans les années 1850, mais l'édifice est reconnu « pour sa valeur patrimoniale, architecturale et historique ». L'édifice est classé au titre des monuments historiques le 4 mai 1888,.
Les vitraux médiévaux sont remplacés dans la seconde moitié du XIXe siècle et ces nouvelles verreries sont restaurées après la seconde Guerre mondiale. Des travaux sont également menés par la municipalité depuis la fin du XXe siècle et le début du XXIe siècle. L'église fait l'objet depuis les années 1990 d'une importante campagne de travaux de restauration. Une nouvelle campagne commence en 2012 et s'achève en 2014 par la restauration de la tour-lanterne et du transept. Les restaurations se poursuivent depuis les années 2010, en particulier des travées de la nef, les vitraux, grâce en partie à un don d'une particulière et certains éléments du mobilier. L'édifice reste fragile car l'air marin érode ses sculptures.
L'édifice est utilisé par la paroisse de Saint Sauveur de la Mer, créée en 1997 et comprend les communes de Dives-sur-Mer et Houlgate. Une statue du saint Sauveur est offerte à l'édifice en 2001. Depuis 2017, il n'y a plus qu'un seul curé pour trois paroisses (Saint Sauveur de la Mer, Notre Dame des Fleurs et La Trinité des Monts).

## Description

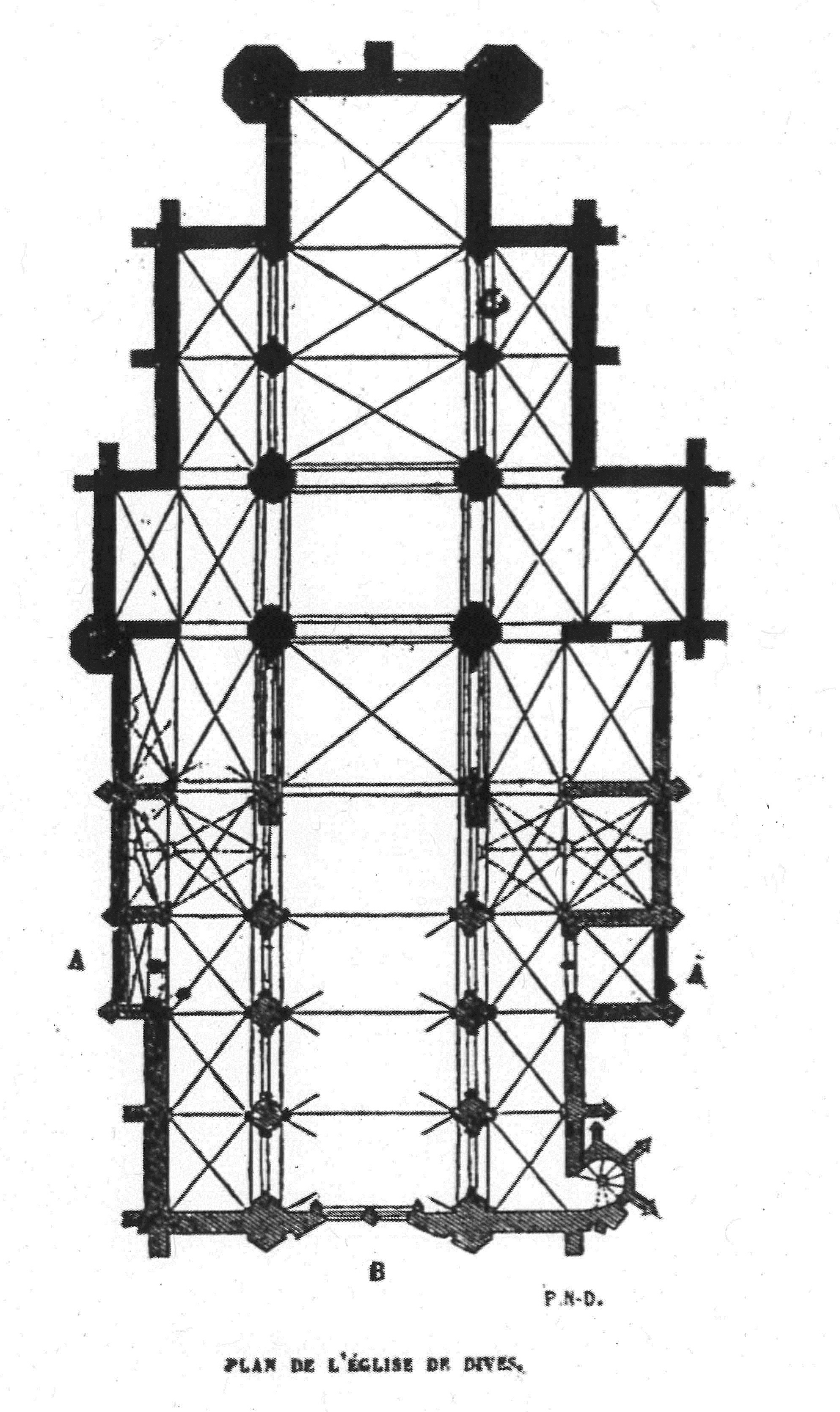
Plan de l'église, relevé au XIXe siècle.

### Architecture

#### Caractères généraux
L'église est bâtie en calcaire. Elle est orientée et en forme de croix latine.
L'édifice comporte une nef et deux collatéraux. Deux porches sont présents au nord et au sud, permettant de placer deux chapelles de chaque côté. Le transept conserve également deux chapelles. Le chevet est plat ; un édifice est placé à l'arrière de ce dernier, peut-être une sacristie.
L’église de Dives « rappelle étrangement les constructions anglaises qui lui sont contemporaines » et est disproportionnée par rapport à la taille du bourg ancien. Cette église comprend des éléments de style roman du XIe siècle, avec chapiteaux à entrelacs au niveau de la croisée du transept de la partie pré-romane. Agrandie au XIIe siècle, puis en gothique flamboyant aux XIVe et XVe siècles pour le transept et l'abside. C'est au cours de la reconstruction du XIVe siècle que le chœur à bas-côtés, le transept et la partie haute de la tour carrée, ainsi que la travée orientale sont réalisés. 
L’église est qualifiée de « ceinturée par des ifs » au début des années 1990. Les vestiges du portail d'accès au cimetière, sur le côté nord de l'édifice, comportent des écussons sculptés sur les deux piliers dont l'un est mieux conservé que l'autre.

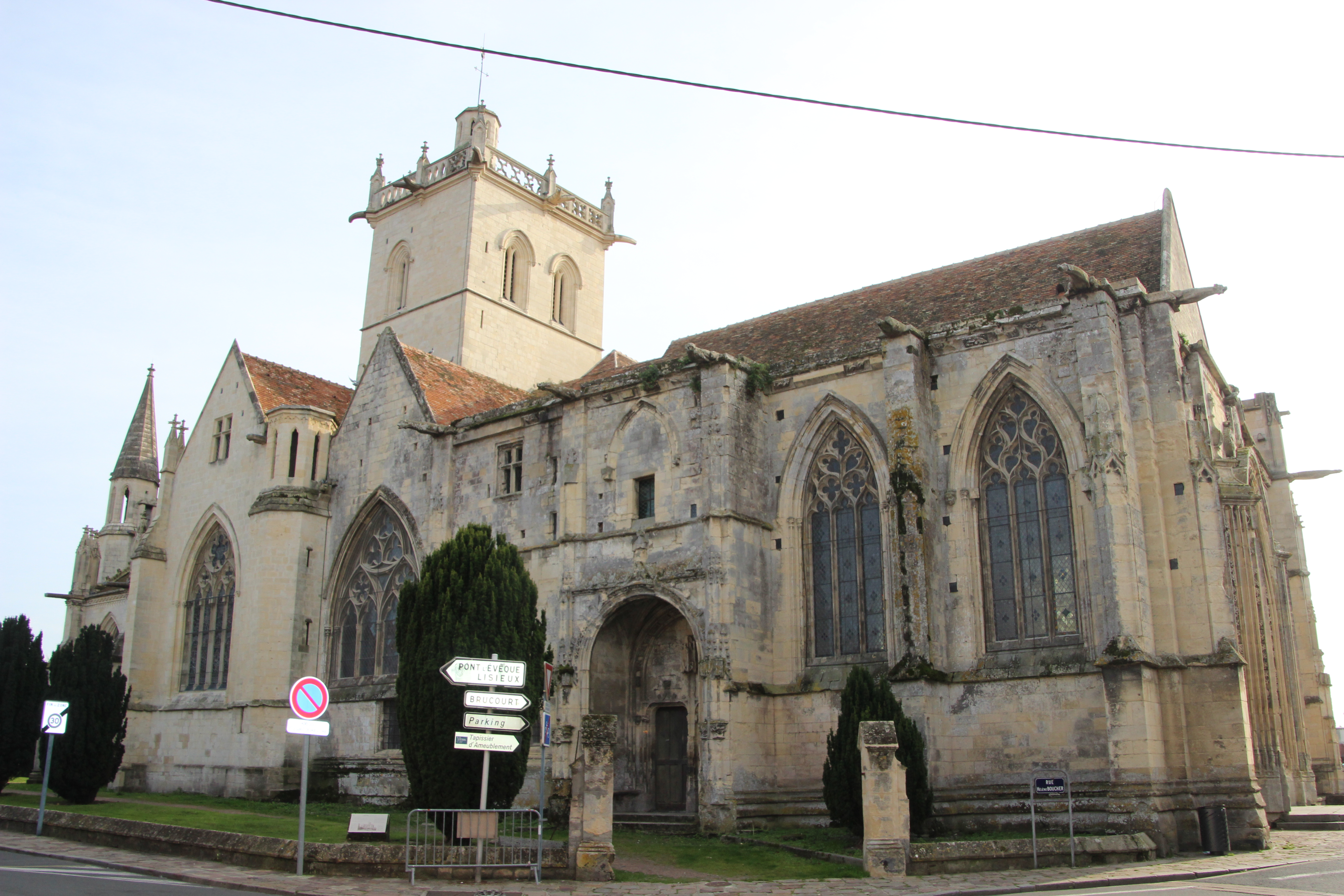
Façade nord-ouest.
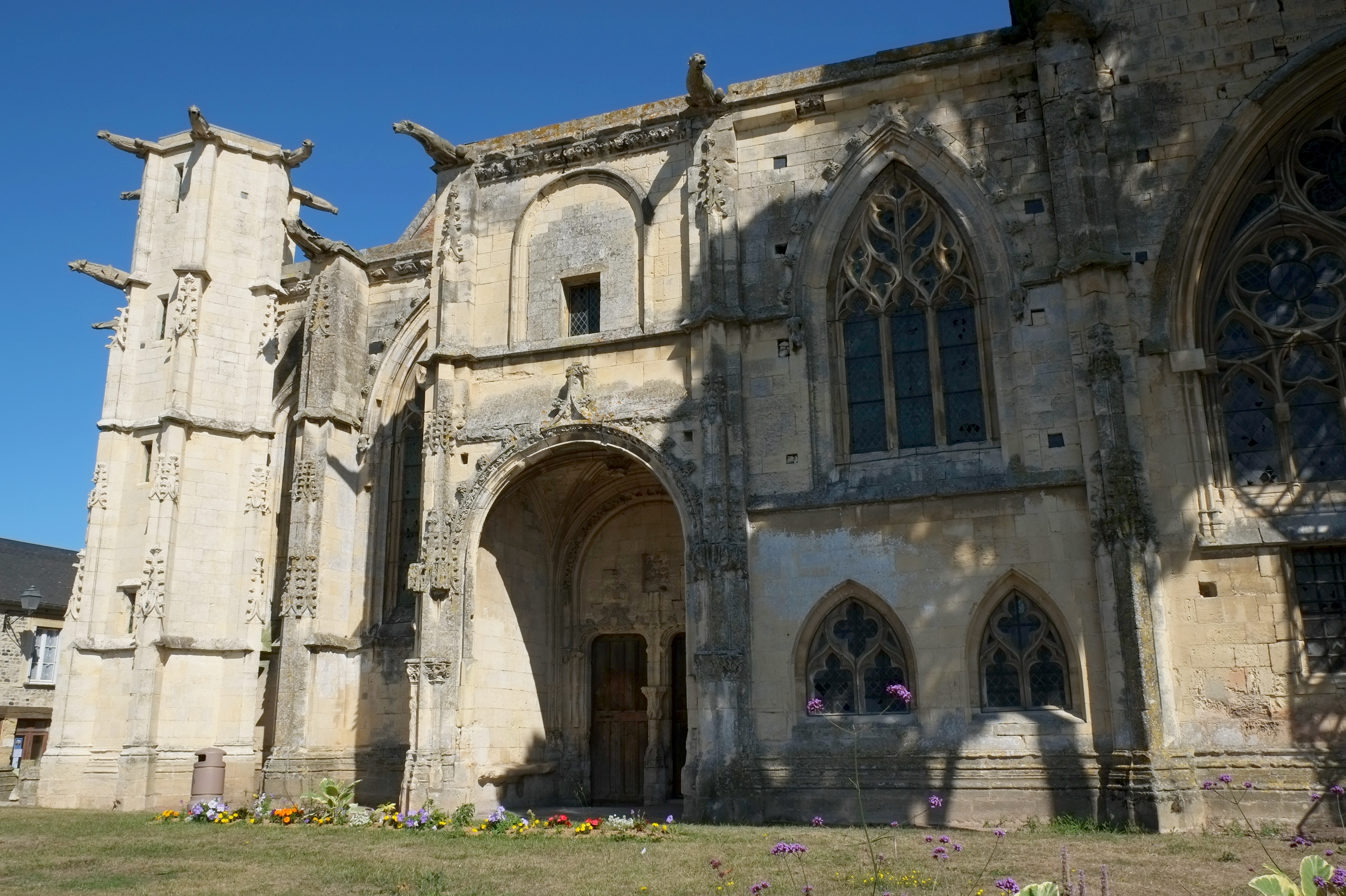
Façade sud-ouest de l'édifice.
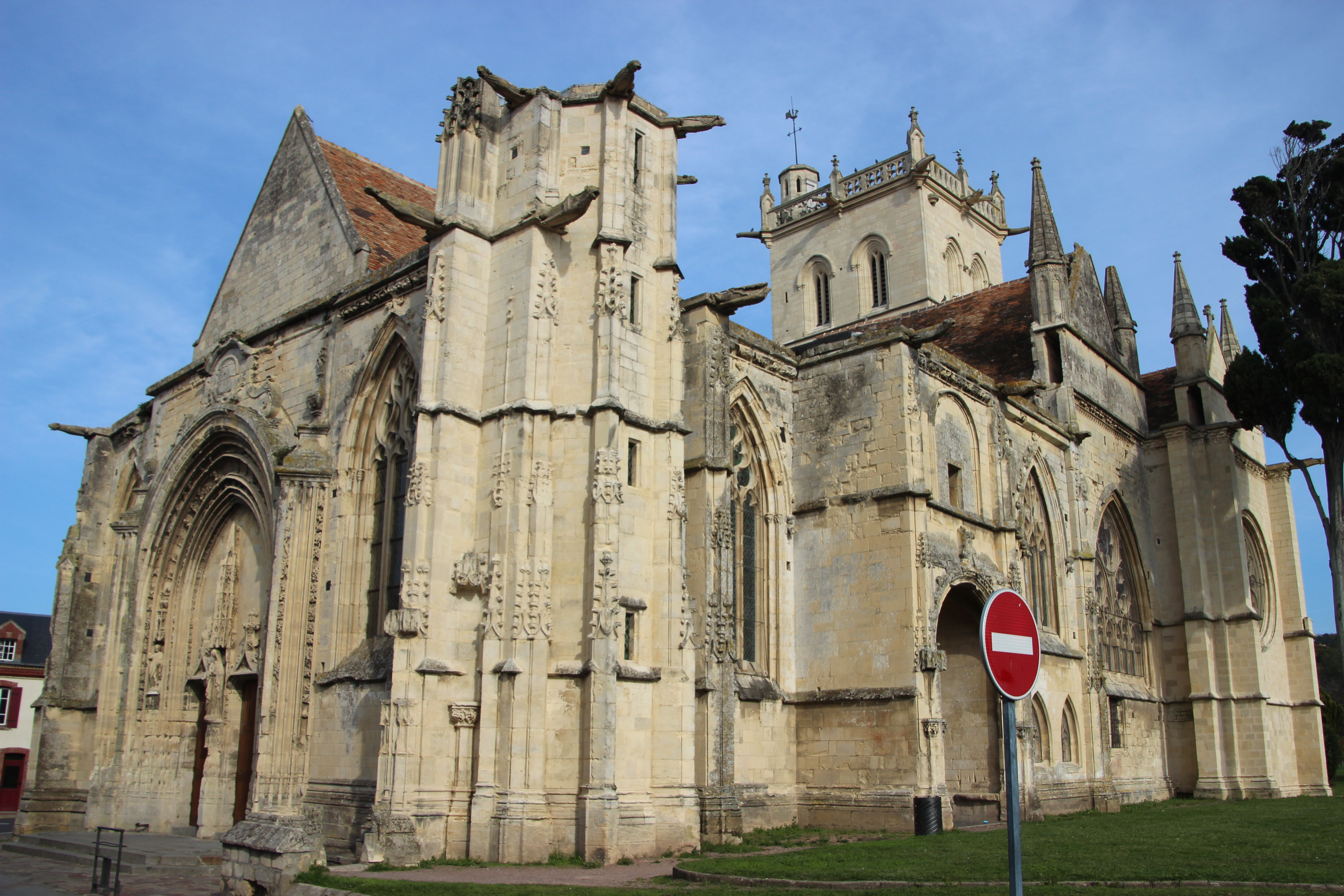
Façade sud-ouest.
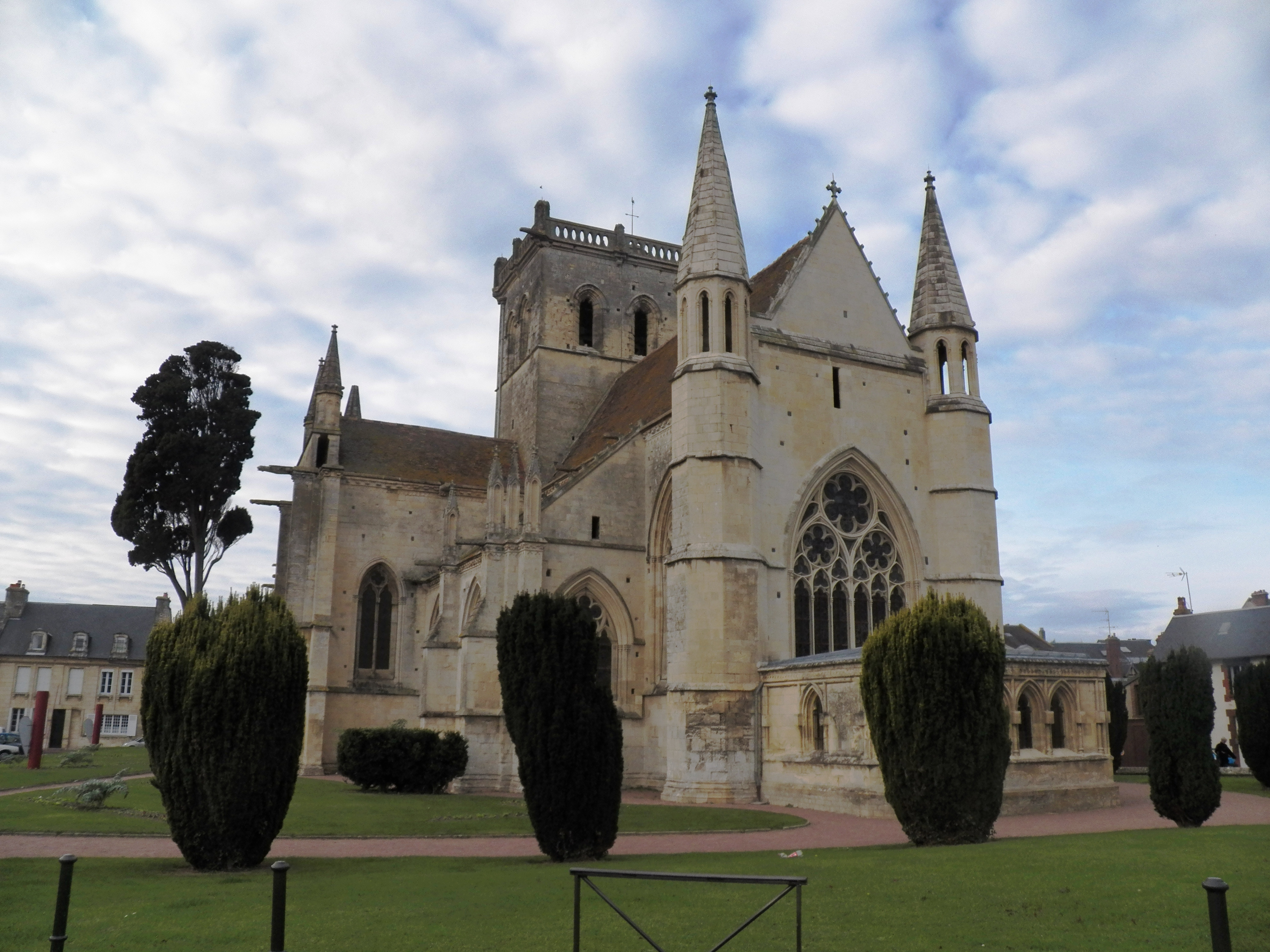
Façade sud-est de l'édifice.
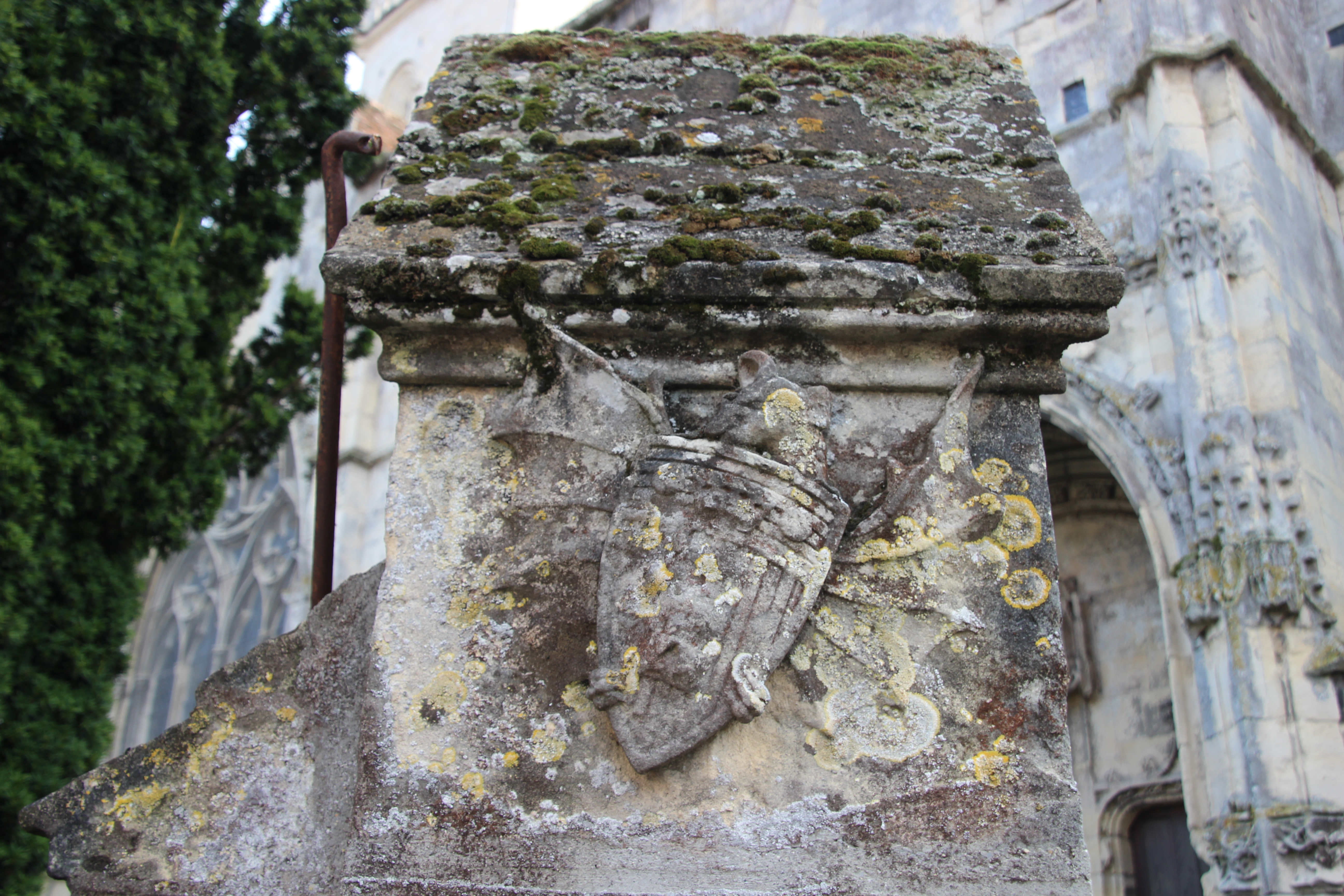
Blason sur les vestiges du portail nord d'accès au cimetière.

#### Porches et nef

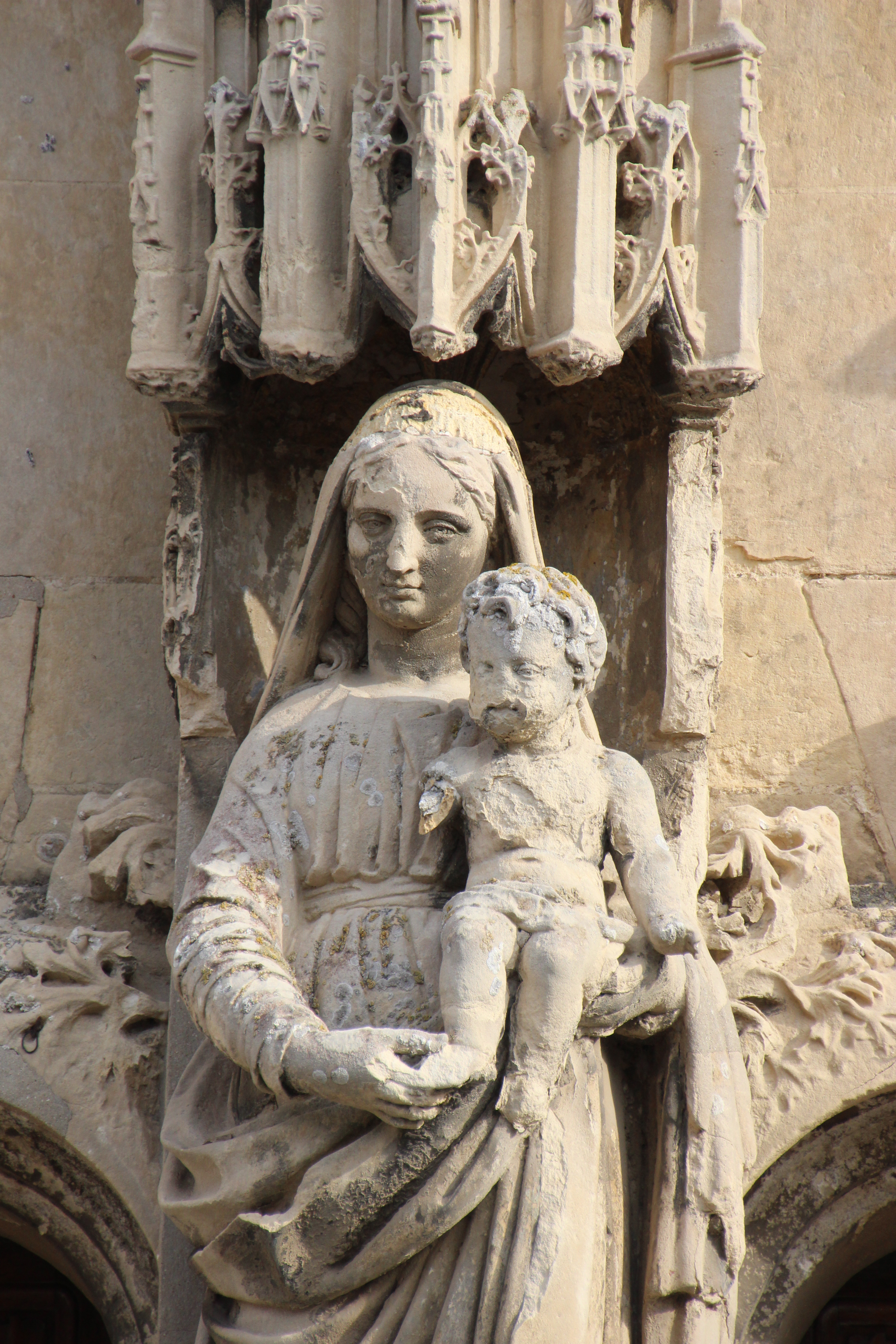
Détail de la Vierge à l'enfant du portail occidental.

Localisation des éléments remarquables du décor et du mobilier.

La porte occidentale est « un véritable chef-d’œuvre de sculpture » et était munie d'un porche qui a disparu. L'édifice conserve un fronton ajouté au XVIIIe siècle, avec l'inscription « le temple de Dieu est sainct » dans un cartouche.
Le portail monumental comporte une Vierge à l'enfant sous un dais, et deux autres statues de saint Pierre et saint Jean Baptiste sont présentes, également sous un dais. Le tympan ne possède pas de sculptures. La façade occidentale comporte une tour polygonale.

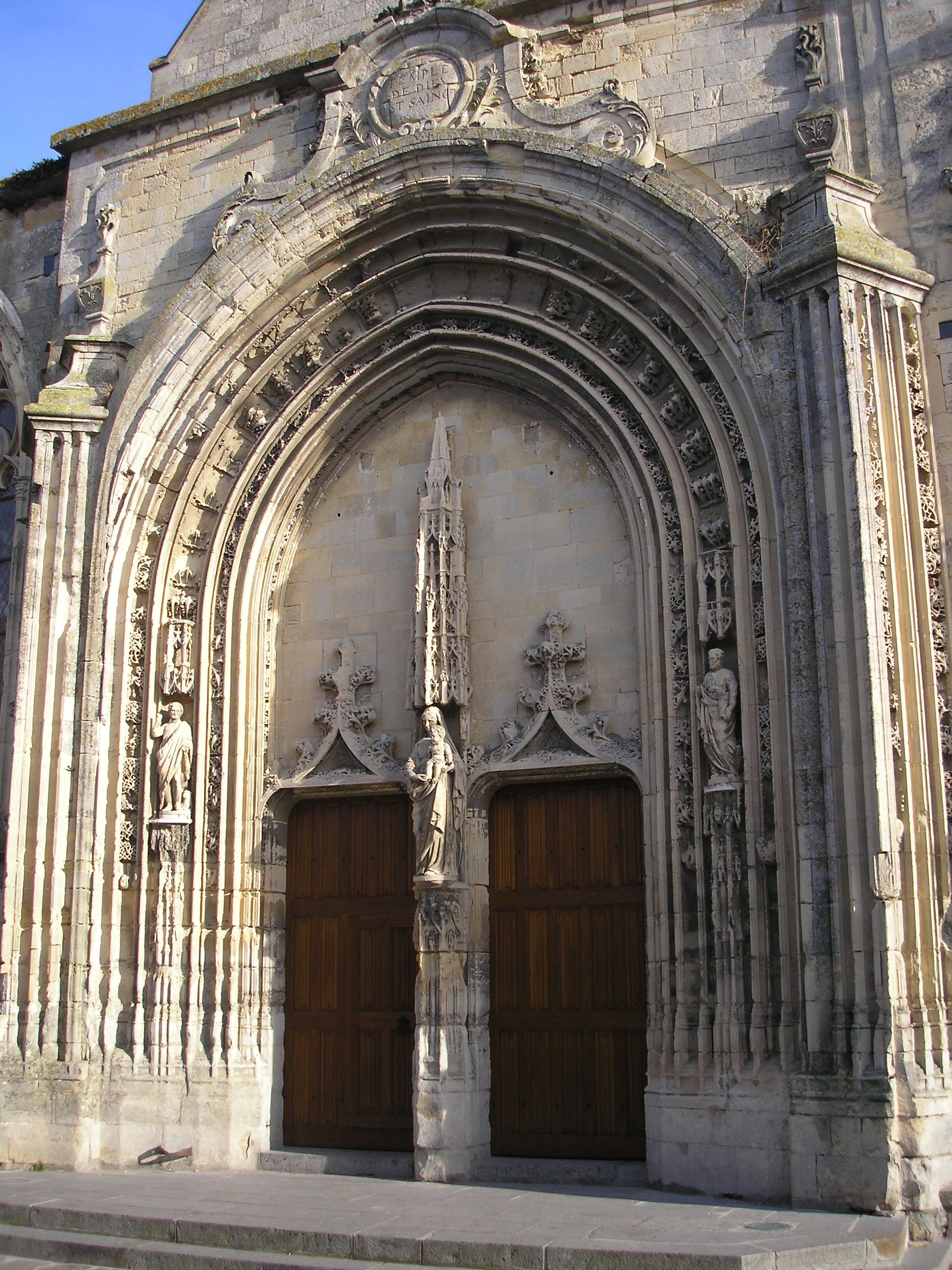
Le portail occidental.

Les quatre premières travées de la nef sont achevées seulement à la fin du XVe siècle ou au début du XIe, ainsi que leurs bas-côtés et les chapelles latérales, les deux porches latéraux et la tourelle d'escalier. La tour carrée servait, pendant la guerre de Cent Ans, de guet. Les premières travées de la nef sont revêtues d’un plafond de bois.
Deux porches latéraux situés l'un en face de l'autre permettaient « l'entrée et la sortie des fidèles ». Le porche de la façade sud possède deux niveaux et le portail comporte un arc en plein cintre. Le chartrier était conservé au-dessus du porche méridional et au-dessus des fonts baptismaux.

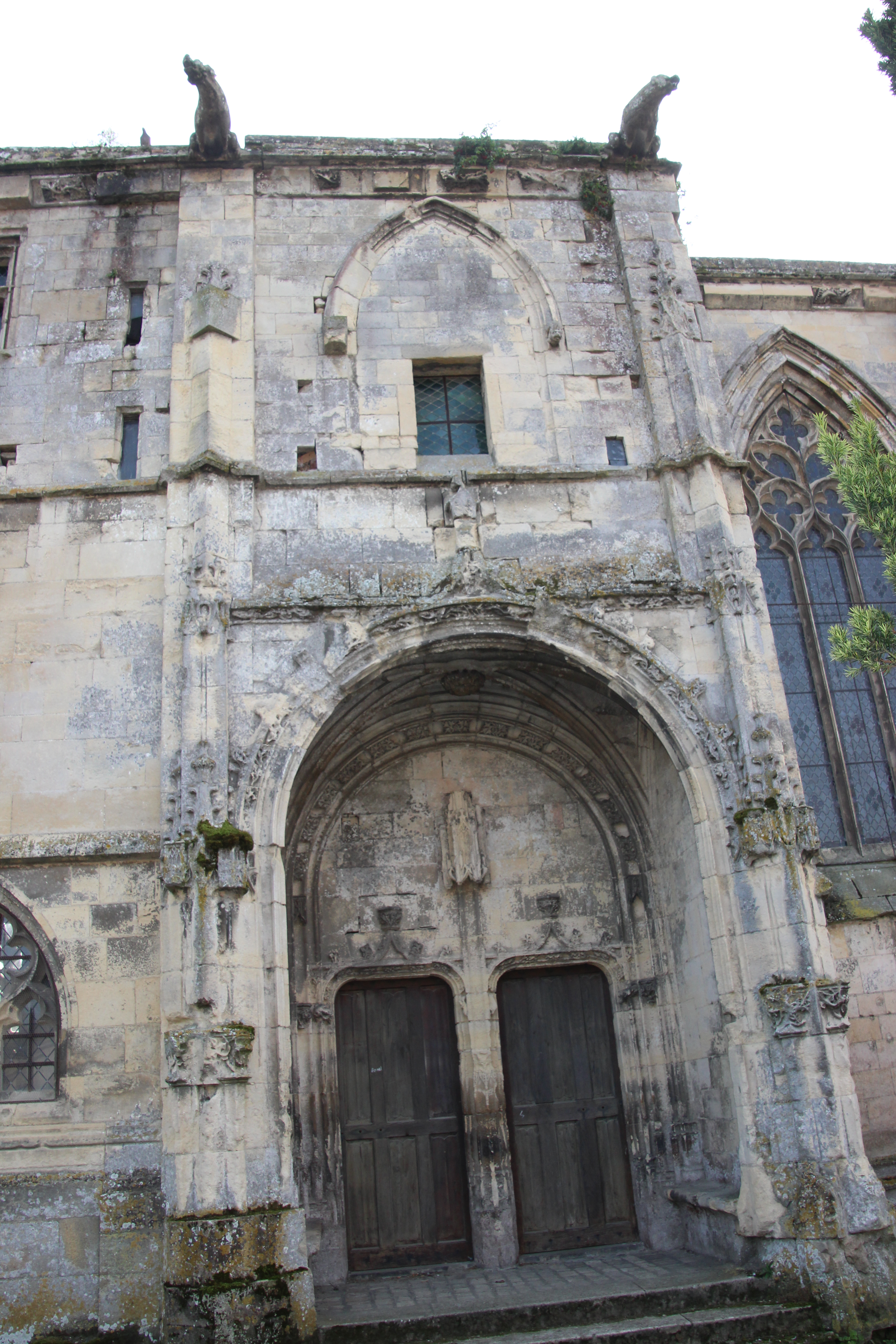
Porche nord.
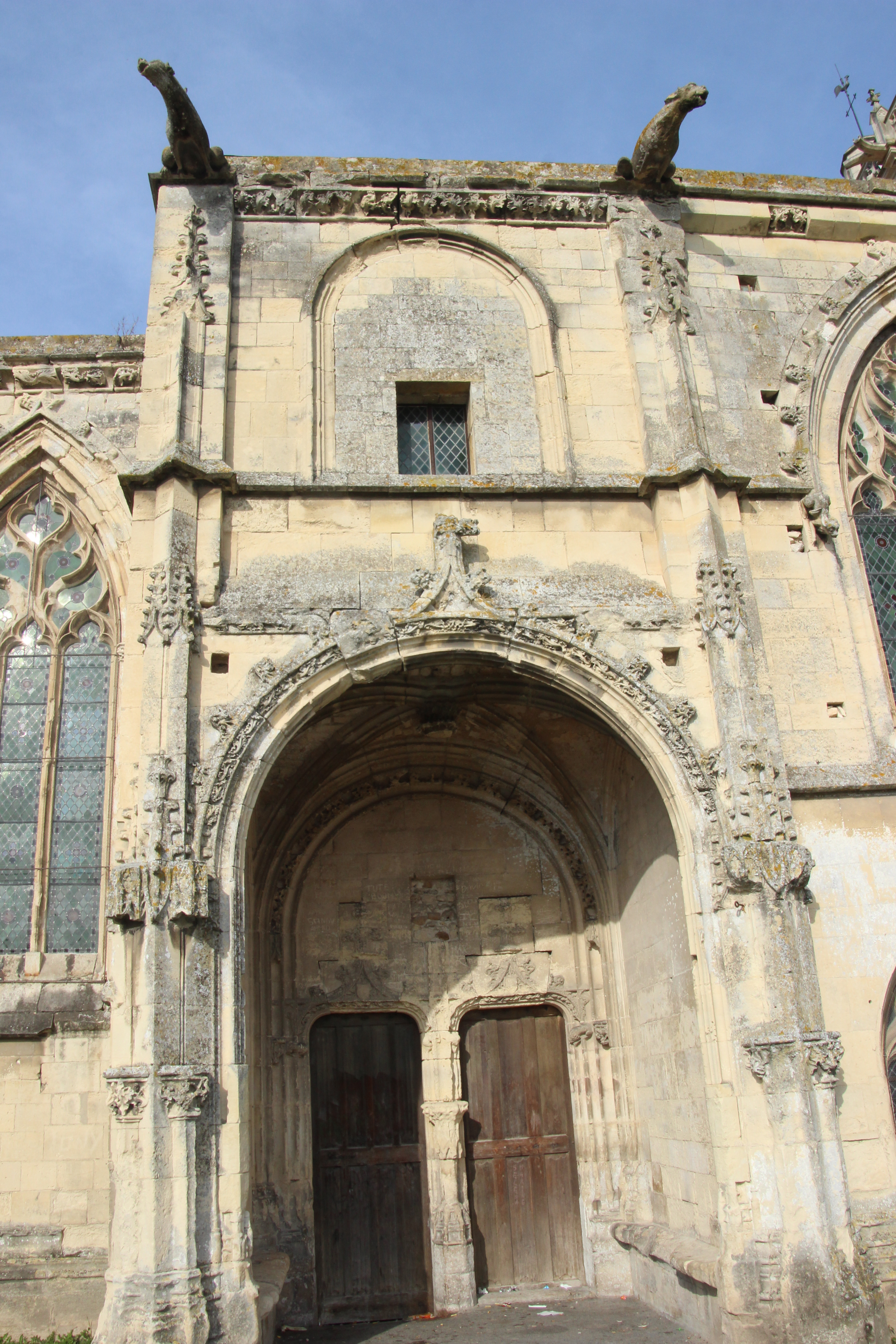
Portail sud.
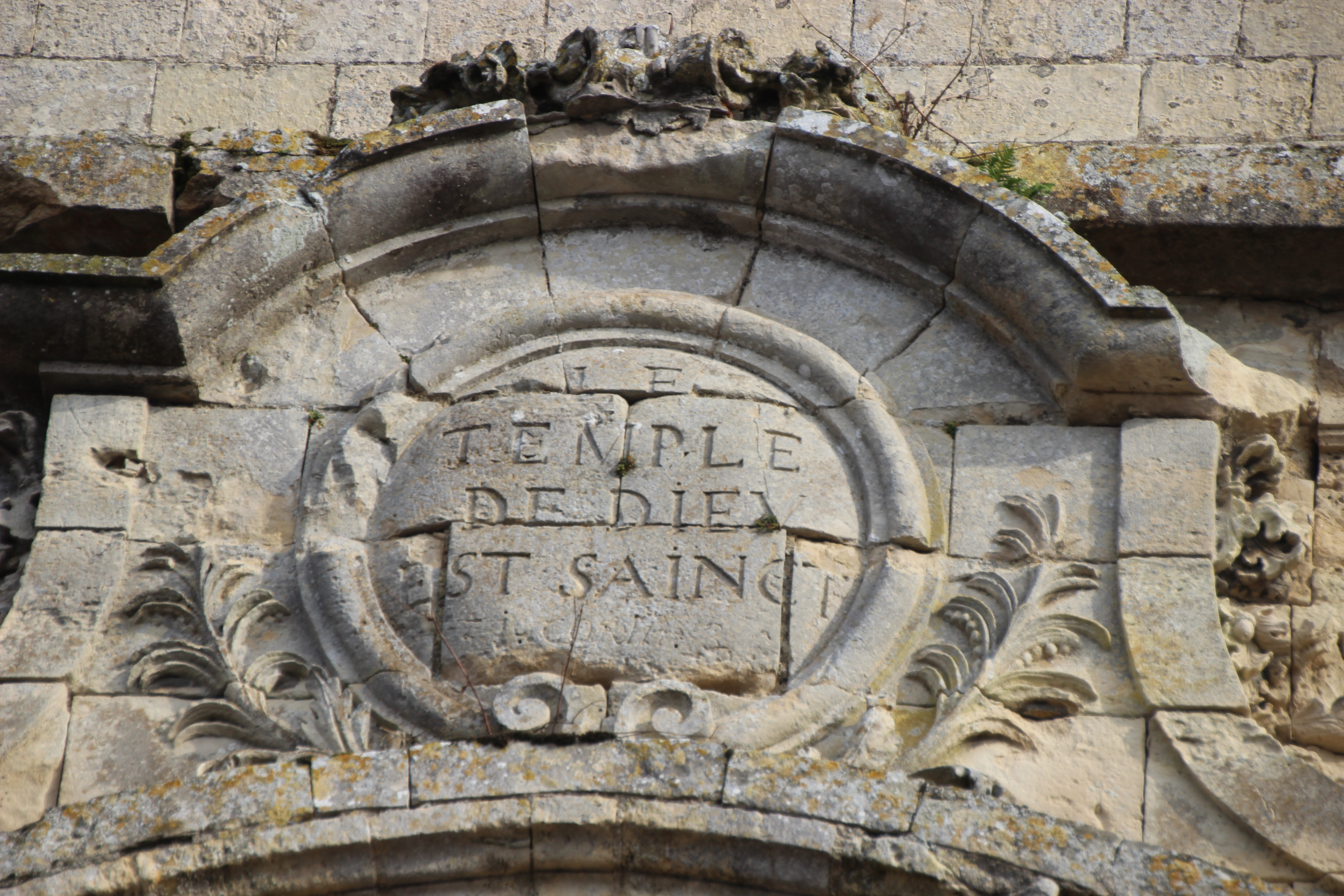
Fronton du XVIIIe siècle.
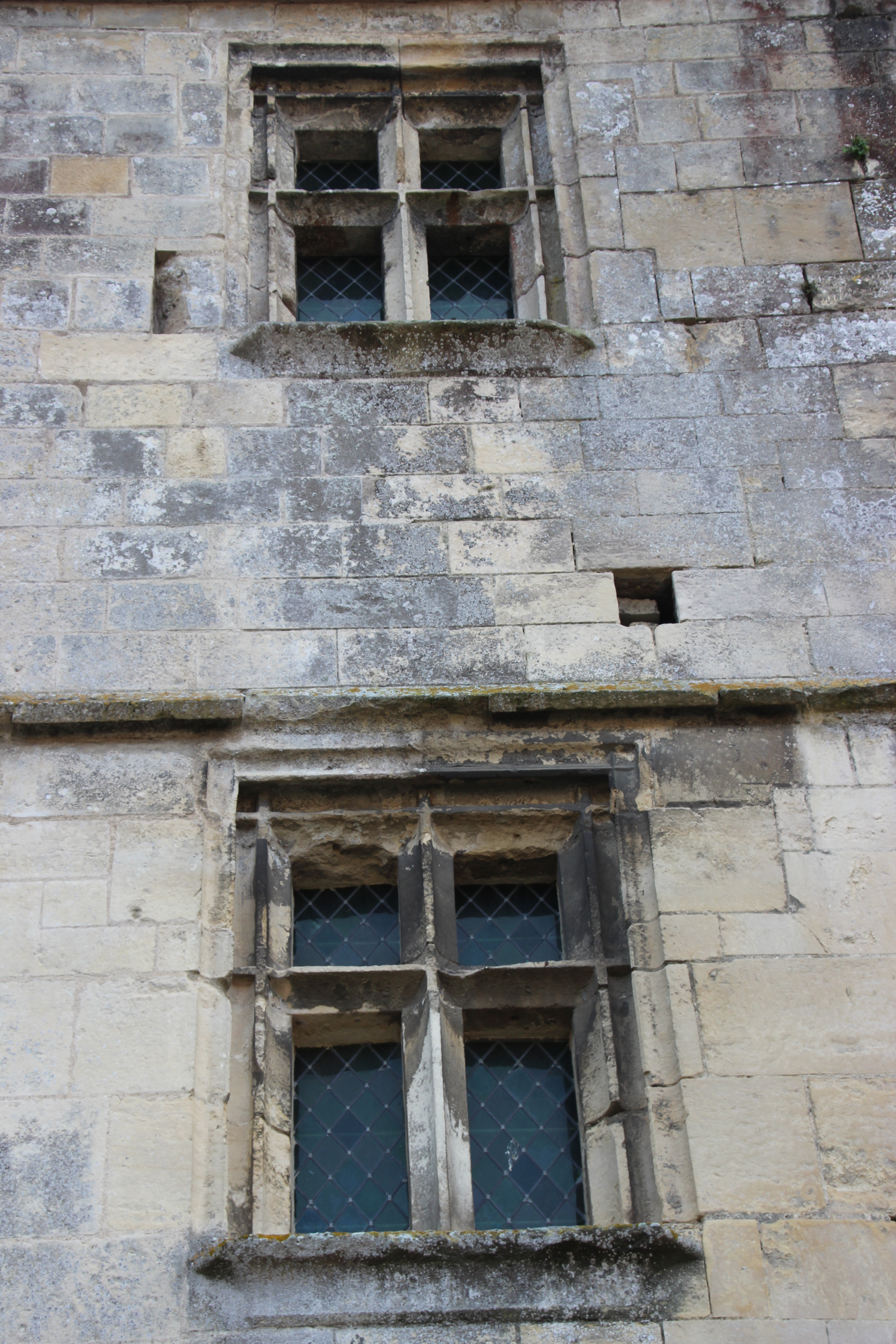
Fenêtres à meneaux de la façade nord.
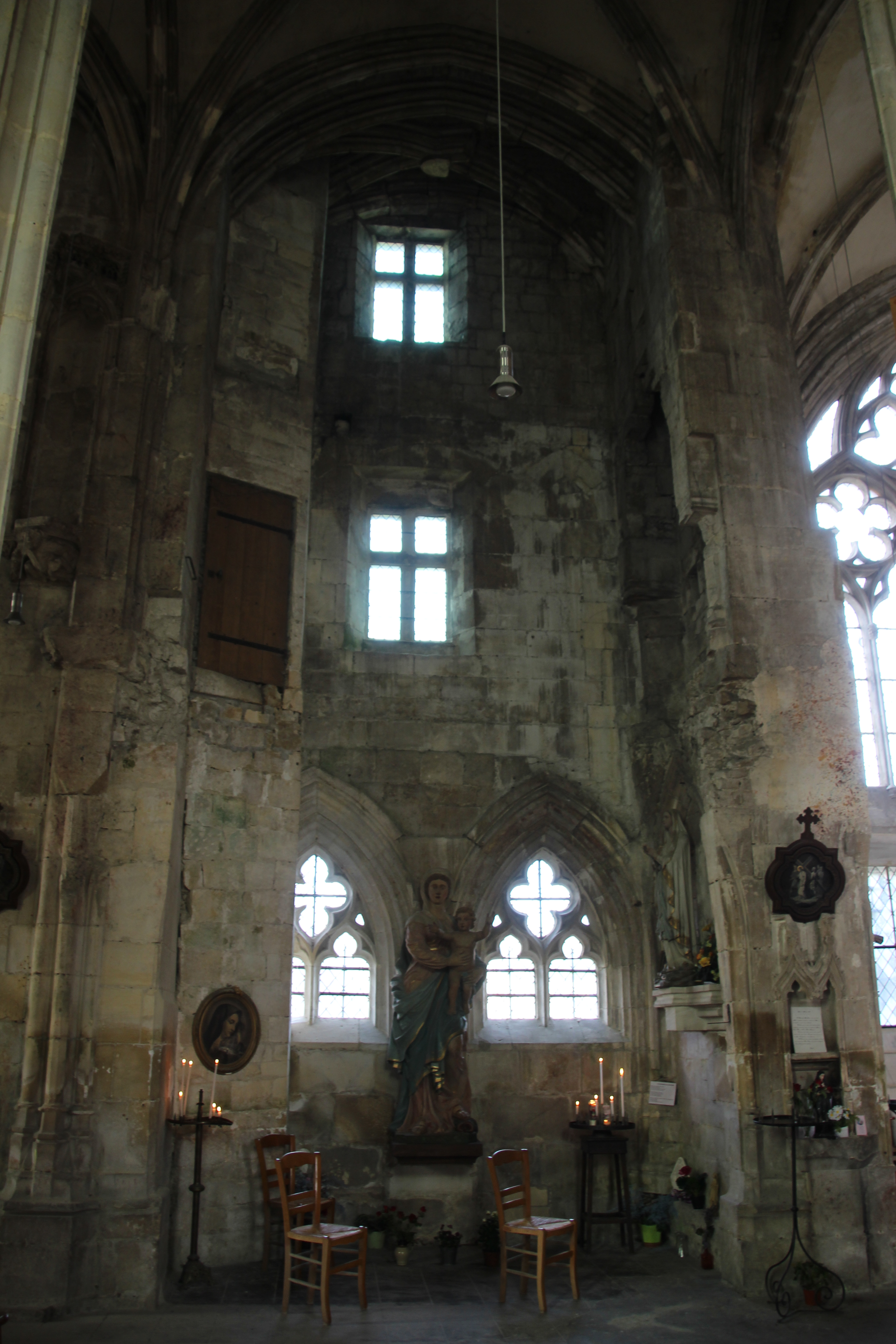
Chapelle nord, avec les vestiges des chambres des moines chargés de la surveillance de la statue.
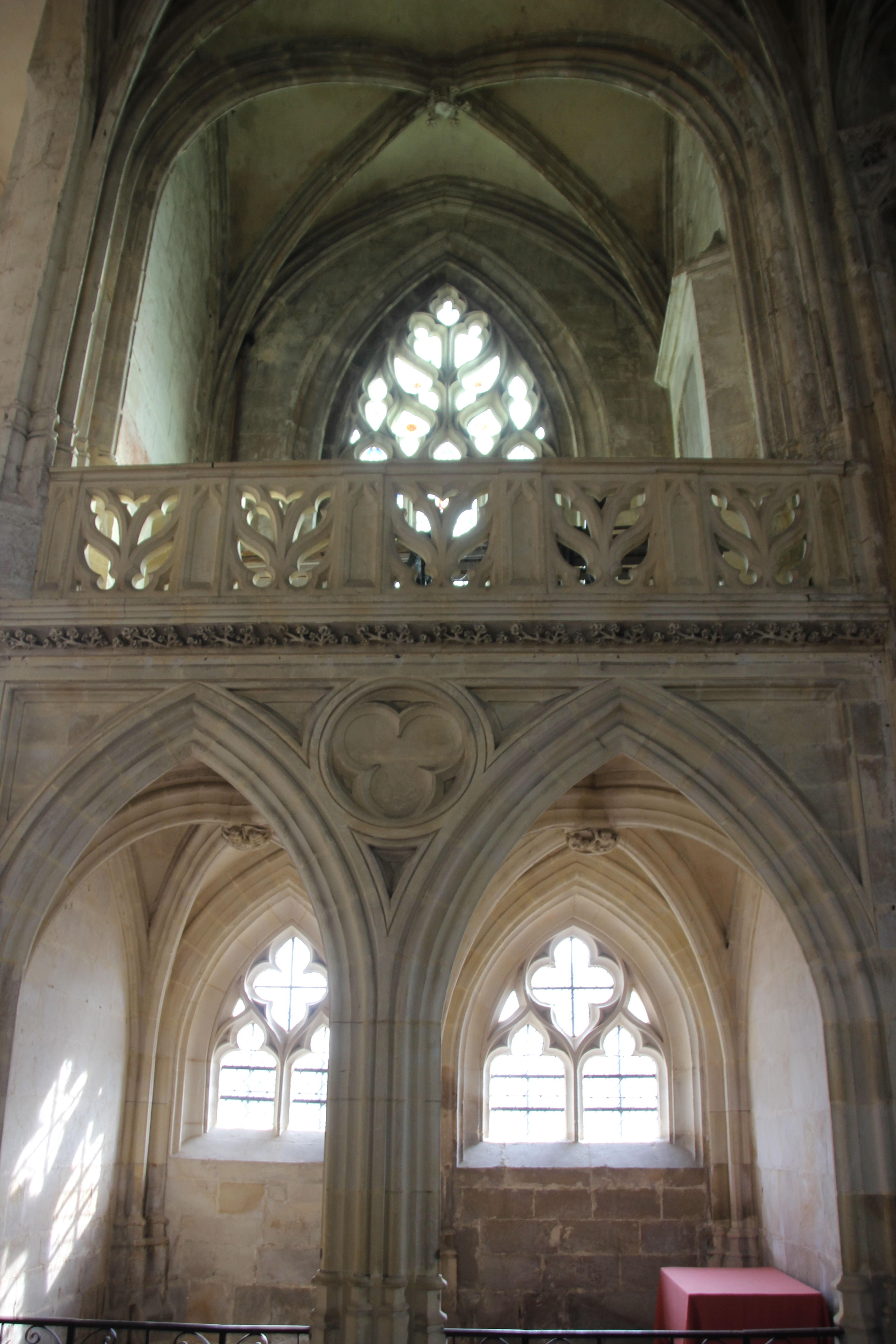
Chapelle sud, avec le chartrier dans la partie supérieure.

Le porche nord abritait pour sa part les chambres des moines sur deux étages et la chapelle haute, réservée aux clercs. Une cheminée est conservée,. L’édifice maintient également des fenêtres à meneaux dans le bas-côté nord, vestiges des chambres des moines.

#### Chapelle haute

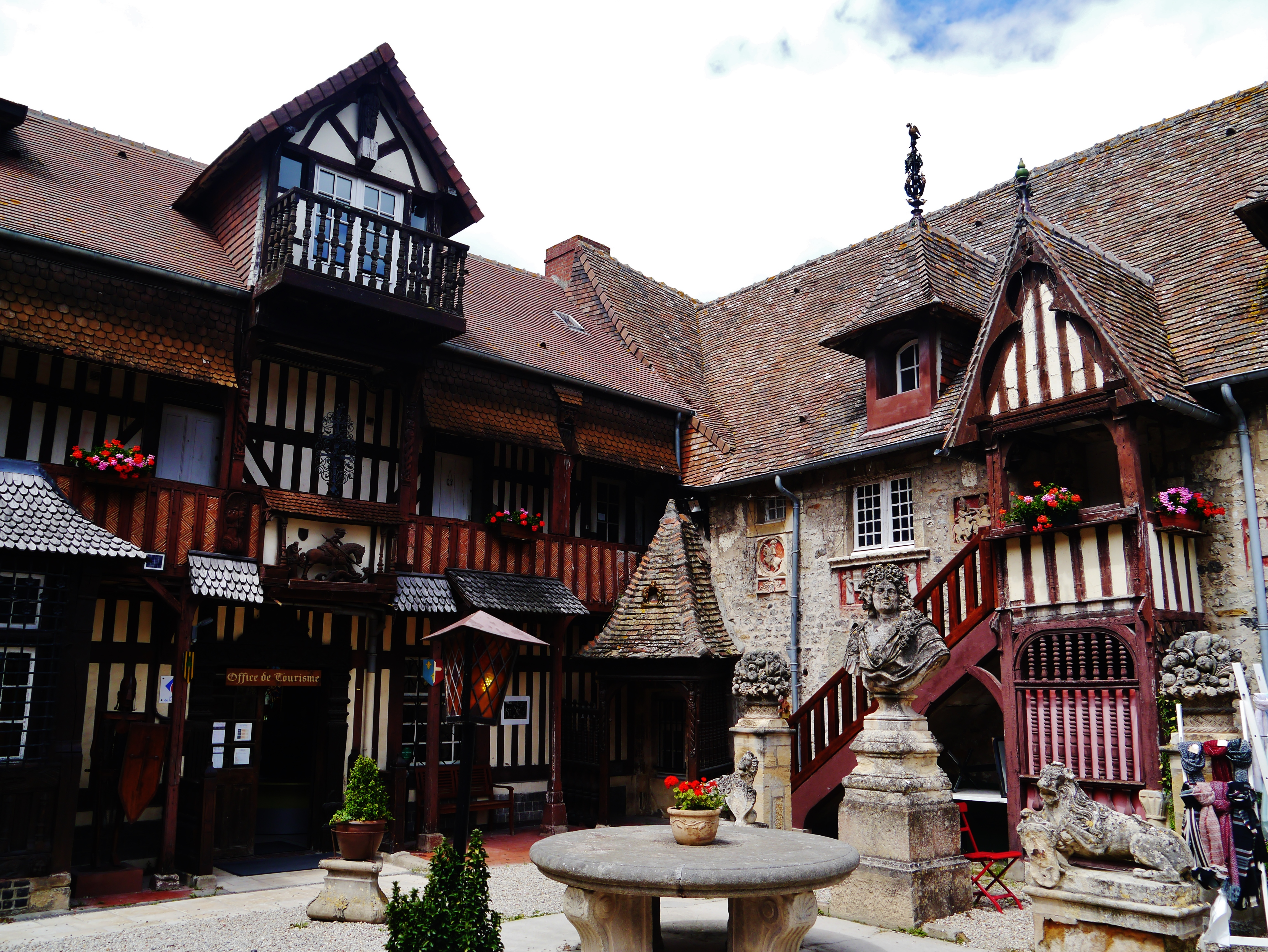
Vue intérieure de la cour du Village d'Art Guillaume-le-Conquérant.

Le jubé délimitant la chapelle haute était situé sur « les deux travées qui précèdent le transept » et devant le chœur, la quatrième travée de la nef. Arcisse de Caumont décrit au premier tiers du XIXe siècle les reliefs présents alors : sur une des arcades était racontée l'histoire de la statue du Christ Saint-Sauveur, sur une autre était gravé un bateau comportant des marins, une autre portant une « figure de St-Sauveur en croix en relief » et une quatrième une scène de construction avec des charpentiers. 
L’édifice conserve des clefs de voûte du XIVe ou du XVe siècle qui évoquent la découverte de la statue. Ces clefs de voûte étaient situées dans les deux travées avant le chœur qui contenaient la chapelle haute et ont réintégré l'édifice en 1886 par l'action de Léon Le Rémois, antiquaire et propriétaire de l'Hôtellerie Guillaume le Conquérant. Sont conservées en particulier une clef de voûte marquée d'un texte racontant la légende de la redécouverte de la statue, une autre figurant un bateau avec des marins et une troisième ornée d'un ange. Ces clefs de voûte étaient peut-être peintes.

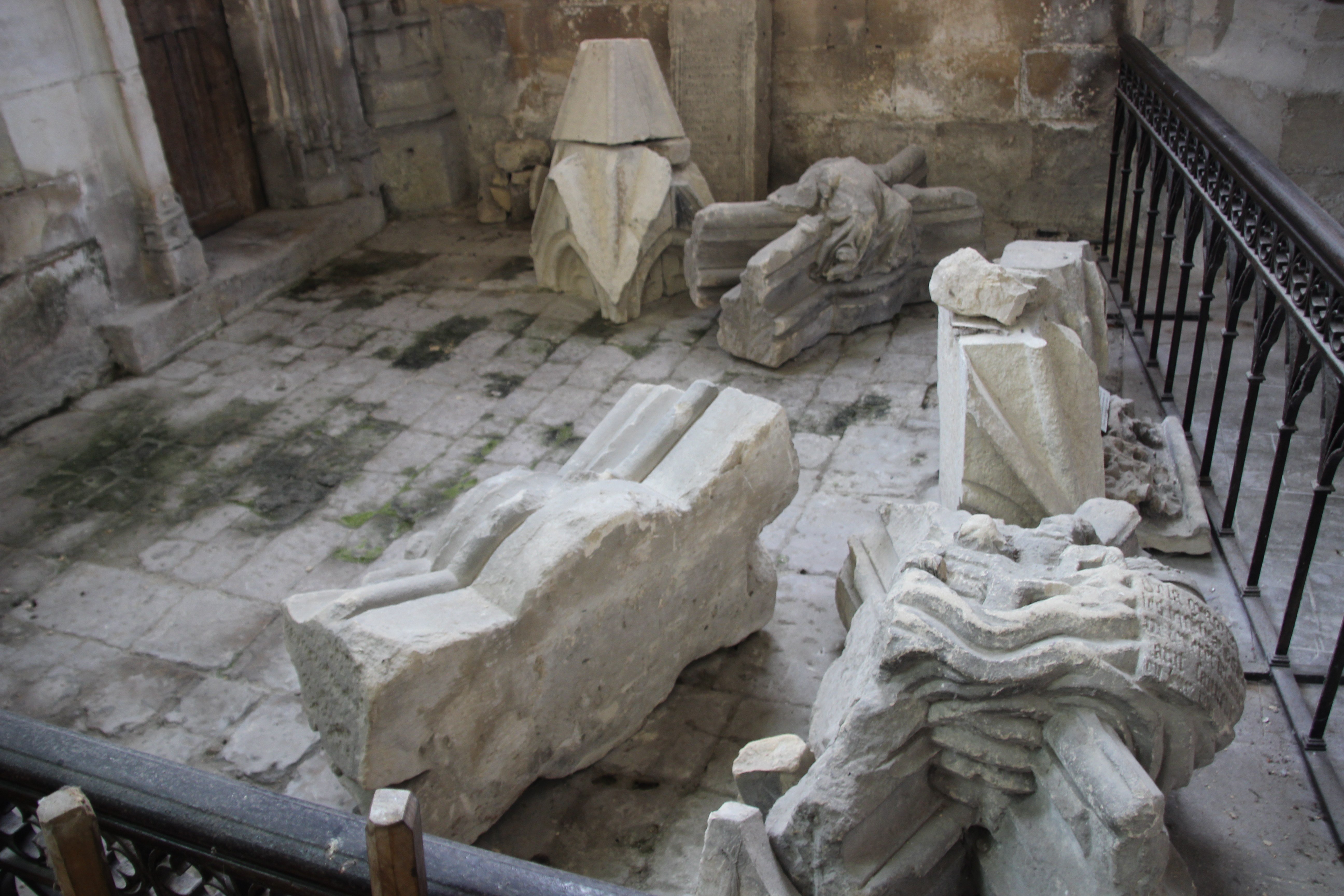
Clefs de voûte du jubé.
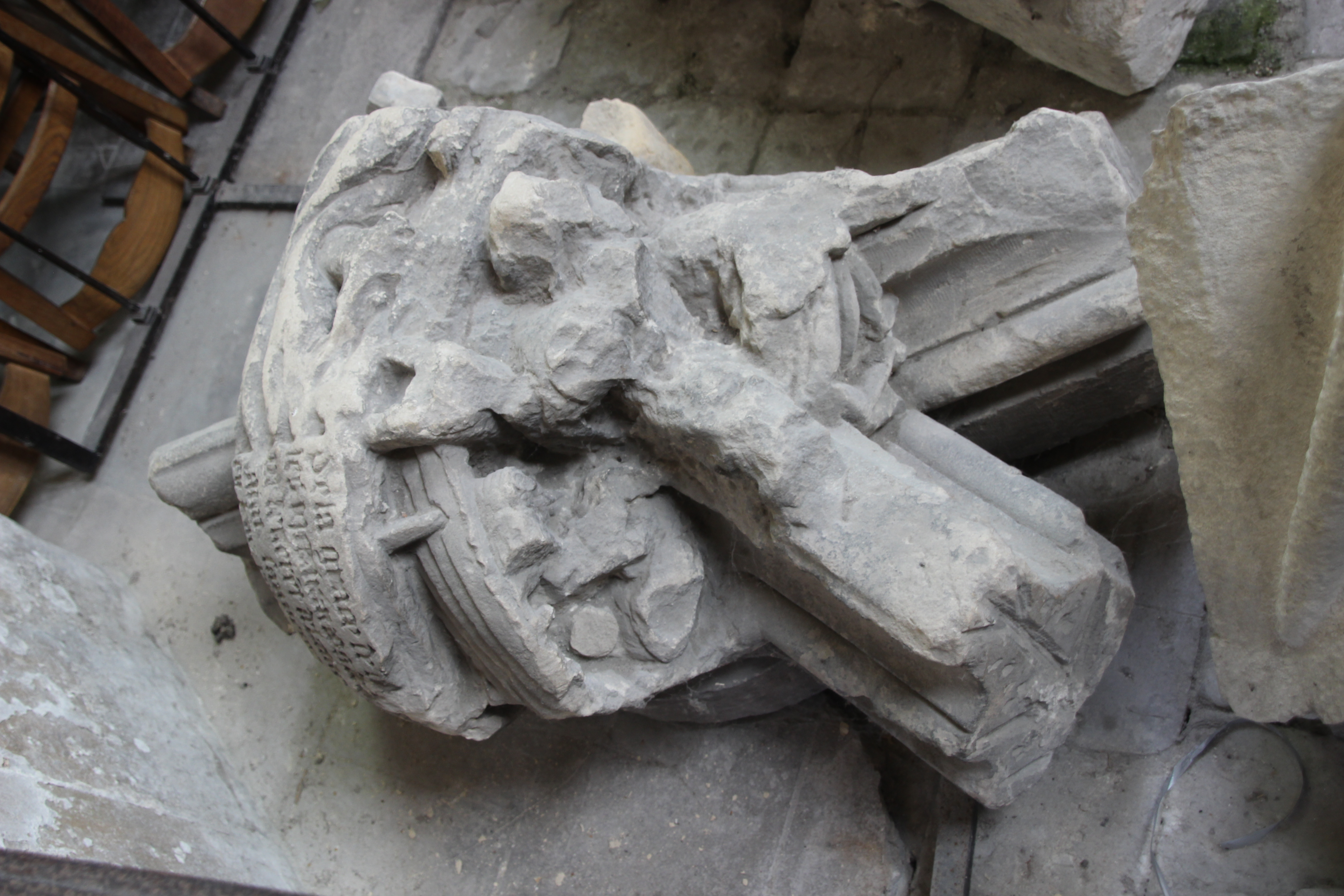
Clef de voûte avec une partie du texte de la légende de la découverte du Christ Saint-Sauveur.

#### Tour lanterne et parties hautes de l'édifice

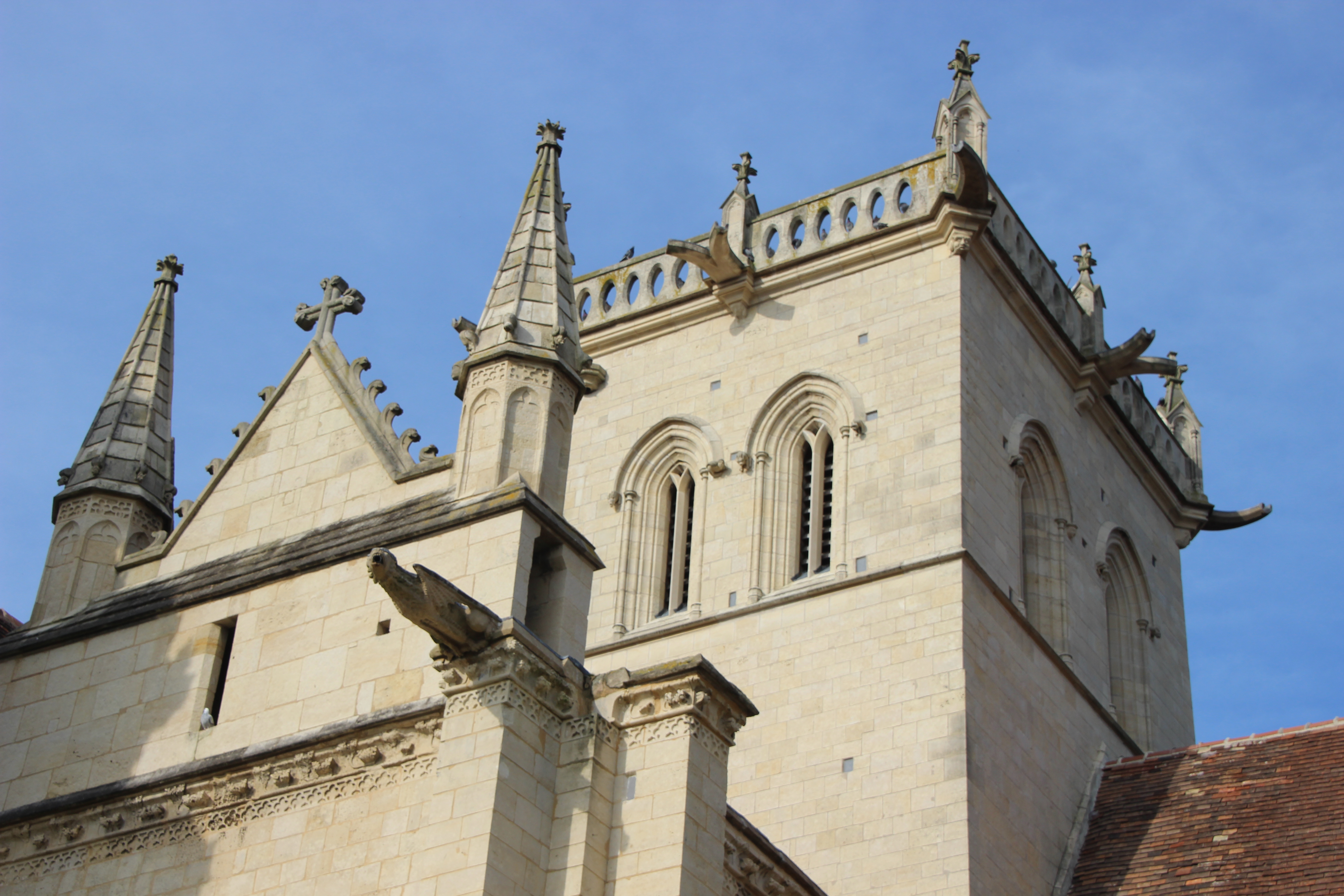
Clocher et pignons.

La tour lanterne comporte deux niveaux ; le second comporte des fenêtres. Un « chemin des gargouilles » permettait d'effectuer des processions sur le toit de l'édifice, à partir d'un escalier localisé au sud-ouest. Le tour de l'édifice était possible à partir d'un chemin de ronde. Le chemin des gargouilles était autrefois protégé par une balustrade reliant les clochetons entre eux.
À la croisée du transept, l'édifice conserve les vestiges de l'église romane, avec des piliers et des arcs en plein cintre.

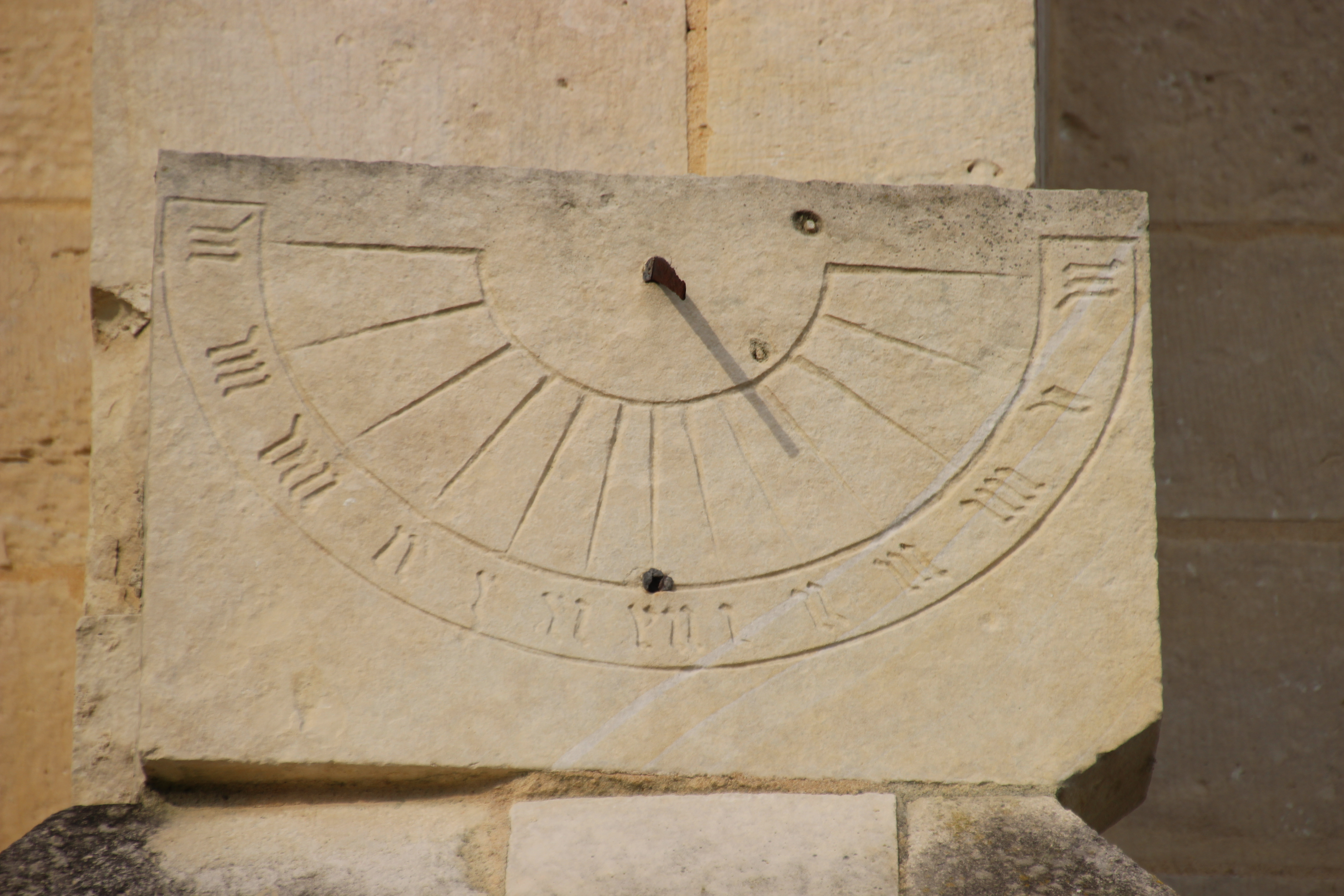
Cadran solaire sur la façade méridionale.

Le toit est en bâtière sauf les collatéraux et les chapelles pour lesquels ils sont en terrasse, et des appentis dans les bas-côtés.
Un certain nombre de pignons sont présents sur la toiture au chevet et à la croisée du transept. La tour du clocher comporte une balustrade et des pinacles. La tour d'escalier et le clocher possèdent des larges fenêtres ; cela permettait au guet de mer d'avoir une vision panoramique sur les alentours du bourg.
L'église possède de belles gargouilles dont une à tête humaine datée du XVe siècle. Une gargouille datée du XVIe siècle figurant un moine a été nommée le « Malaucœureux ». Des marmousets figurant l'admiration, le doute, l'ennui ont également été reconnus.
Un cadran solaire orne la façade méridionale de l'édifice.

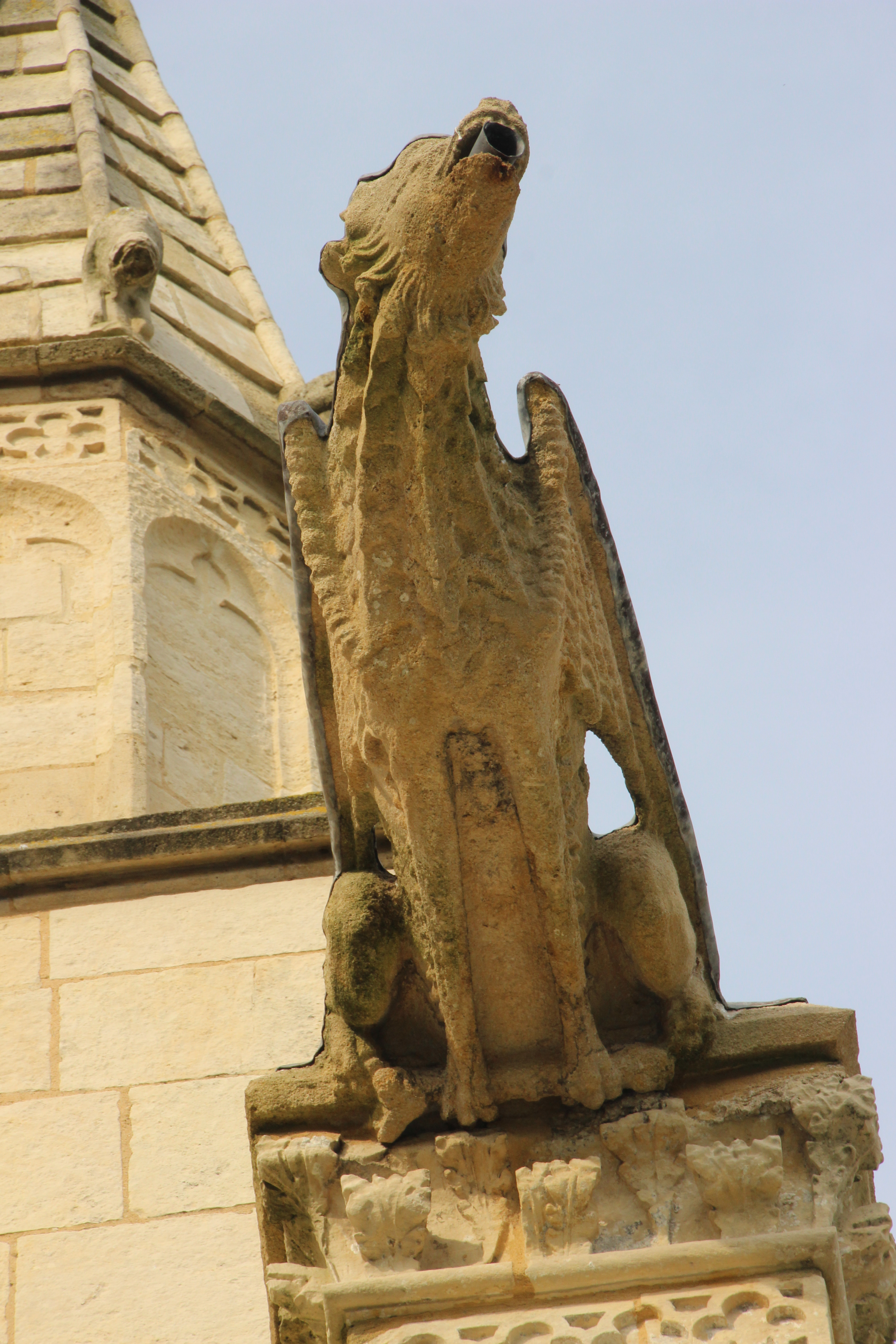
Gargouille.
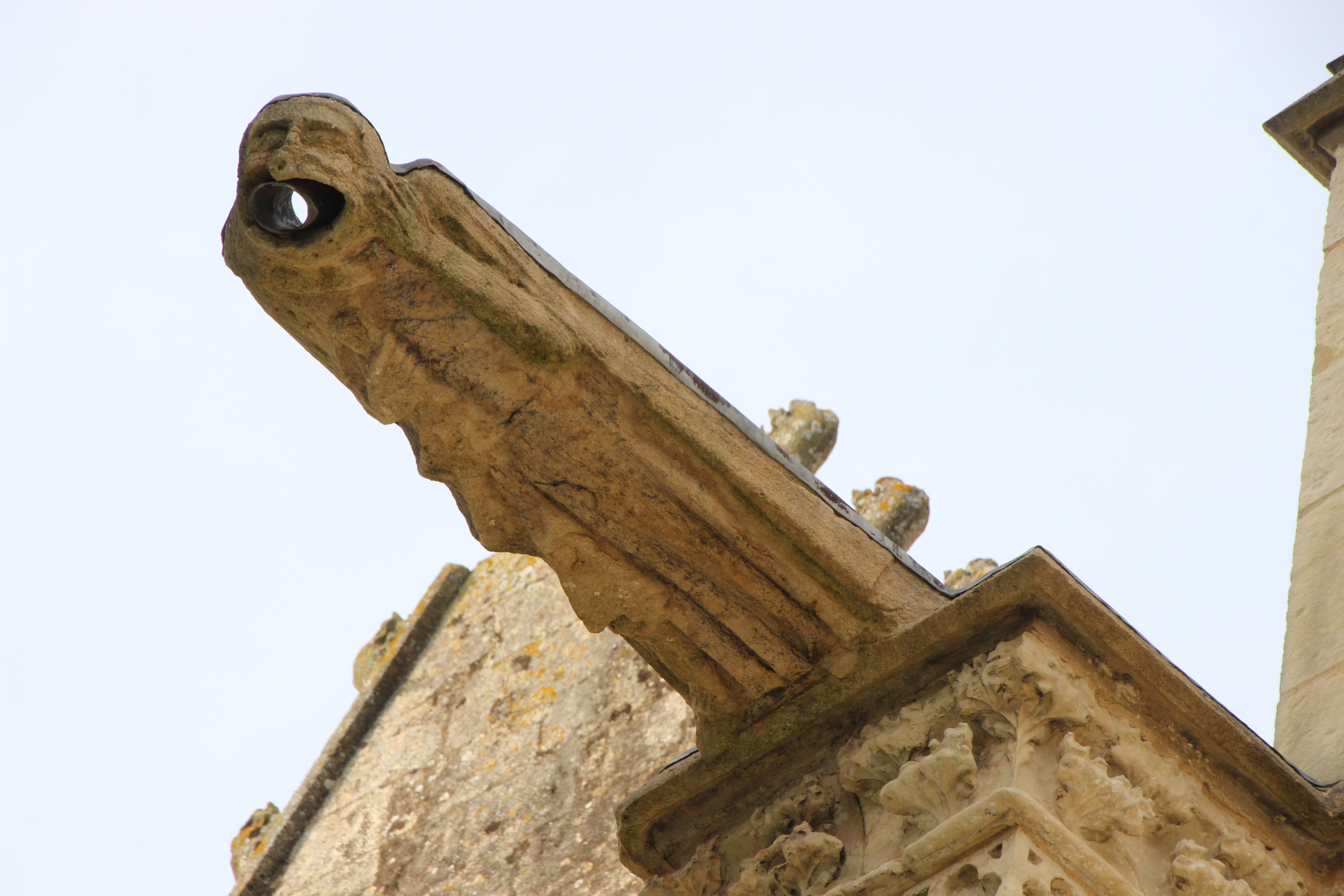
Gargouille dite le Malaucœureux.
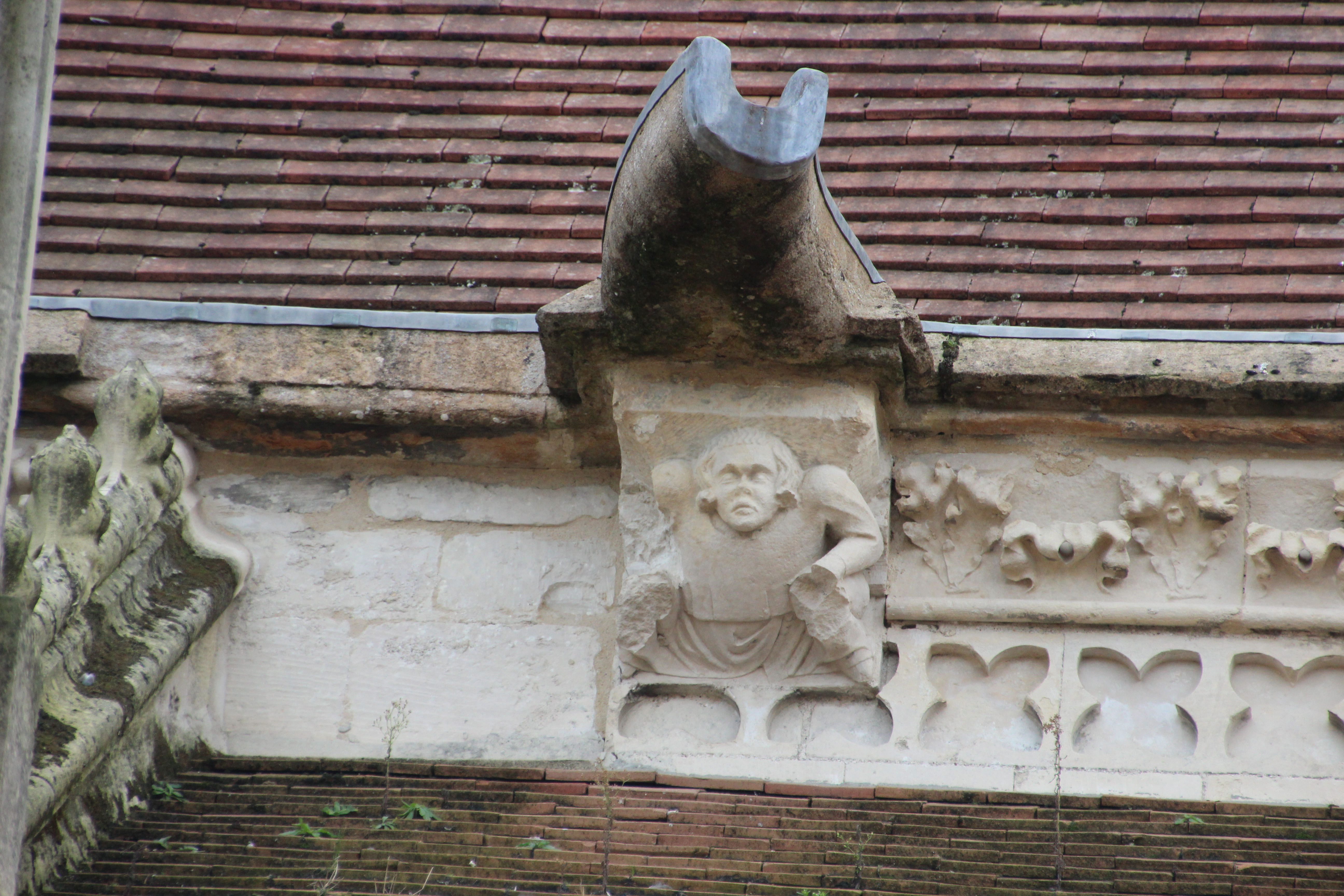
Marmouset.
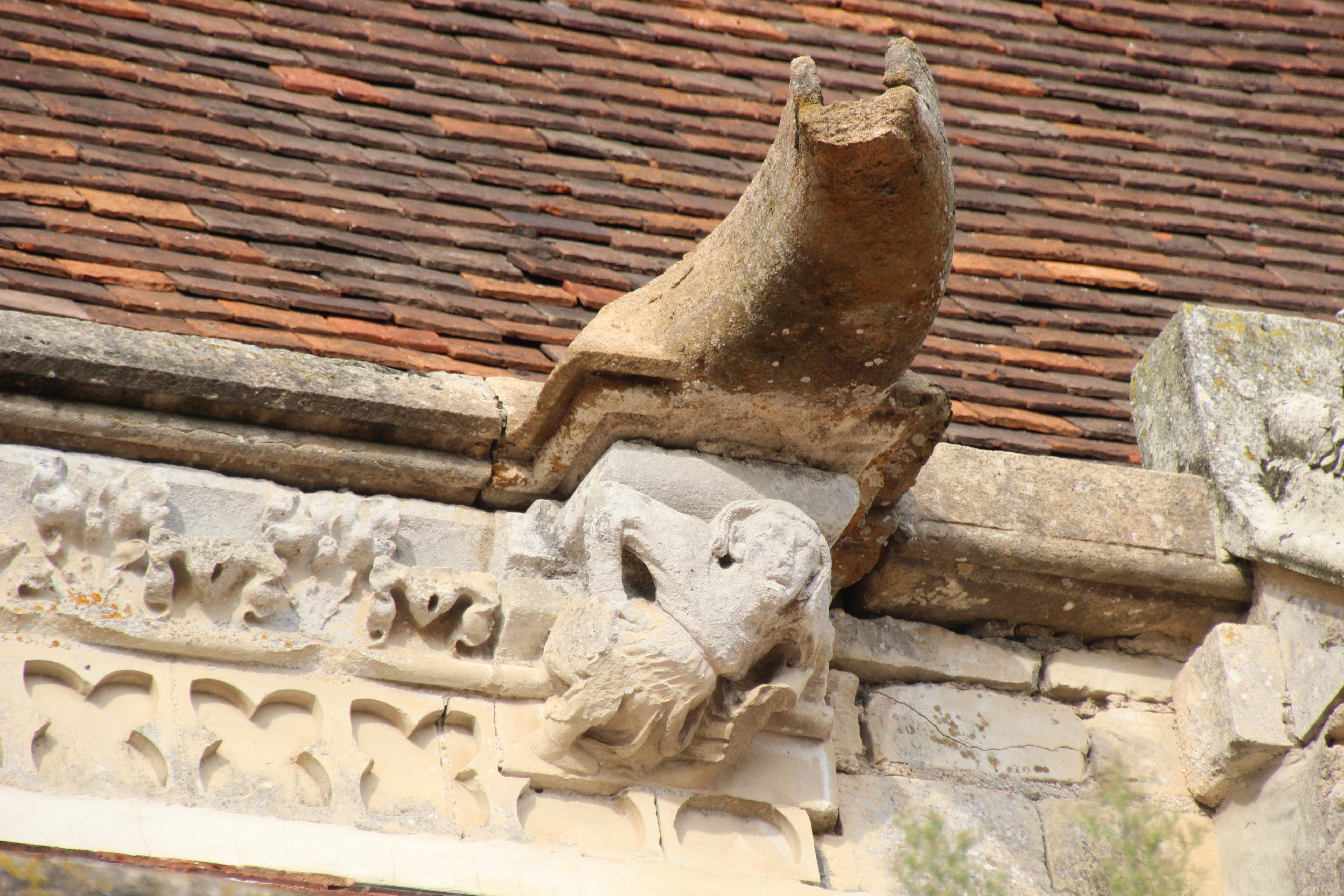
Marmouset.
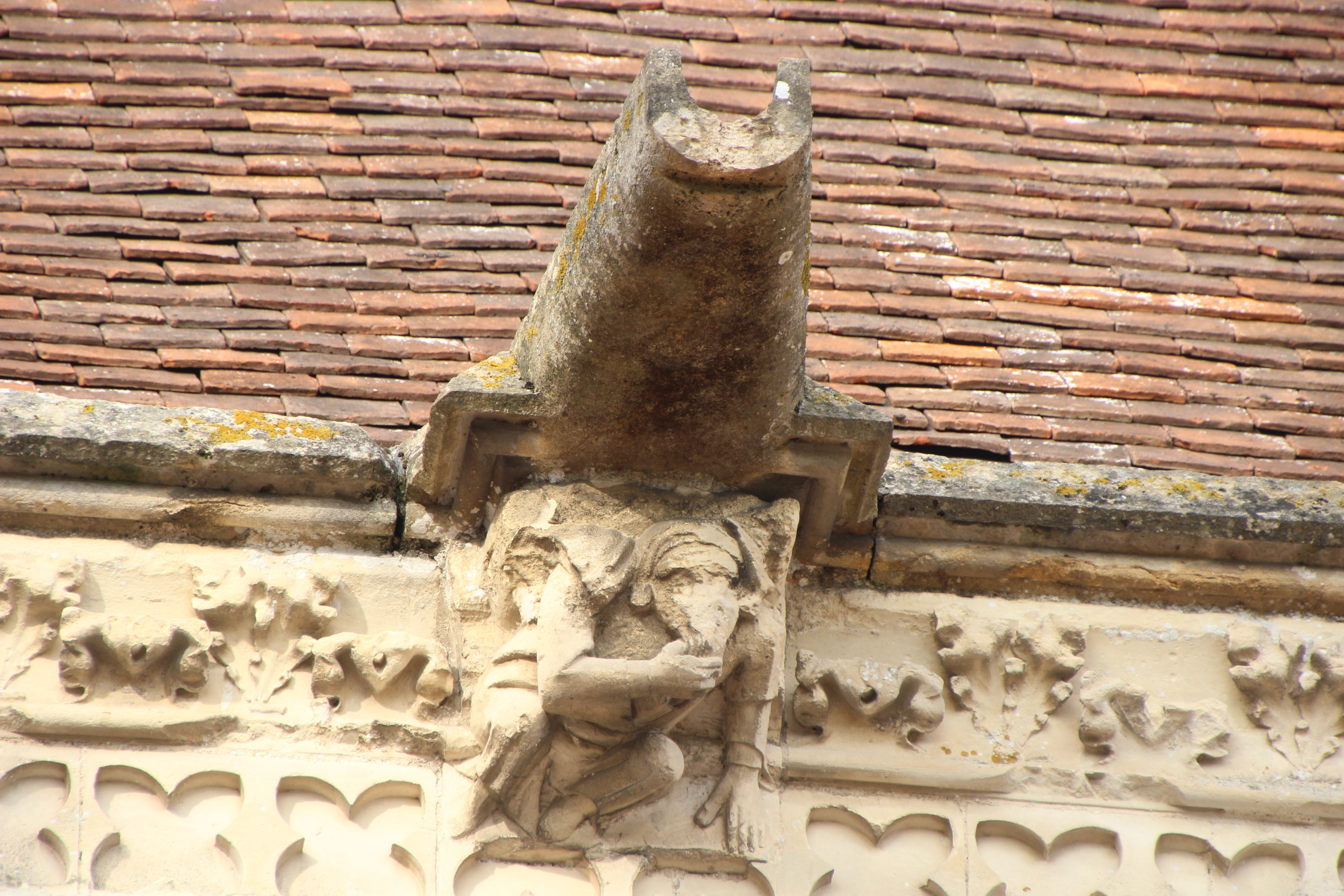
Marmouset.

#### Sacristie et trou à lépreux
Au chevet, on trouve un édifice pentagonal, peut-être une sacristie.

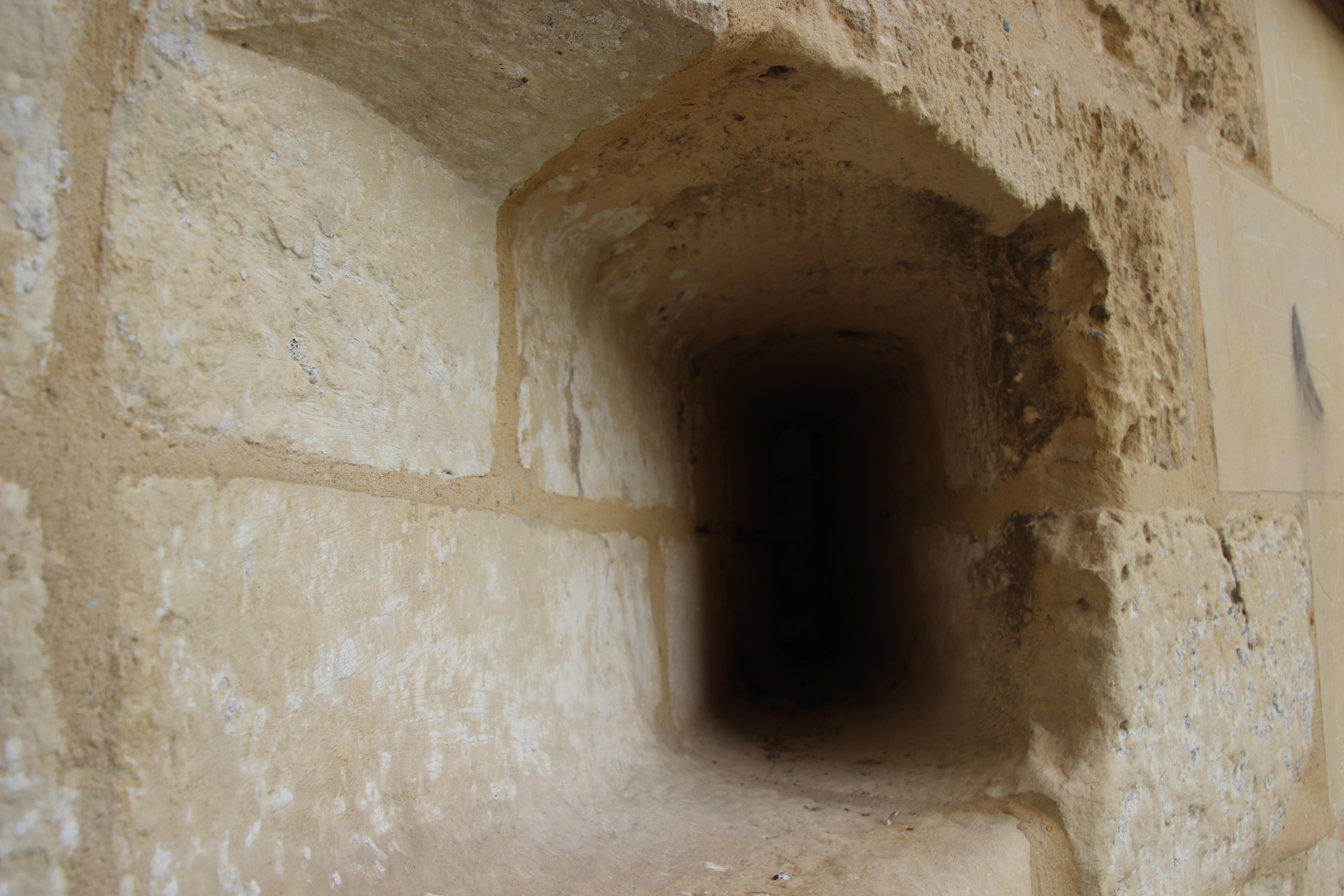
Le trou à lépreux vu de la façade méridionale.

À noter également un hagioscope ou Trou à lépreux consistant en une ouverture extérieure, « percée en oblique à travers le mur de la façade sud », permettant aux lépreux d'assister à l'office depuis l'extérieur. Il témoigne de l'existence d'une maladrerie à Dives, citée en 1475, peut-être située le long du cimetière au sud de l'église, actuelle ruelle aux Ladres mais dépourvue de chapelle. La léproserie de Dives et ses biens sont donnés à l'hôpital de Pont-l'Évêque en 1696.

### Graffitis

#### Caractères généraux
La nature du matériau dans lequel est bâti l'édifice, un calcaire, rend facile l'élaboration de graffitis.

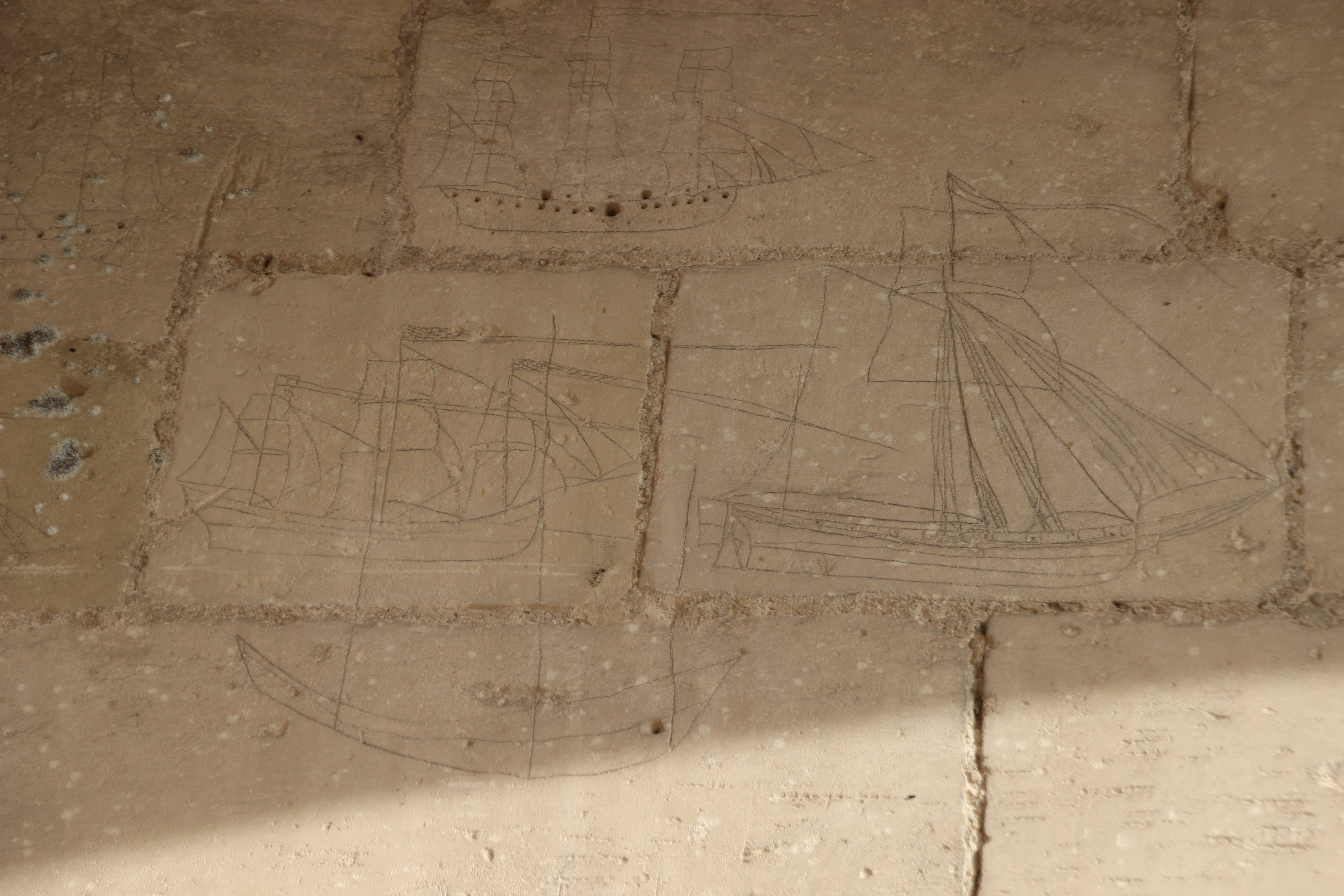
Groupe de navires sur le porche sud.

La particularité de cet édifice religieux tient dans ses très nombreux — plus de 400 — graffitis marins, ses sculptures de monstres marins et ses ex-votos d'embarcations, datés du XVe au XXe siècle. Les graffitis sont datables de la fin du Moyen Âge au XXe siècle : si les plus anciens datent des XVe – XVIIe siècles, la majorité date des XVIIe – XVIIIe siècles et les plus récents de la fin du XIXe et le début du XXe siècle. Plusieurs graffitis semblent de la même main, et sont peut-être issus d'une commande d'un tiers. Ils ont fait l'objet d'un recensement par un archéologue, Vincent Carpentier, publié dans un ouvrage en 2011. Beaucoup de graffitis ont un caractère religieux, les apparentant à des ex-votos liés à la pêche ou « un naufrage évité ».
Les graffitis sont très localisés : à l'extérieur, ils sont présents essentiellement sur la façade sud, sur le clocher et la tour sud-ouest. Le porche sud « forme un ensemble à part ». À l'intérieur, on en trouve le long du mur méridional, non loin du clocher et sur l'escalier sud-ouest. La façade et le porche sud rassemblent la moitié du corpus, le clocher en rassemble environ 140. La chapelle haute en conserve dix-sept, la nef douze et la tour sud-ouest sept.
Les graffitis sont réalisés « à hauteur d'homme » sauf pour certains situés très en hauteur. Les endroits où sont situés les graffitis intérieurs sont cachés, et la présence sur le mur méridional est peut-être liée à la présence du cimetière sur ce côté ; d'autre part cette façade ne donnait pas sur la rue. Les auteurs ont peut-être privilégié le « cheminement des pèlerins » au XIXe siècle. Les graffitis sont réalisés à la pointe, à la mine grasse ou à la sanguine, par des « fidèles de la paroisse » le plus souvent anonymes et réalisés par des adultes.

#### Éléments représentés

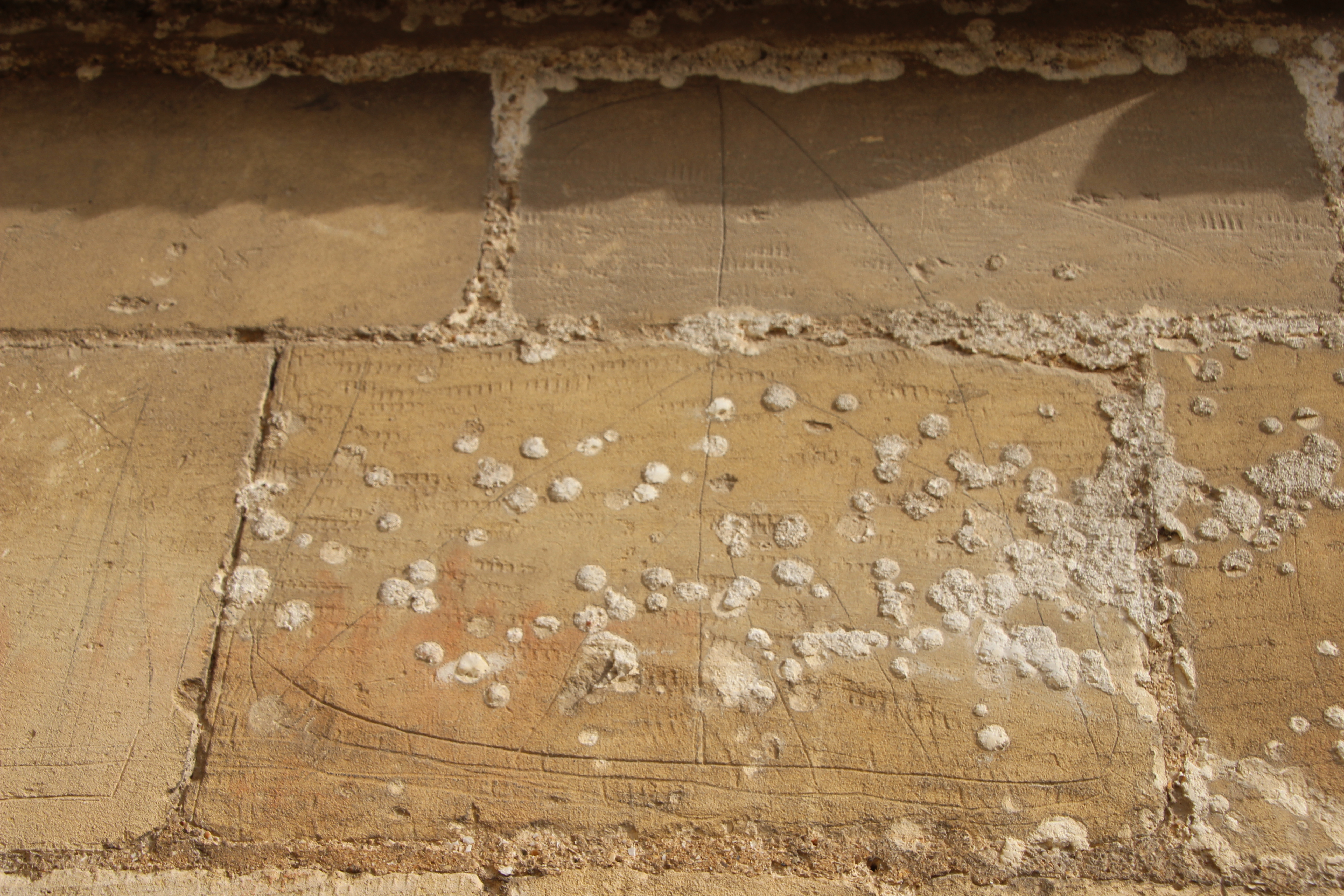
Graffito abîmé par des lichens.

Ils représentent des bateaux, des personnages, des objets et parfois des inscriptions les accompagnent. Des symboles sont également représentés, dont des croix et crucifix, mais aussi des fleurs de lys, des rosaces. Certaines incisions dénommées « griffes du diable » sont aussi présentes. Des chaussures sont représentées, symbolisant un pèlerinage à pied, et datables des XVIIe et XVIIIe siècles. 
Quelques graffitis représentent des bâtiments, peut-être l'église. Il y a des représentations anthropomorphes, très divers : archers, marins, personnages représentés de façon caricaturale. Des animaux divers sont également figurés. Des inscriptions ont pu être relevées, mais au sens pas toujours déchiffré. Certains noms peuvent être des noms de bateaux, des signatures et certains peuvent être des épitaphes d'enfants. 
Deux cent soixante huit graffitis de bateaux ont été inventoriés, avec une grande diversité dans la qualité de la représentation. Certaines représentations de navires permettent une datation. Seuls sont représentés des bateaux de l'« univers traditionnel et culturel de la marine à voile ». Des gros navires et de petits navires, voire simples chalands à fond plat sont présents, constituant « un dossier iconographique très intéressant pour les âges successifs de la marine à voile en baie de Seine » : la majorité est datable des XVIIIe siècle-XIXe siècle, mais les représentations vont de la fin du XVe au début du XXe siècle. Les plus anciens sont dans le clocher, au bas de l'escalier ou dans la chapelle haute. Ces premiers navires sont des nefs ou caraque. Des navires des XVIIe – XVIIIe siècles représentent surtout des navires de pêche, mais aussi des navires plus importants parfois surmontés d'un motif à fleur de lys. Le porche sud comporte de nombreux navires du XVIIIe siècle, pour ceux de la fin du XVIIIe et du XIXe siècle il s'agit en particulier de barques chalutières, de bricks ou trois-mâts. Des navires à fond plat destinés à la navigation fluviale sont présents, mais également difficiles à dater du fait des faibles évolutions de leurs formes au travers les siècles : ces navires sont de types divers, écaudes, flètes et gabares.

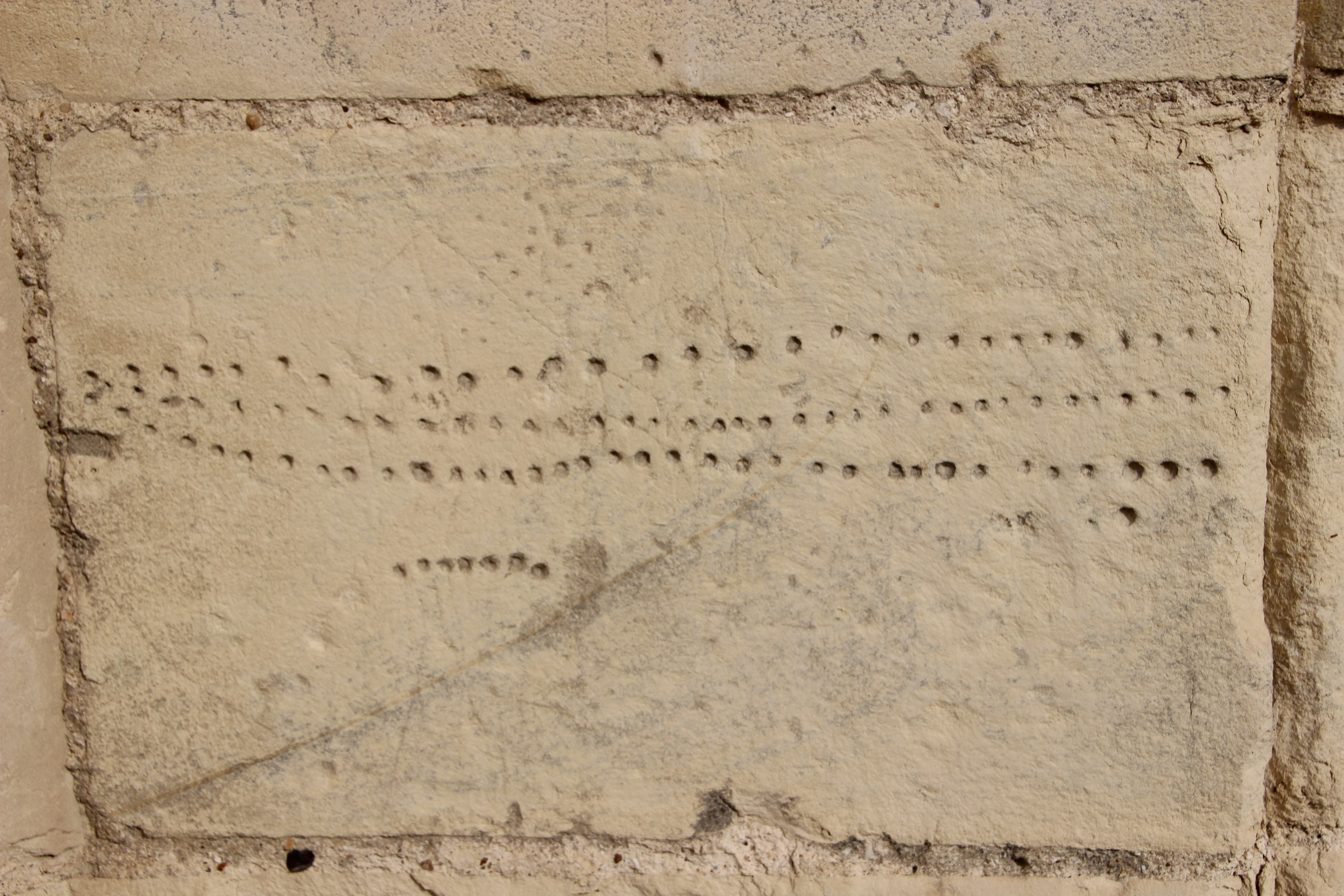
Graffito avec trous.
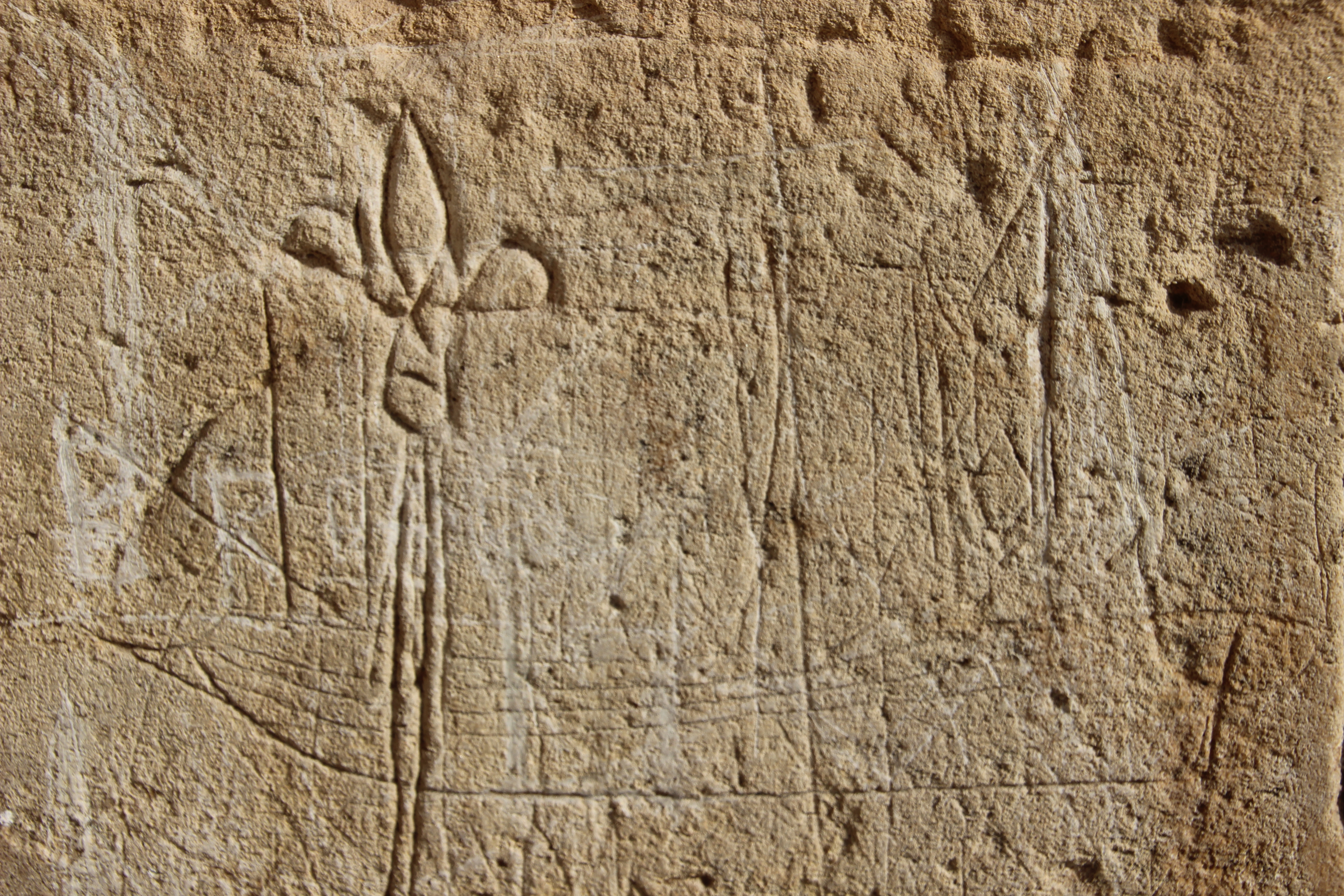
Graffito avec fleur de lys.
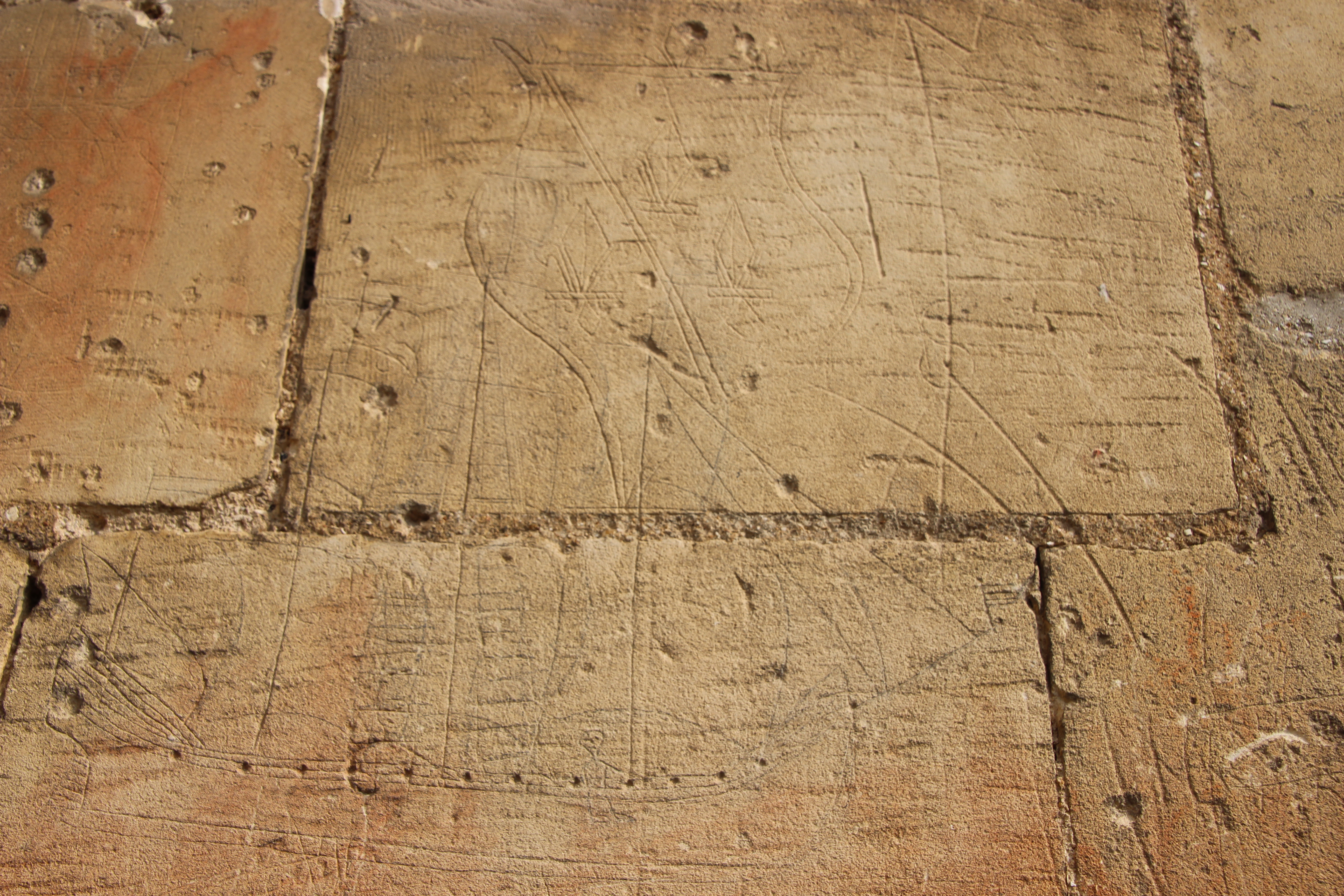
Graffito avec fleurs de lys sur la voile.
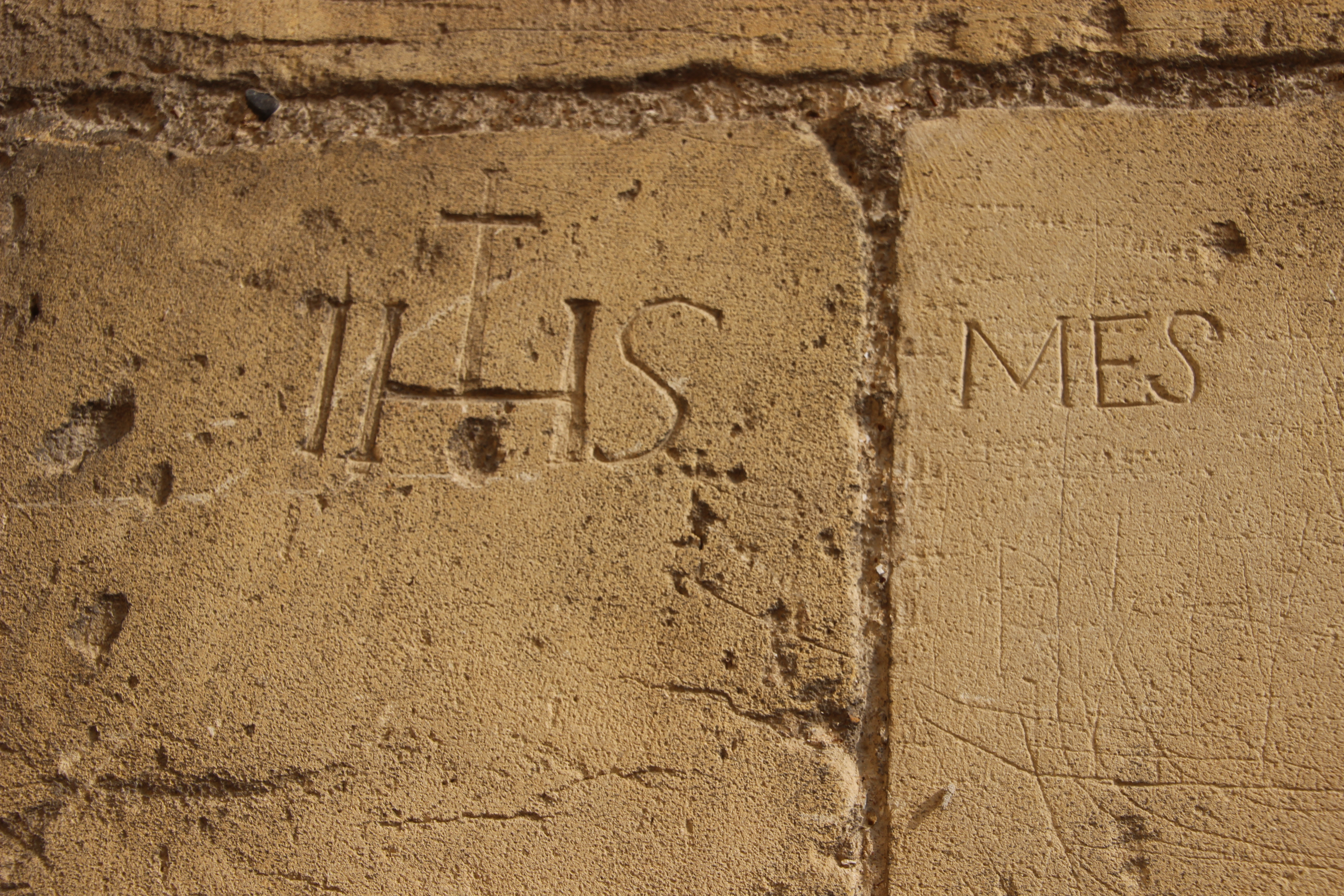
Graffito avec crucifix.
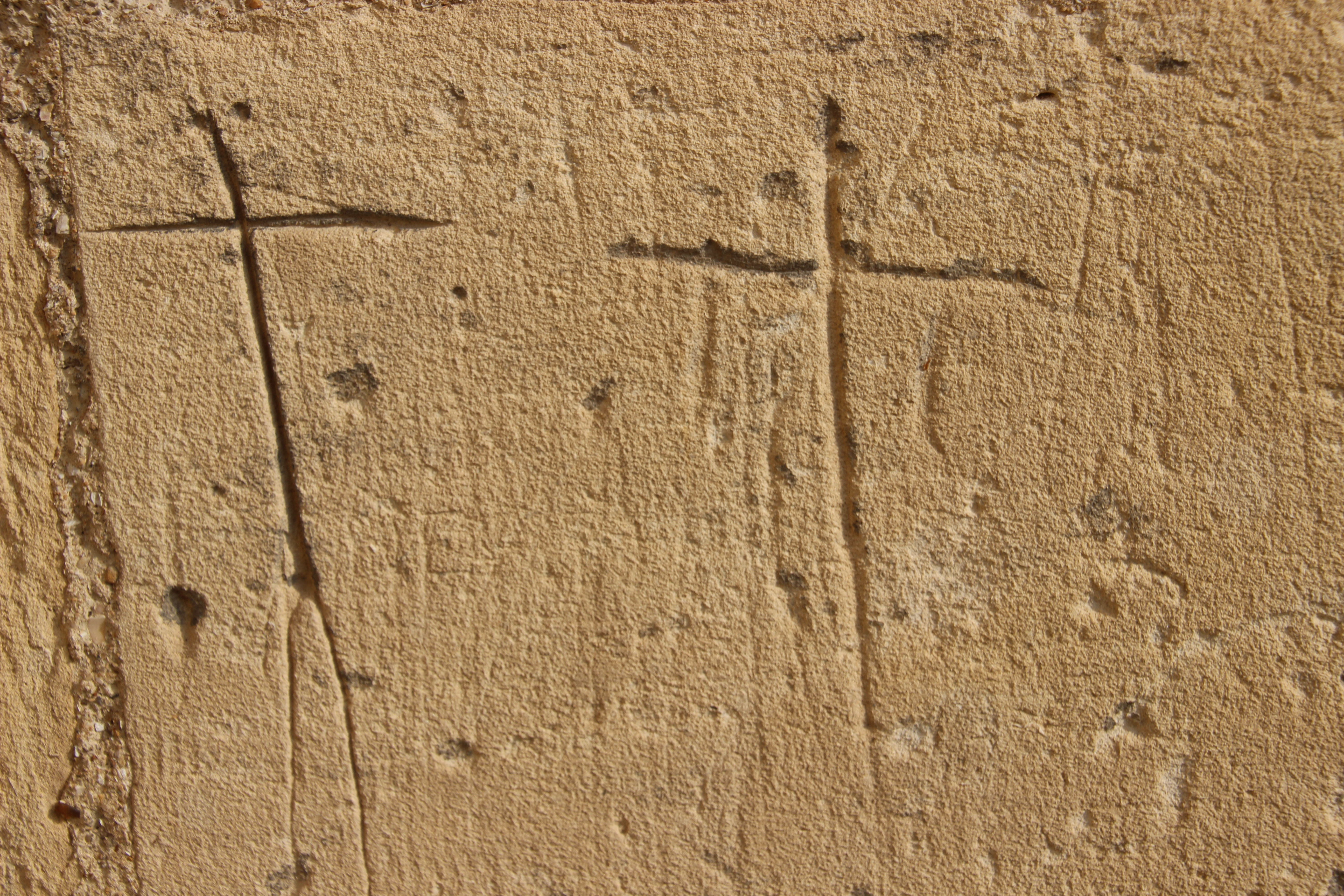
Graffito avec crucifix.

#### Problèmes de conservation et interprétation
Les graffitis sont cachés ; l'acte devait donc être « répréhensible », même si non dénué de religiosité, ils sont « un acte de piété individuelle » et non « un acte gratuit ou récréatif », un « corpus d'offrandes motivées par la piété ».
Les graffitis sont fragiles et peu protégés en dépit du fait qu'il s'agit d'un « authentique héritage d'une communauté qui, pratiquante ou non, organise toujours autour du sanctuaire paroissial les grands événements de sa vie sociale ou culturelle ». Les graffitis sont menacés tant par l'usure des pierres liée aux intempéries ou à la pollution que par les campagnes de restauration des édifices, en dépit de leur valeur documentaire, « [leur] haute valeur patrimoniale ». Les graffitis les mieux conservés sont localisés dans les parties hautes des murs extérieurs à l'intérieur de l'église.
La proximité de la mer, « univers de danger permanent », a entraîné ces témoignages dont les avatars les plus connus sont les maquettes déposées dans les chapelles des marins. Les graffitis permettent d'afficher les craintes et espoirs des gens de mer : ils sont un ex-voto mais témoignent de la superstition populaire. Ils sont liés à des événements personnels importants et sont un ex-voto en rapport avec les faibles moyens de la communauté. La fin de la pratique correspond aux grands changements que connaît la commune à la fin du XIXe siècle et à une nouvelle étape pour la vie religieuse, avec une « politique d'encadrement de la piété des milieux populaires ». Les graffitis ont à la fois « une dimension […] collective et intime ».

### Vitraux

#### Vitraux médiévaux
Les plus anciens sont Les Anges musiciens, offerts par l'évêque de Lisieux Guy d'Harcourt au XIVe siècle, selon une inscription fragmentaire. Déposés lors de travaux dans la verrière de l'édifice et la pose de nouveaux vitraux au XIXe siècle, les vitraux intègrent les collections du propriétaire du village d'Art Guillaume le Conquérant.
On perd la trace du vitrail bien qu'il soit classé au titre d'objet depuis 1888, jusqu’à sa redécouverte en 1928. La collection Le Rémois est dispersée en 1973.
Il est retrouvé à la fin du XXe siècle et racheté par l'État et la ville de Dives. Le vitrail, intact du temps d'Arcisse de Caumont, n’est conservé que partiellement. Ces vitraux qui devaient être remis en place après restauration en 1996 sont désormais visibles à l'office de Tourisme de Dives-sur-Mer.
Huit anges musiciens sont conservés dans des médaillons de 40 cm de diamètre, sur dix décrits au XIXe siècle. Le vitrail était situé sur la fenêtre du chevet, dans sa « partie supérieure ». La même fenêtre conservait des scènes avec « l'agneau, le pélican, et plusieurs scènes de la chute de l'homme » et également « plusieurs saints et des donateurs », le milieu comportant « une clef d'argent sur un fond de gueules à deux fasces d'or », « armes de Guy de Harcourt ». Le vitrail a été élaboré à Rouen ou Évreux.

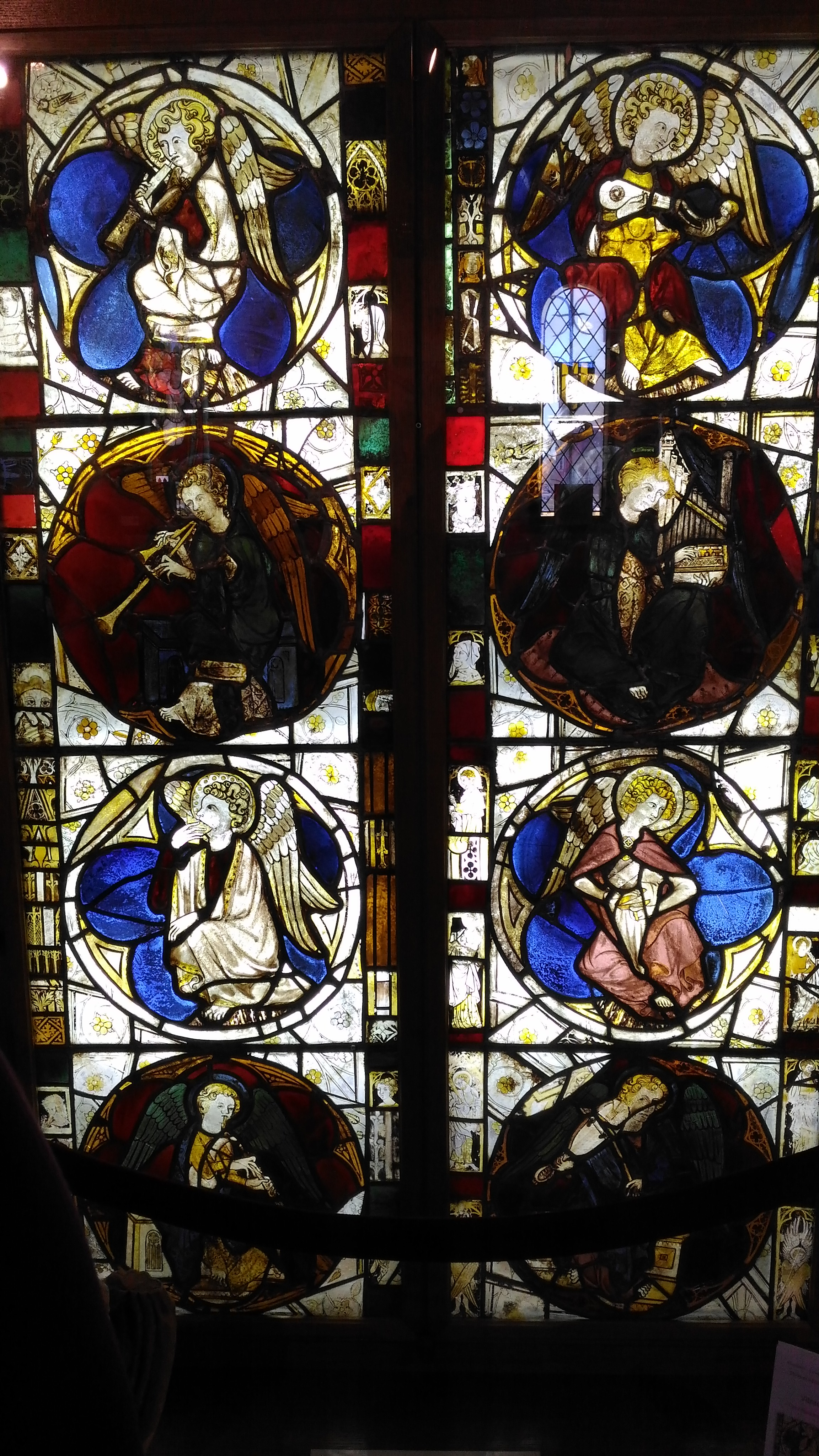
Vue générale du vitrail actuel.
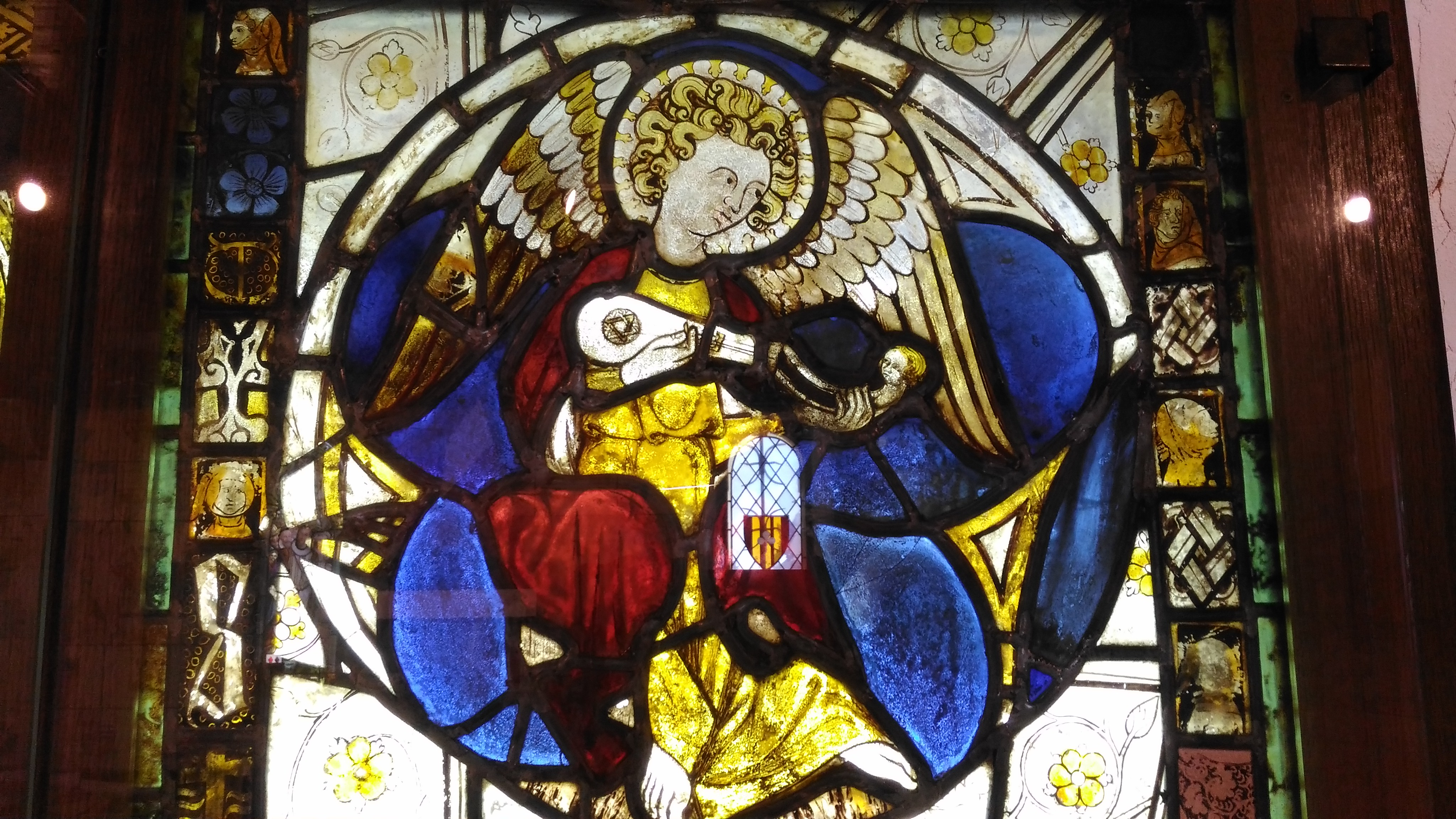
Joueur de guiterne.
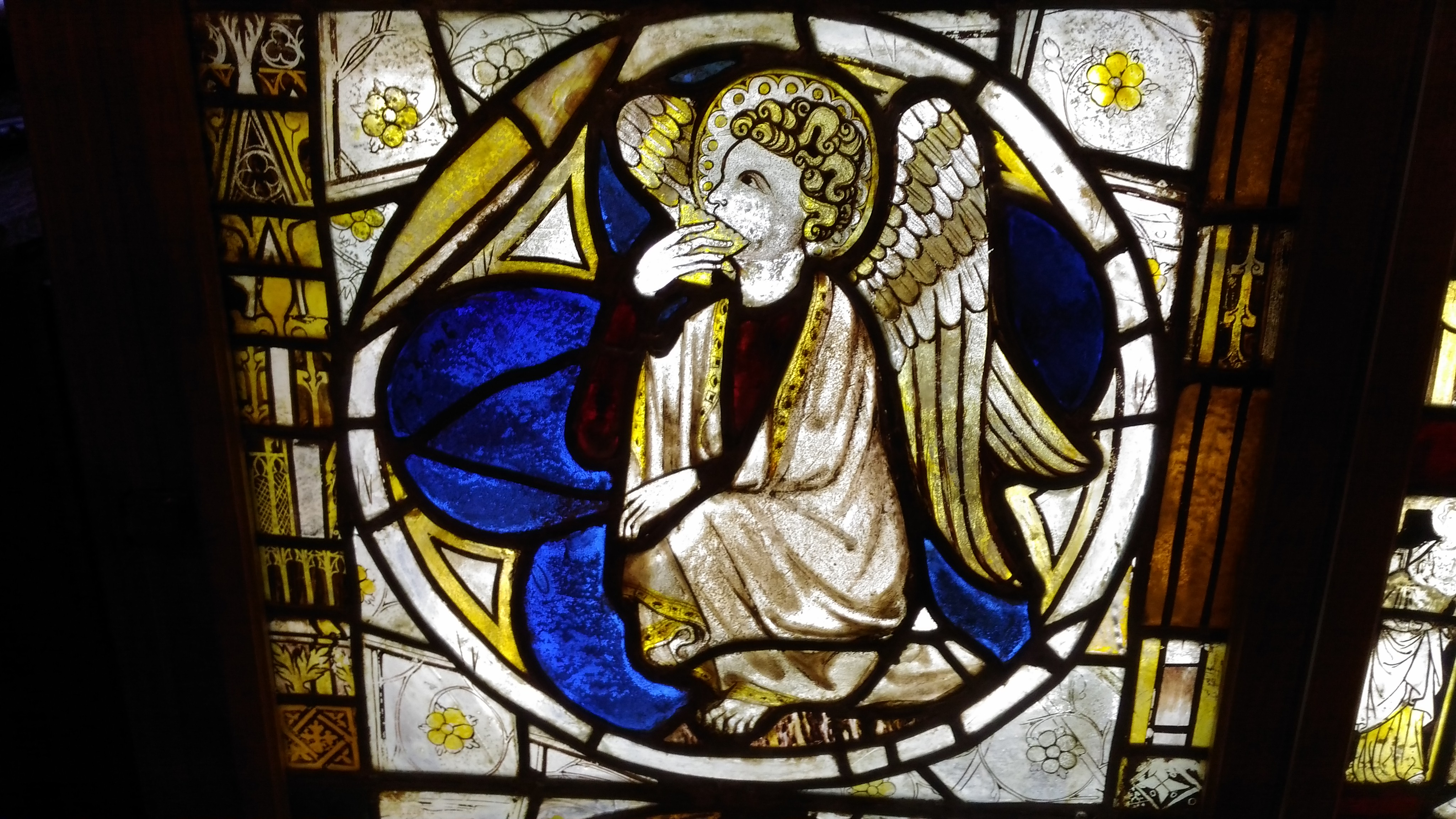
Joueur de flûte de pan.
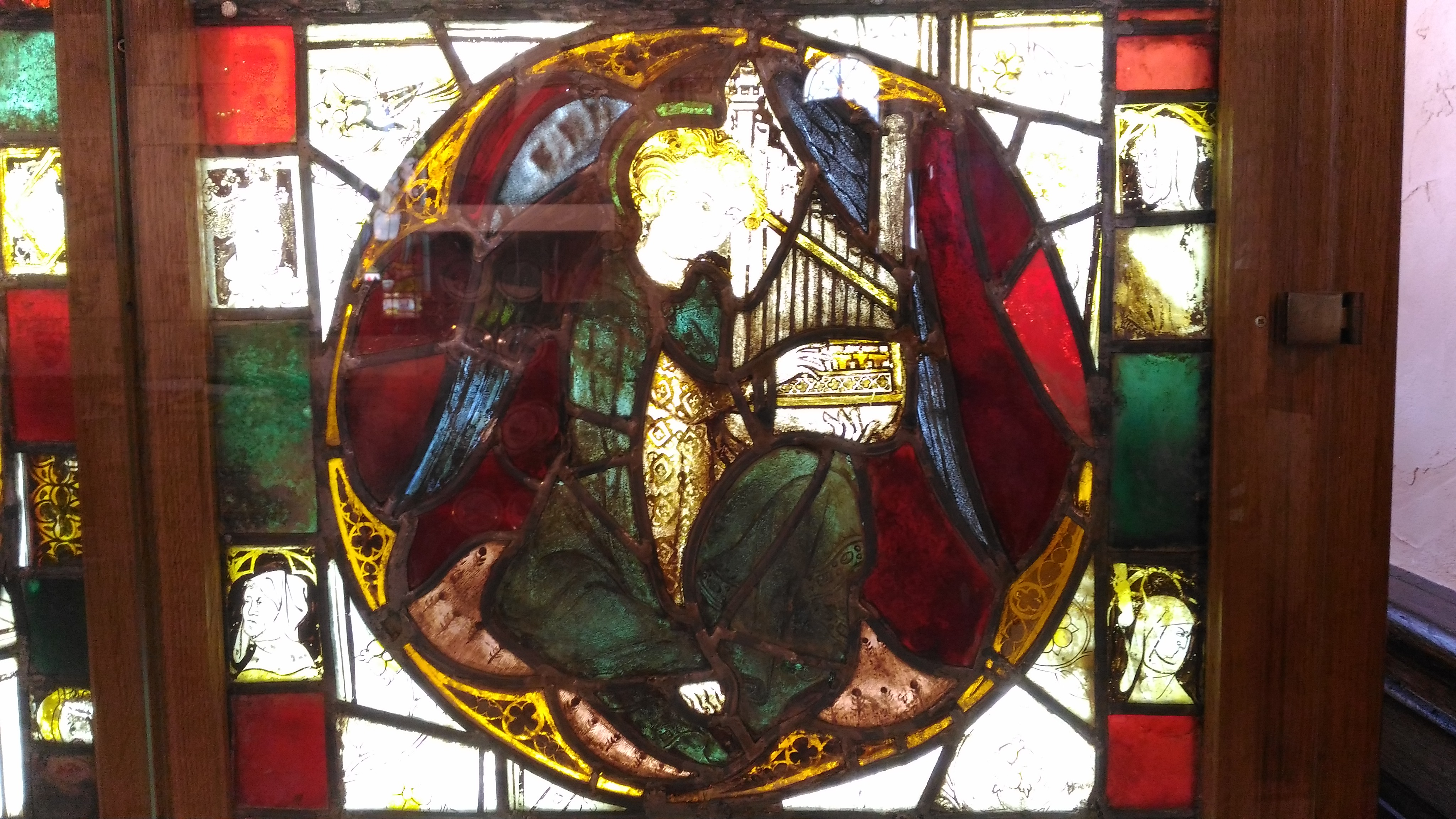
Joueur d'orgue.

Le Vitrail de la Vierge, du XIXe siècle, comporte des médaillons médiévaux : Création, Tentation d'Adam et Ève, Adam et Ève chassés du Paradis.

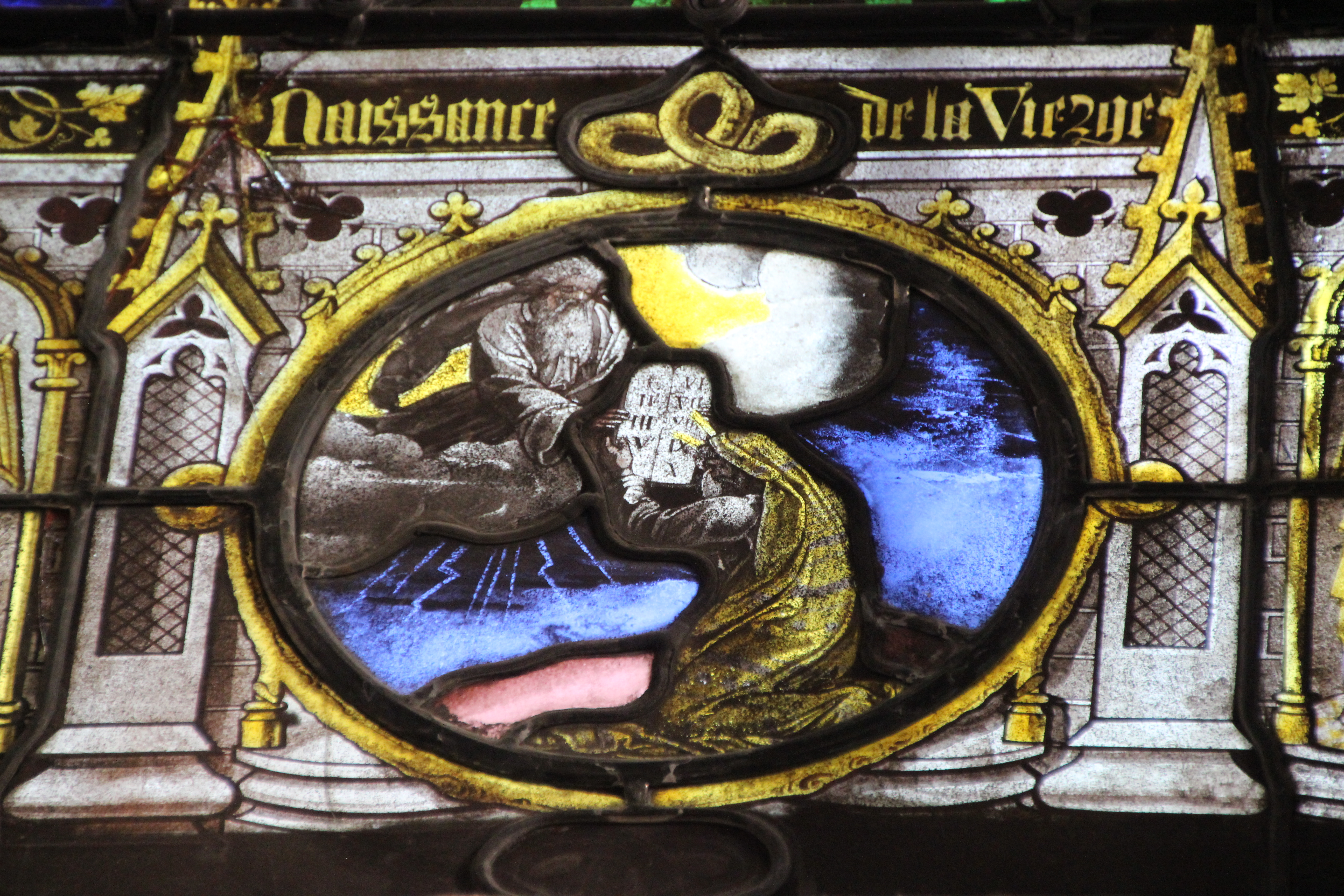
Médaillon de la Création.
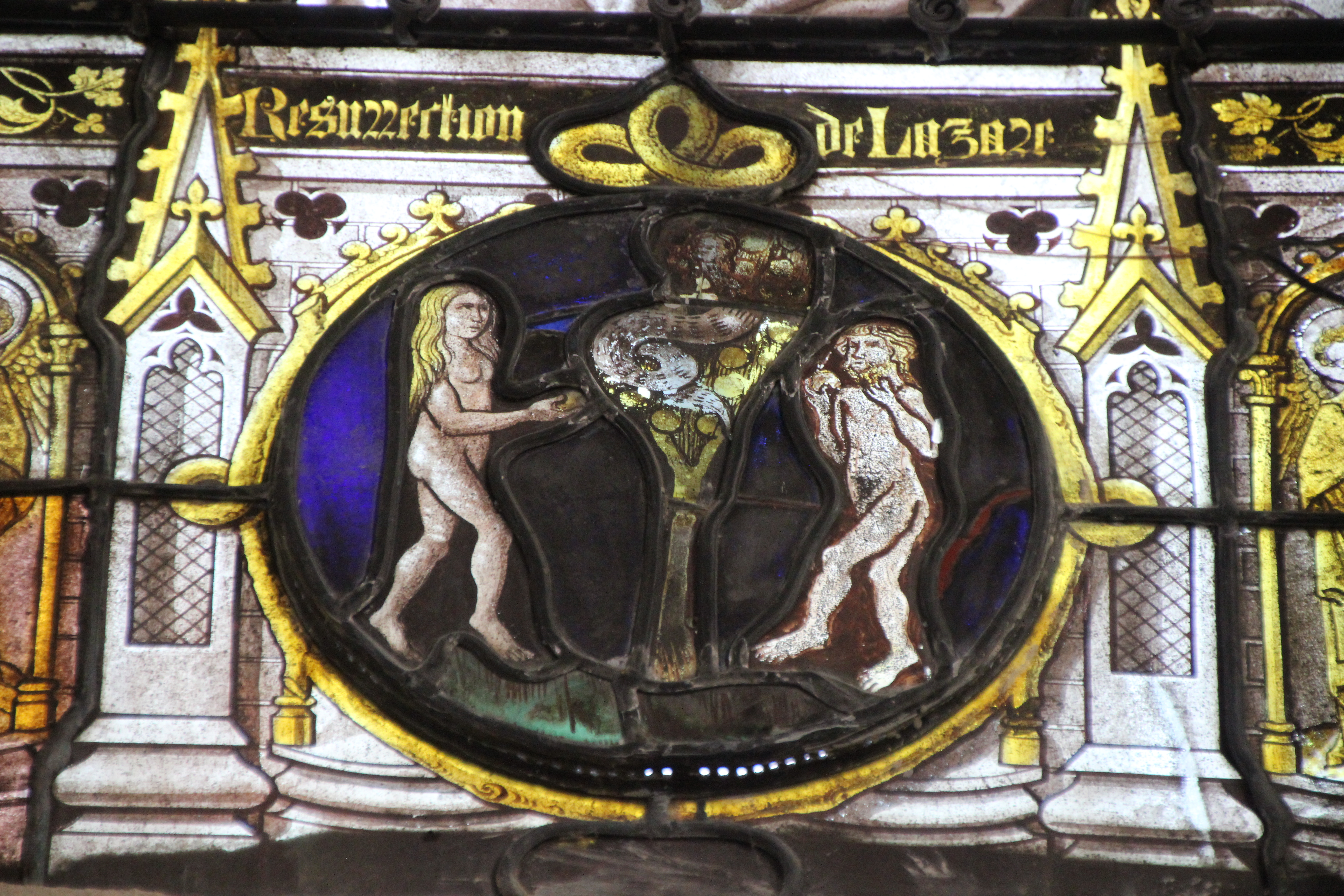
Médaillon de la Tentation.

#### Vitraux contemporains
Des vitraux réalisés par Louis-Gustave Duhamel-Marette (1836-1900) ont été mis en place dans la grande verrière en 1875. Le vitrail de La pêche du Christ et le Jugement est placé en 1880.
- Rosace du transept sud, médaillon de la Vierge et Saint Dominique[D 13].
- Vitrail de la Vierge[5].
- Vitrail de Saint Pierre.
- Vitrail de Jean-Baptiste.
- Vitrail de Saint Dominique recevant le rosaire.
- Vitrail de la Mort de Saint Joseph.
- Vitrail du Christ Saint Sauveur[6],[D 14] dit aussi légende du Christ miraculeux de Dives.

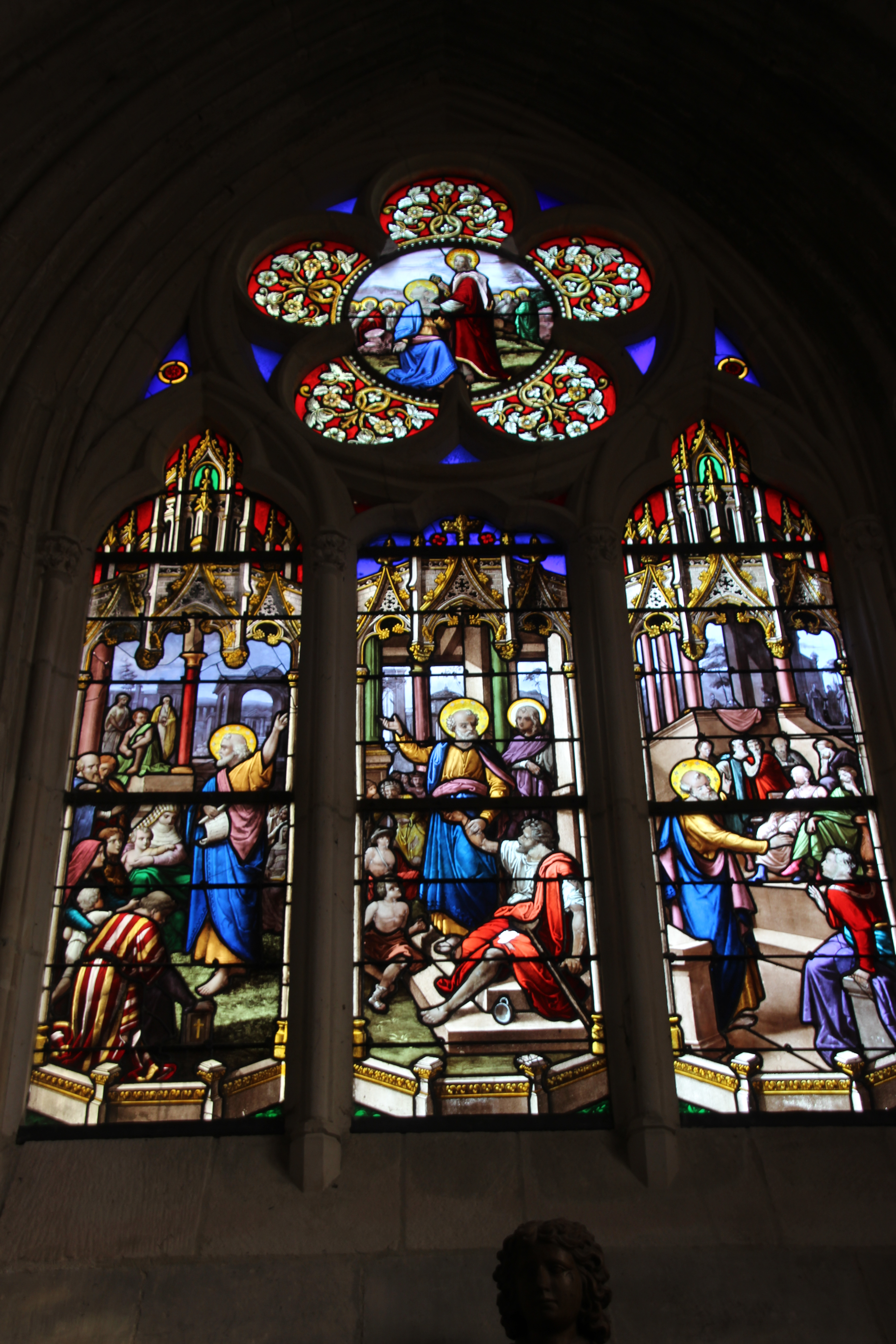
Vitrail de Saint Pierre.
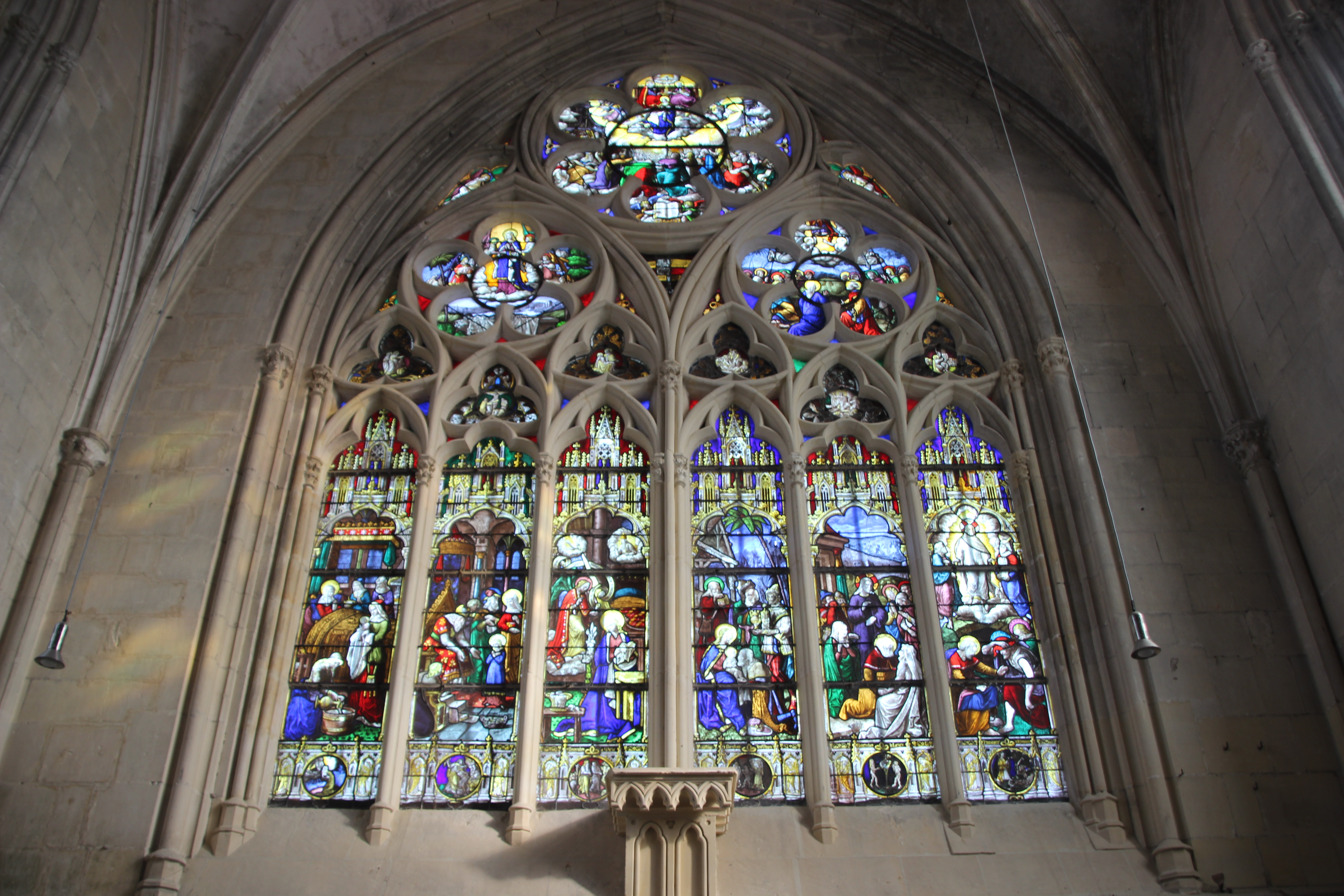
Vitrail de la Vierge.
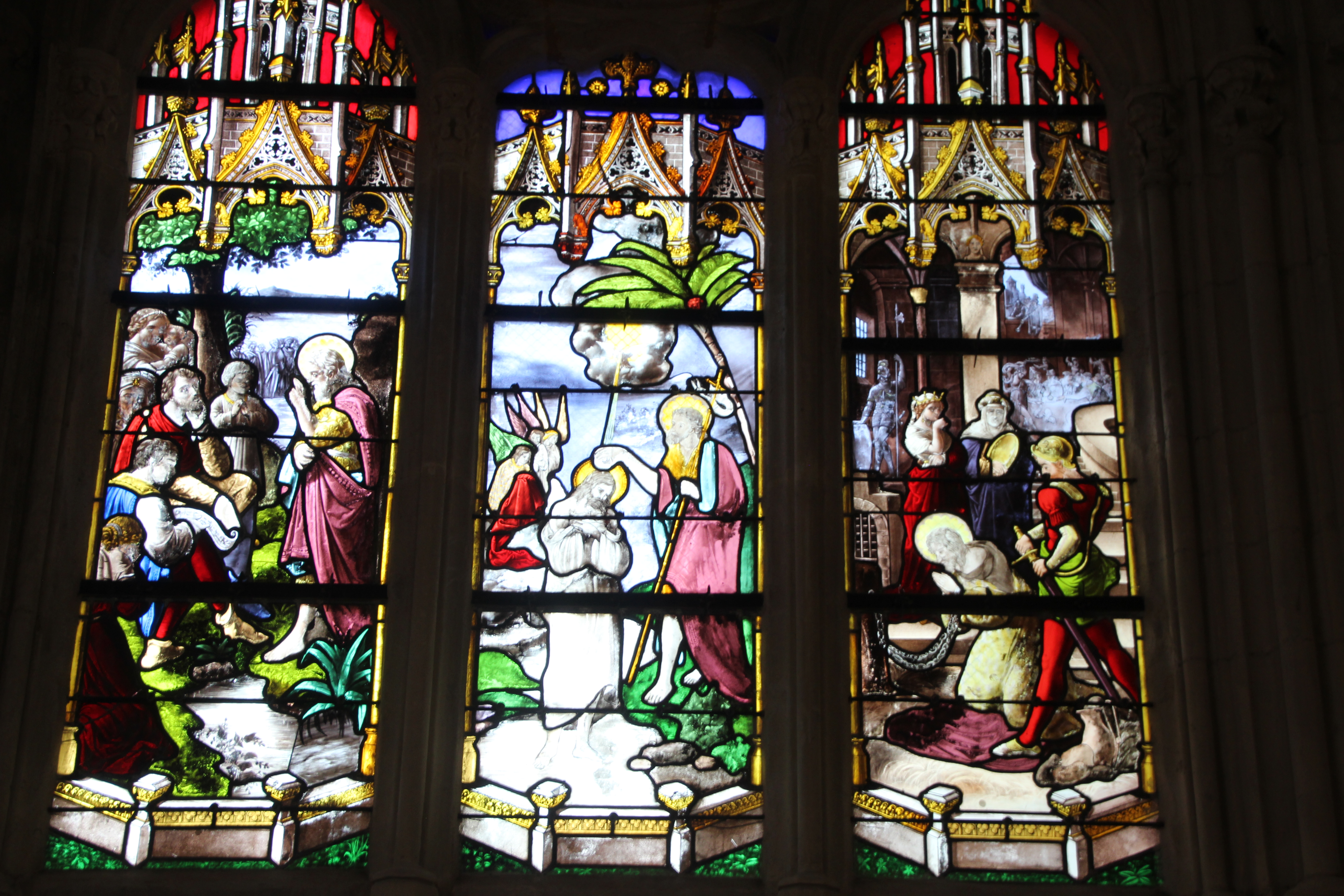
Vitrail de Saint Jean Baptiste.
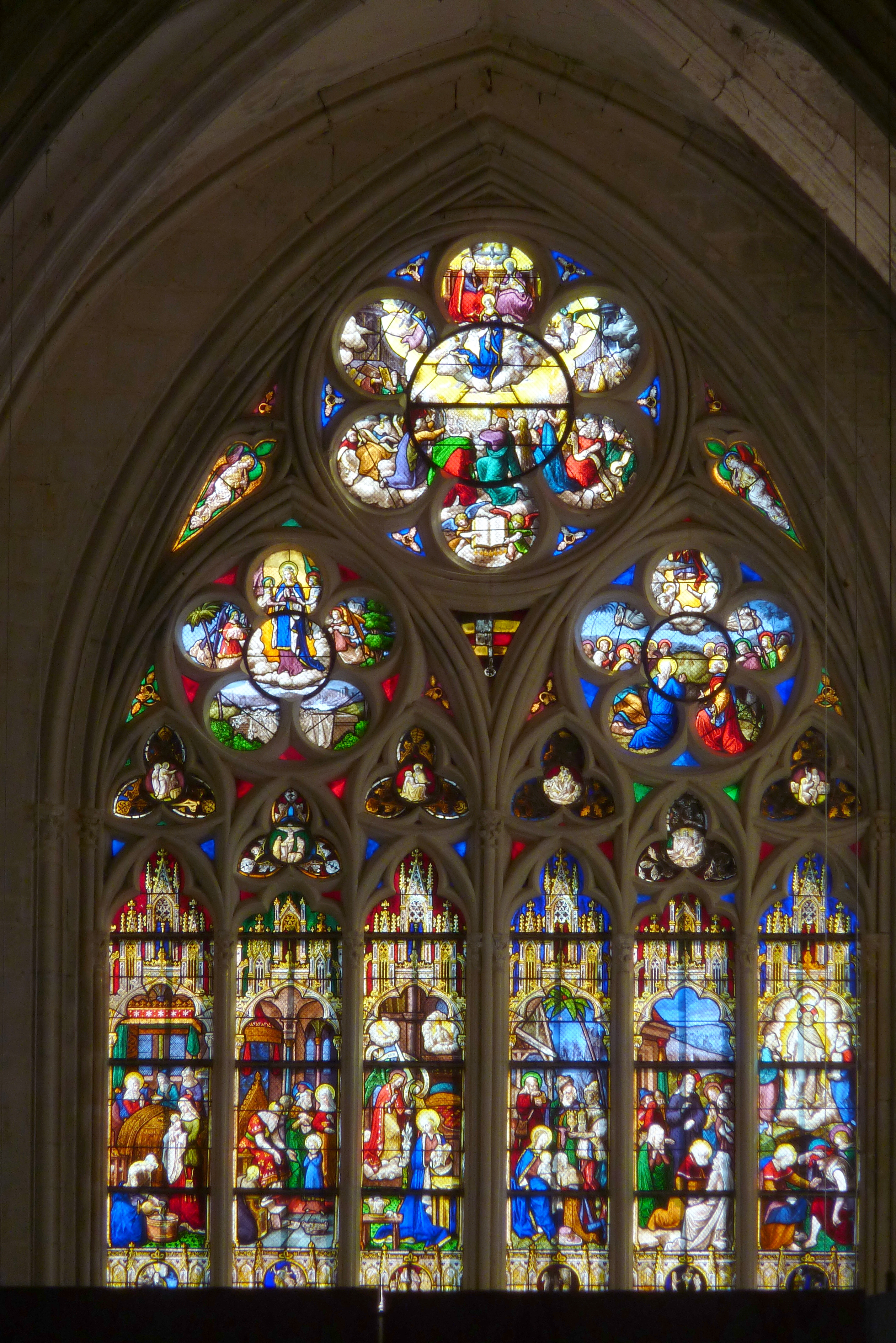
Vitrail de la Vierge.
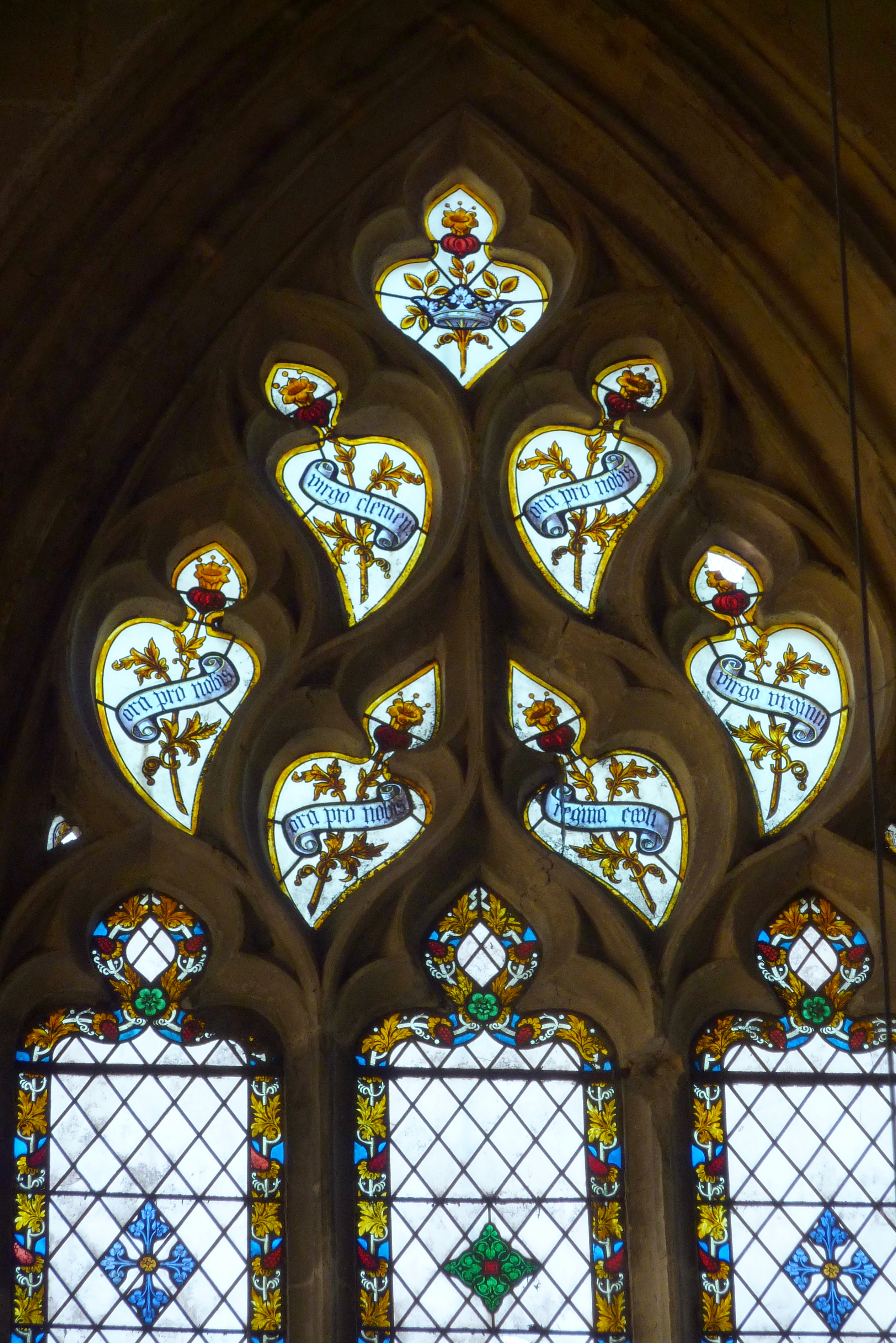
Vitrail.

### Mobilier

#### Œuvres d'art
L'édifice conserve au début du XXIe siècle les œuvres suivantes :
- Sainte Anne et Marie ;
- Anges adorateurs ;
- pietà de 1877 ;
- Vierge polychrome ;
- Baptême du Christ, tableau de Rémy Eugène Julien daté de 1840 ;
- rosace sud[E 8], tableau de l'Extase de Sainte Thérèse d'Avila[7],[D 15] due au comte de Dramard[E 8].

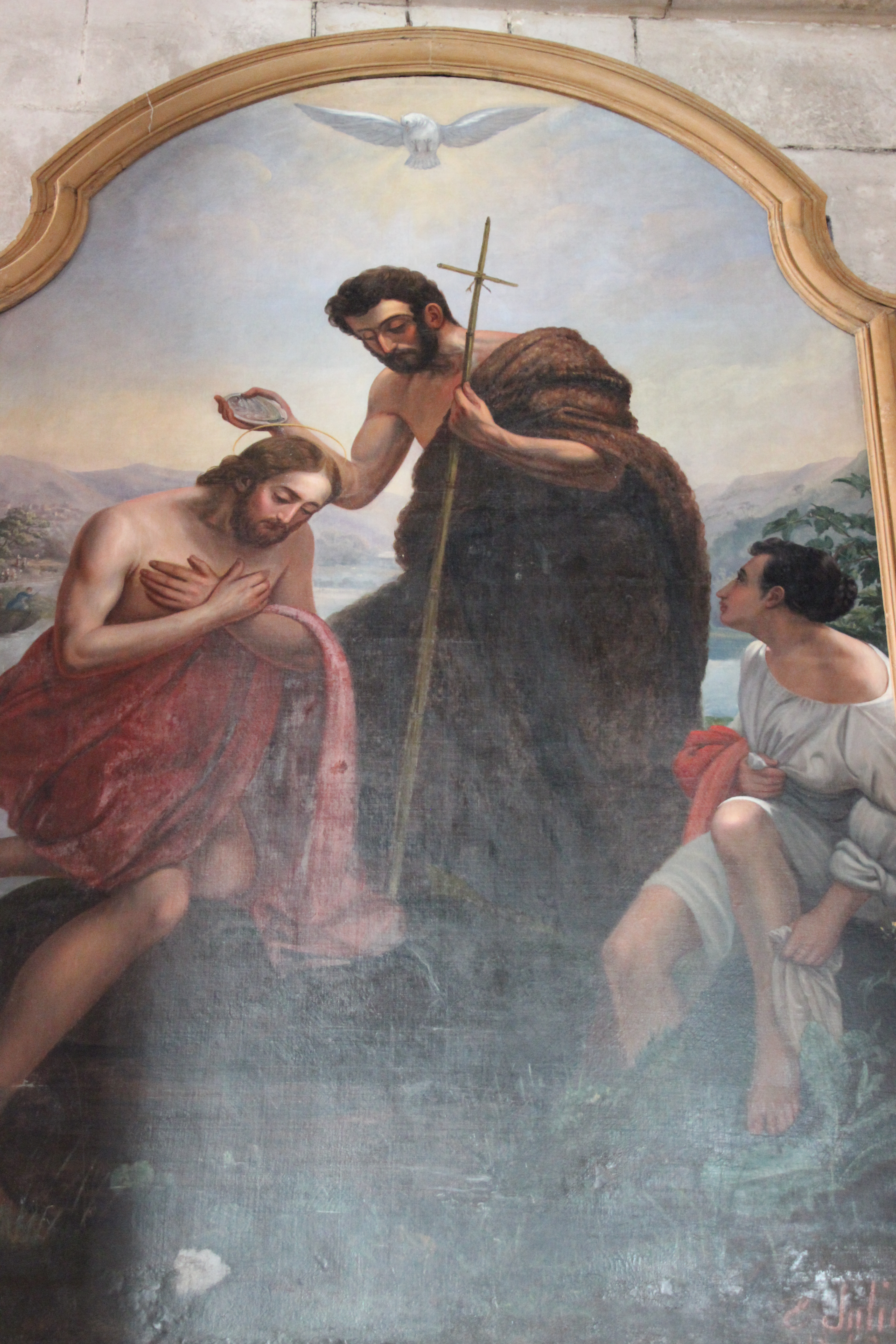
Baptême du Christ, 1840 par Rémy Eugène Julien (1797-1868).
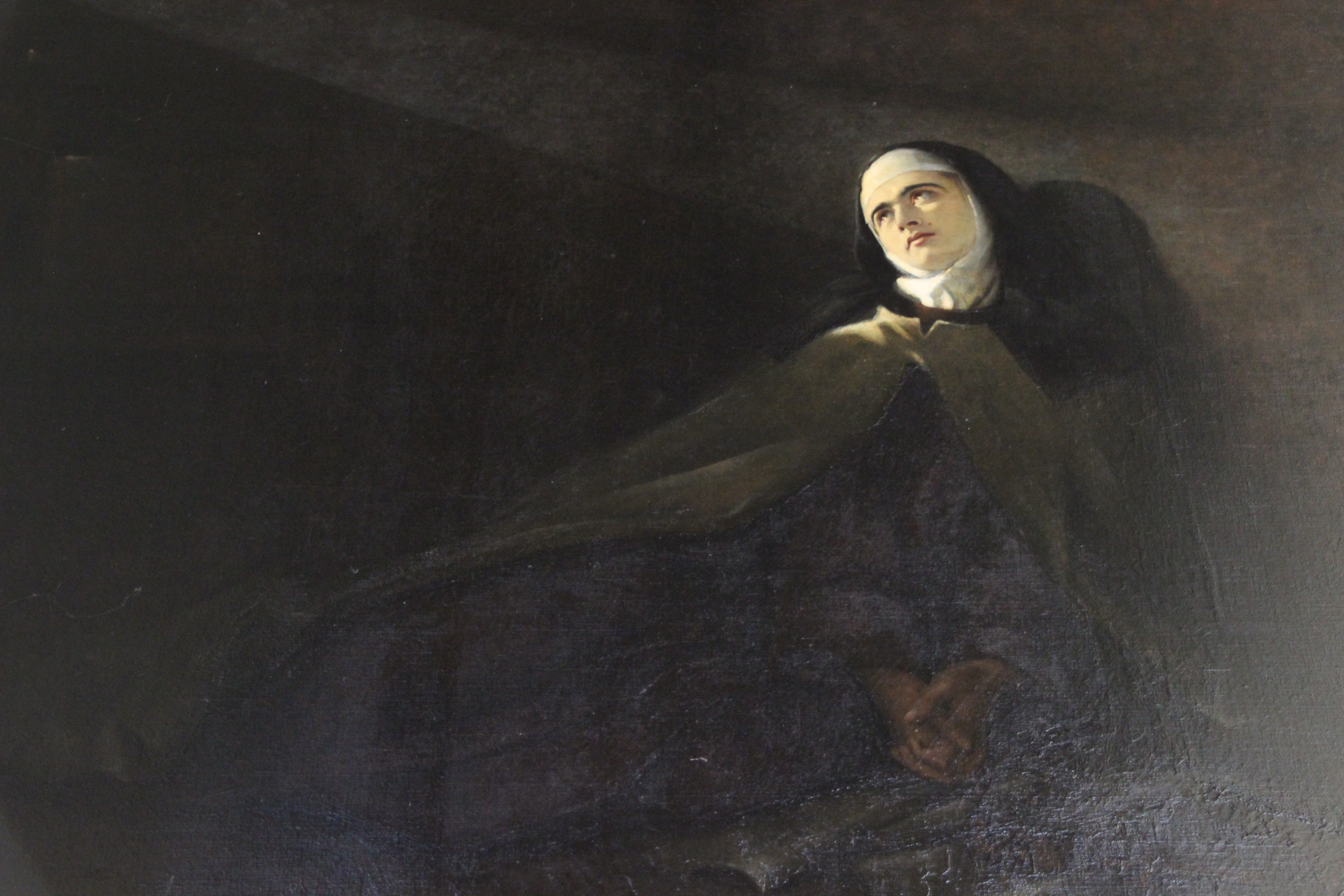
L'extase de Sainte Thérèse d'Avila (1876), Georges de Dramard (1838-1900).
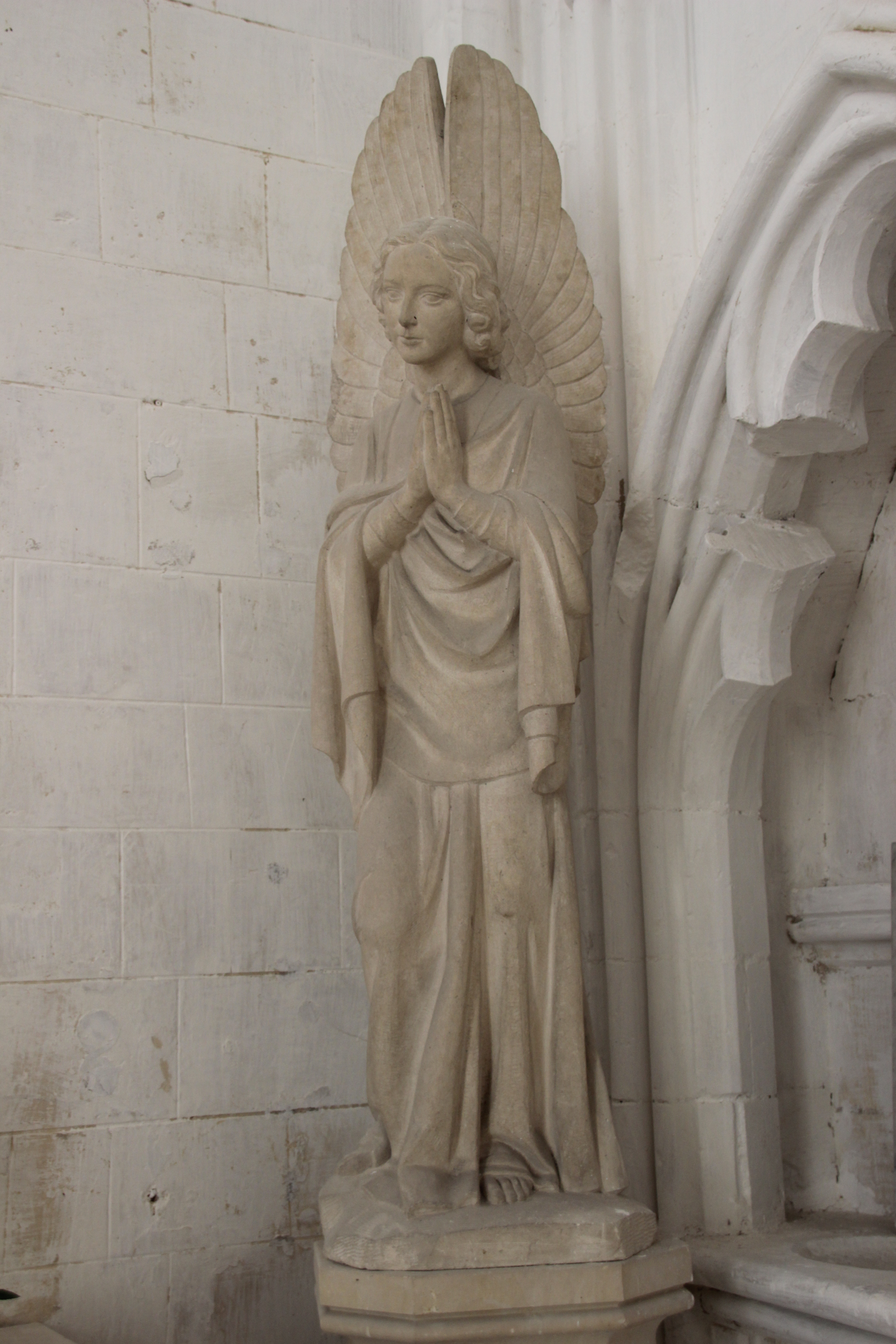
Ange adorateur.

Arcisse de Caumont signale dans son ouvrage un tableau « d'exécution grossière » représentant la Découverte du Saint-Sauveur, et des inscriptions situées près de l'autel. Il signale également des pierres tombales qui n'existent plus dans l'édifice.

#### Liste des compagnons de Guillaume le Conquérant

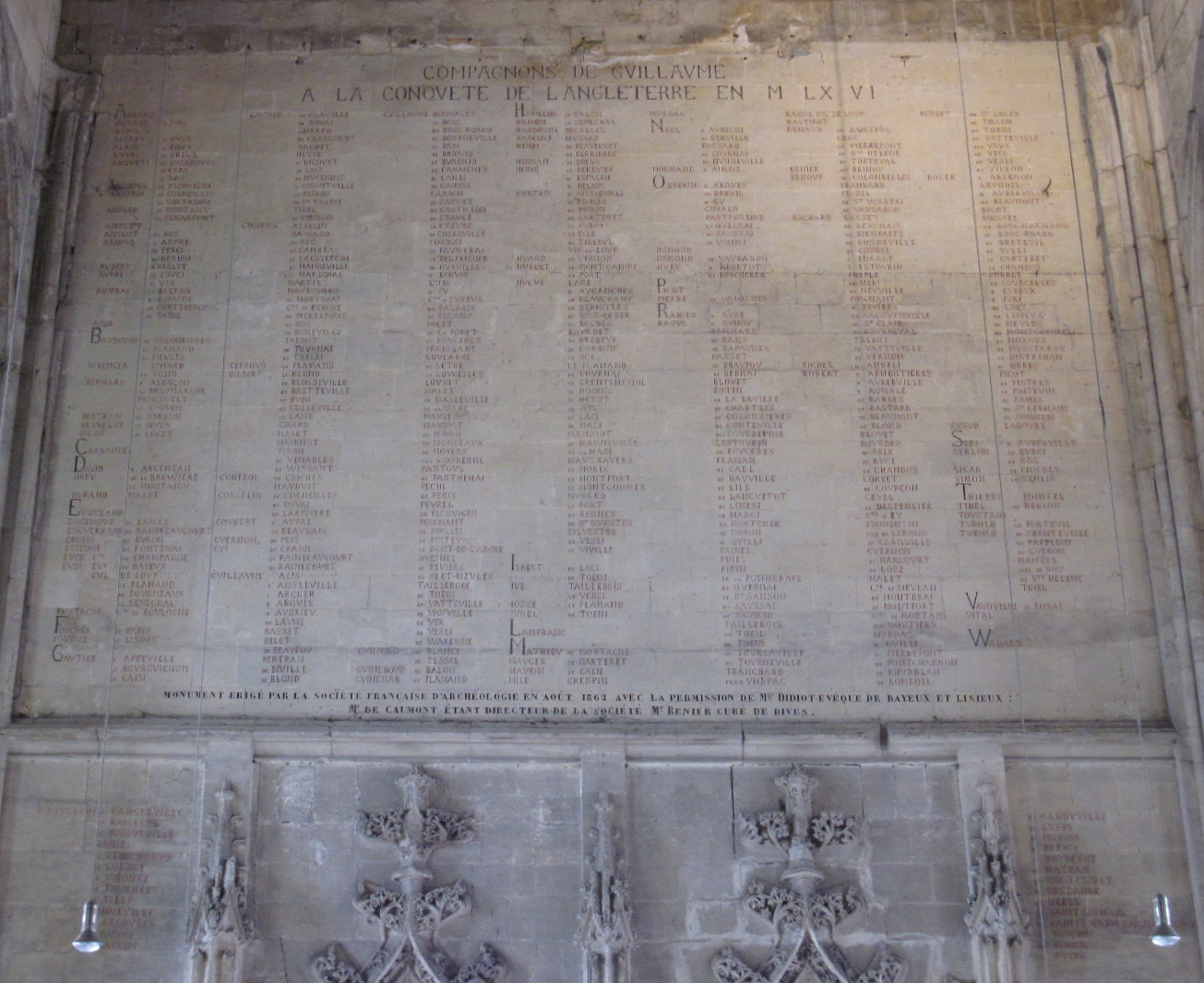
La liste des compagnons de Guillaume.

Au-dessus de la porte d'entrée principale figure les noms des 475 principaux barons qui accompagnèrent Guillaume le Bâtard sur les côtes anglaises. Cette liste a été placée par l'historien et archéologue Arcisse de Caumont en 1862,,. L'inauguration de la dalle de 24 m2 a eu lieu le 17 août 1862,. Certains noms sont authentiques, d’autres pas. Selon Carpentier la liste composée par Léopold Delisle est plus authentique que les listes composées par la suite déposées à l'abbaye de Battle ou au château de Falaise. Il se base en particulier sur le Domesday Book.
La liste fait référence à l’embarquement des soldats de Guillaume le Conquérant dans la baie de la Dives qui est un épisode relaté dans la tapisserie de Bayeux : 1 000 bateaux et 8 000 hommes participent à l’opération. Outre la liste installée dans l’église, une colonne est installée à Houlgate et inaugurée le 18 août 1861.

#### Divers mobilier

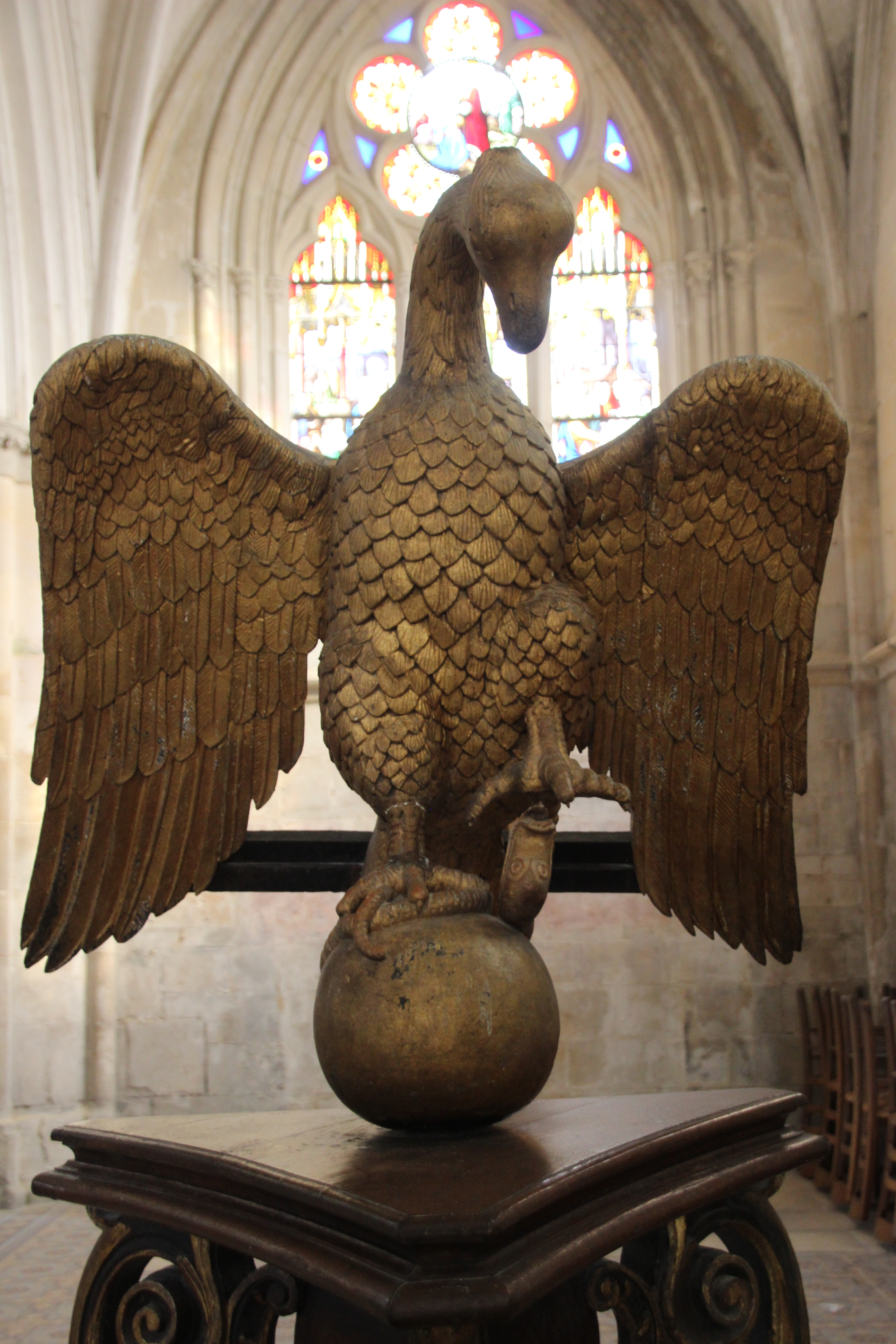
Vue de détail du lutrin XVIIIe siècle.

L'église conserve un lutrin du XVIIIe siècle. L’oiseau symbolise le bien qui combat le mal incarné par un serpent, un globe étant présent. En outre, un retable sud est consacré à la Pentecôte.
L'édifice conserve au début du XXIe siècle trois cloches, datées de 1772 (Marie-Jeanne), 1853 (Marie) et 1891 (Marie-Georgina). Arcisse de Caumont signale quatre cloches dont l'une provenait de Trousseauville, deux de 1772 dont Marie-Jeanne et une datée de 1676.